# Conquête de l'Ouest
Vous lisez un « article de qualité » labellisé en 2011.

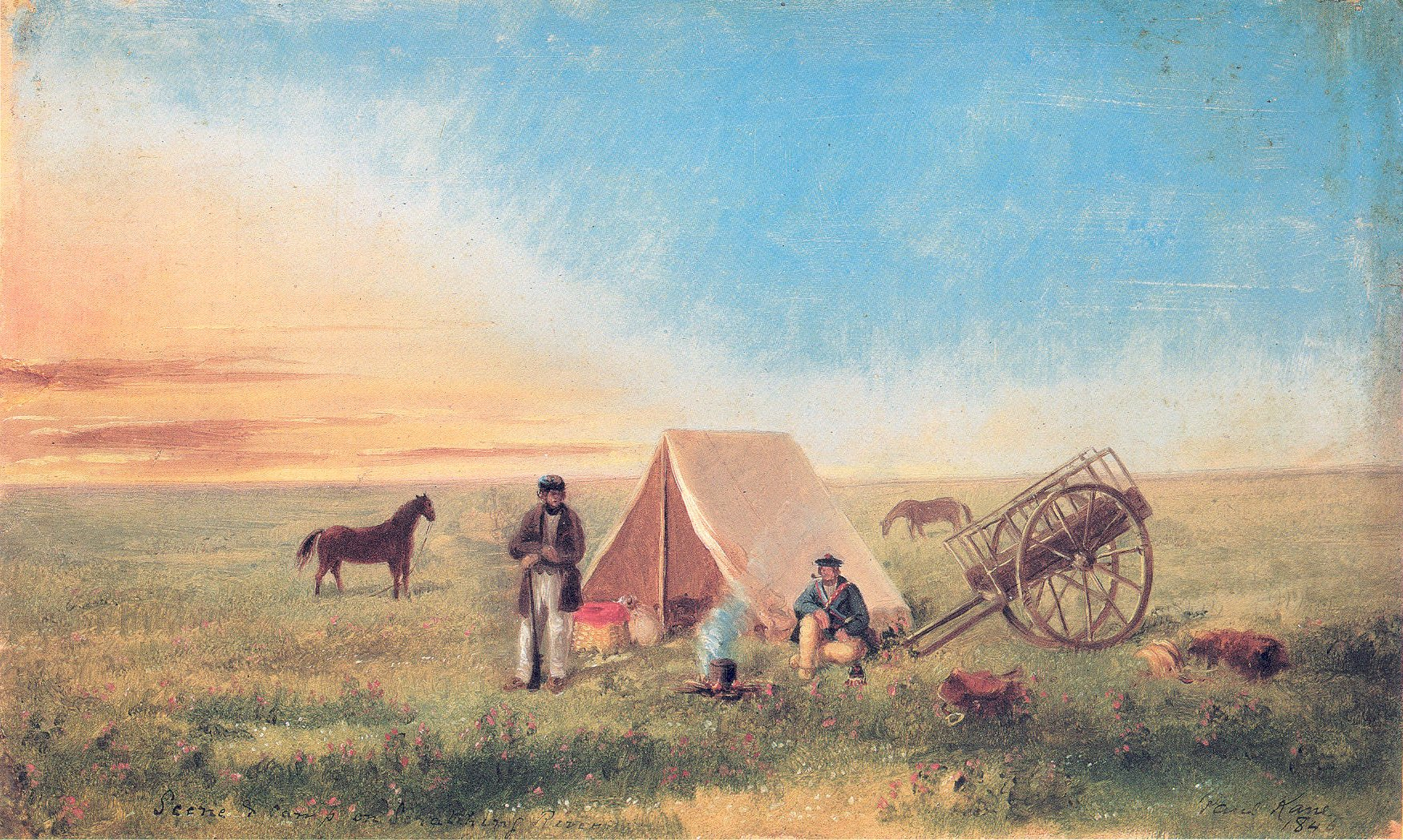
Paul Kane, Camping on the Prairie, huile sur papier imprimée en 1846. La scène montre Paul Kane (1810-1871) accompagné de son guide dans les Grandes Plaines du Dakota.

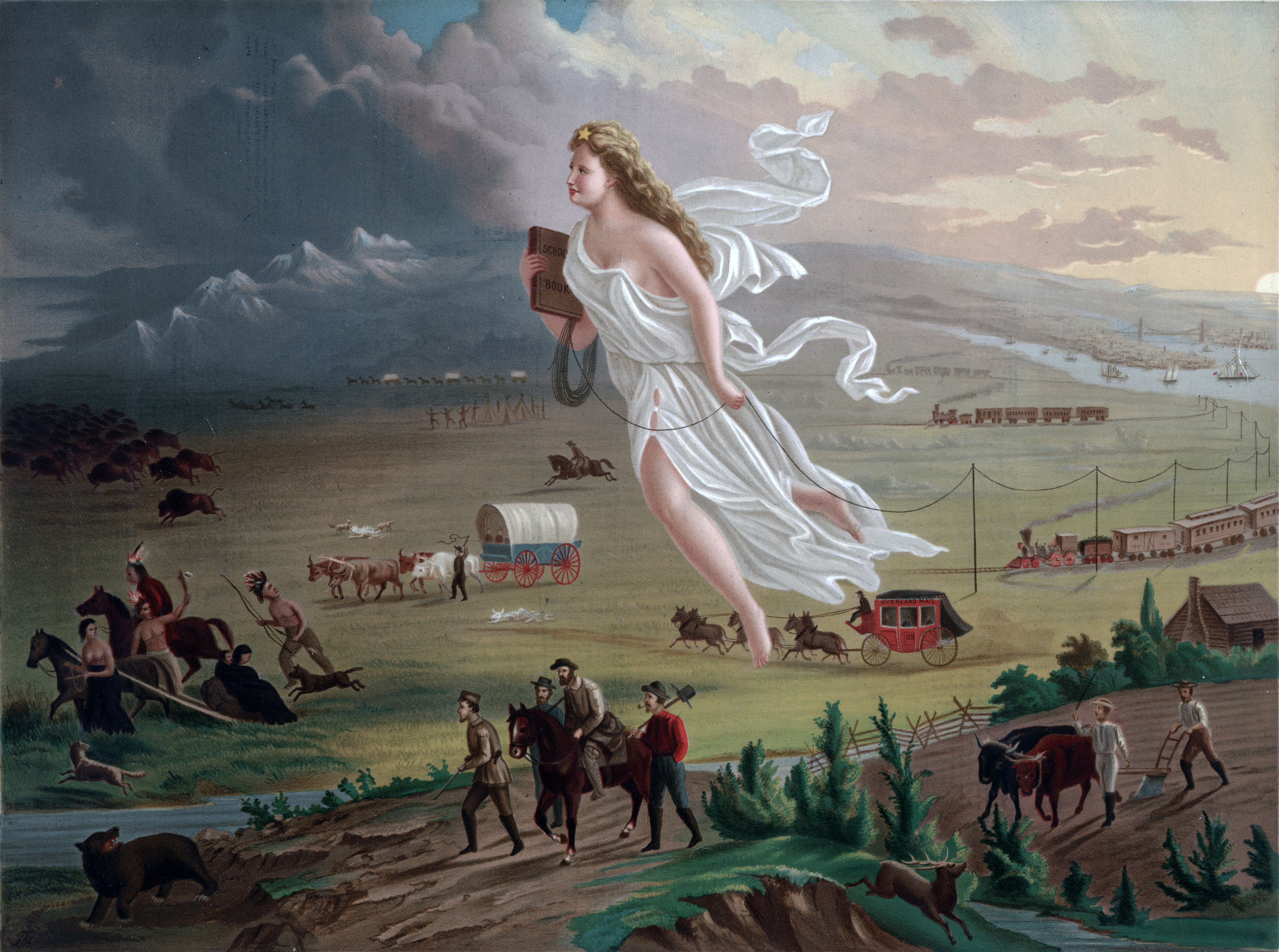
American Progress. Représentation de la conquête de l'Ouest américain en 1872 par John Gast.

La conquête de l'Ouest est le processus de colonisation, par des populations essentiellement d'origine européenne et le gouvernement des États-Unis au XIXe siècle, des immenses territoires qui s'étendent en Amérique du Nord entre le Mississippi et l'océan Pacifique, habités jusqu'alors par les peuples dits amérindiens.
De l'achat de la Louisiane à la France en 1803 jusqu'aux derniers territoires cédés par le Mexique en 1853, les États-Unis fixent leurs frontières actuelles à l'Ouest (hormis l'Alaska) et s'assurent la possession d'une façade sur l'océan Pacifique. Ces nouveaux territoires autochtones sont quasiment inconnus des Européens, mis à part la vallée du Missouri fréquentée par des aventuriers français, dont des colons canadiens d'abord établis autour de Kaskaskia (Illinois) puis autour de Saint-Louis (Missouri) et commerçant avec les tribus à l'ouest du Mississippi. Une poignée d'implantations espagnoles dans le sud-ouest occupe également ces nouveaux territoires. La première étape de la conquête est l'exploration des terres à l'ouest du Mississippi, étant d'abord le fait des trappeurs et autres montagnards issus de la Vallée de l'Ohio. En 1804, persuadé que l'expansion consoliderait la prospérité et les idéaux de la jeune démocratie américaine, le président Thomas Jefferson envoie les capitaines Lewis et Clark en reconnaissance vers l'océan Pacifique en passant par la vallée du Missouri. L'expédition s'appuie abondamment sur la présence antérieure des aventuriers français. Leurs découvertes sont par la suite complétées par des expéditions militaires et scientifiques, comme celle de John Charles Frémont, toujours appuyées par ces aventuriers servant de guides qui prennent contact avec différentes tribus amérindiennes.
L'idée d'une « terre promise de grande nécessité » à l'Ouest grandit parmi la population de l'Est. Dans les années 1840, la croyance en un droit quasi divin du peuple américain à s'approprier les terres de l'Ouest, malgré la présence des Amérindiens ou d'autres nations, prend le nom de « Destinée manifeste ». Déjà, des colons américains s'installent au Texas où ils proclament leur indépendance vis-à-vis du Mexique en 1835. La guerre entre les États-Unis et le Mexique en 1847 règle définitivement le différend. À l'issue de ce conflit, les États-Unis acquièrent entre autres la Californie, qui devient en 1849 le théâtre d'une ruée vers l'or à l'ampleur jamais égalée jusqu'alors, attirant des populations du monde entier. D'autres découvertes de filons incitent plus tard l'implantation de pionniers dans plusieurs régions de l'Ouest américain. Pour accéder aux nouveaux territoires et d'abord rejoindre la Californie et l'Oregon, ou l'Utah dans le cas des mormons, les colons empruntent des pistes traversant d'immenses étendues. Les communications et les transports d'un bout à l'autre du pays posent d'énormes problèmes logistiques qui sont finalement surmontés par le télégraphe en 1861 et le premier chemin de fer transcontinental en 1869. Dans les années 1850, les États-Unis se divisent sur la question de l'esclavage et de la propagation ou de l'interdiction de celui-ci dans les territoires de l'Ouest destinés à devenir des États. C'est une des nombreuses raisons de la guerre de Sécession.
Après la guerre civile, la conquête de l'Ouest reprend de plus belle, stimulée par le Homestead Act voté en 1862, qui facilite l'octroi de titres de propriété aux fermiers, et par l'expansion des chemins de fer. La colonisation gagne les Grandes Plaines jusqu'alors délaissées, et les troupeaux de bisons laissent la place à l'élevage de bétail. Les villes créées en un temps record voient prospérer la criminalité avant que la loi soit instaurée et que la pression morale des communautés la fasse reculer. L'autorité du gouvernement s'étend et se renforce, d'autant que le rôle de l'armée devient prépondérant face à la résistance des peuples autochtones. L'expansion des « blancs » se poursuit en effet sans égard pour les tribus ; celles-ci n'acceptent que sous la contrainte l'installation de colons sur leurs terres ancestrales et l'exploitation sans retenue des ressources naturelles. Les guerres indiennes s'intensifient à partir des années 1860, mais la pression militaire et colonisatrice est trop forte, et à la fin du siècle, les tribus amérindiennes ont été vaincues et reléguées dans des réserves et l'essentiel des terres a été colonisé.
Les États-Unis sont désormais une puissance industrielle et mondiale, et la conquête de l'Ouest accomplie demeure fermement ancrée dans la culture, l'imaginaire et le folklore américains.

## Terminologie

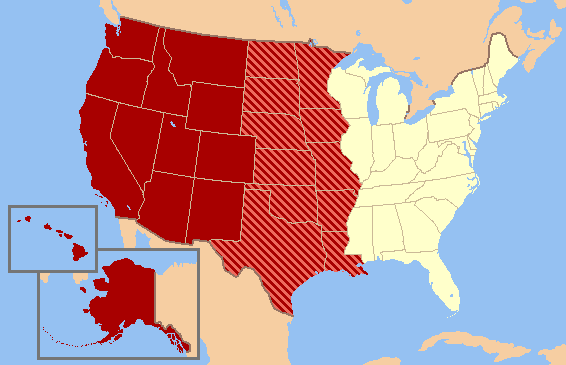
L'Ouest américain au-delà du fleuve Mississippi. En rouge foncé, les États qui sont toujours considérés comme en faisant partie : Californie, Oregon, Washington, Nevada, Idaho, Arizona, Nouveau-Mexique, Utah, Colorado, Wyoming, Montana, plus l'Alaska et Hawaï. En rouge hachuré, les États qui sont parfois considérés comme faisant partie du Sud ou du Middle West : Texas, Louisiane, Arkansas, Oklahoma, Missouri, Kansas, Nebraska, Iowa, Dakota du Sud, Dakota du Nord, Minnesota.

Aux États-Unis, « la Frontière » est le terme utilisé pour désigner, dès le XVIIe siècle, la zone de transition où les explorateurs et les colons arrivent, c'est-à-dire la zone située au-delà du front pionnier. Dans l'histoire américaine, l'expansion de la colonisation s'est réalisée de l'Est vers l'Ouest, et donc la Frontière (les confins) est toujours identifiée comme concernant l'Ouest. L'historien Frederick Jackson Turner, théoricien de la Frontière, fit valoir qu'un changement eut lieu au XIXe siècle parce que la terre à l'ouest semblait libre du point de vue des pionniers, ce qui leur donna un sentiment de possibilités illimitées et eut pour conséquence l'optimisme des colons, le rejet de toute contrainte, le manque d'égard vis-à-vis des Amérindiens et finalement le gaspillage des ressources naturelles.
La Frontière américaine se déplace progressivement vers l'ouest avec l'afflux des premiers immigrants sur la côte est au XVIIe siècle. Le Far West (en français : « l'Ouest lointain ») a toujours été situé au-delà de cette frontière, mais les chercheurs se réfèrent parfois à la région s'étendant de l'Ohio aux vallées du Tennessee, au XVIIIe siècle (lorsque la frontière a été contestée par la Grande-Bretagne, la France et les colonies américaines), pour désigner l'« Ouest d'antan » (Old West).
Le plus souvent, cependant, l'« American Old West » ou le « Grand Ouest » (Great West) sont des expressions communément utilisées pour désigner la zone située à l'ouest du fleuve Mississippi au XIXe siècle.

## Histoire de la conquête

### Explorateurs et aventuriers au-delà de la Frontière

#### Acquisition de la Louisiane
Au début du XIXe siècle, la frontière américaine se situe approximativement le long du fleuve Mississippi qui divise la zone continentale des États-Unis en un axe qui part de l'ouest de la région des Grands Lacs et descend jusqu'au delta près de La Nouvelle-Orléans. Le district de Saint-Louis, qui compte alors un peu plus de 2 000 habitants, principalement des Français, des Espagnols, des Amérindiens et des Noirs (esclaves ou affranchis), est alors la plus grande ville sur la frontière et constitue un passage obligé pour le voyage vers l'ouest, devenant ainsi la principale plateforme commerciale, non seulement pour le trafic fluvial sur le Mississippi mais aussi pour l'ensemble du commerce intérieur.
La nouvelle nation commence pourtant à exercer une certaine influence sur la politique internationale. Les Britanniques, chassés des Treize Colonies après la révolution américaine, sont toujours présents au Canada et menacent d'en développer son expansion territoriale vers la région du Nord-Ouest ; les Français, qui avaient quitté la vallée de l'Ohio, détiennent encore le territoire de Louisiane de l'Ouest du Mississippi jusqu'aux montagnes Rocheuses. Ce territoire, quasiment vierge de toute présence européenne mis à part le port stratégique de La Nouvelle-Orléans et quelques comptoirs sur le Mississippi, recouvre entièrement les actuels Arkansas, Missouri, Iowa, Oklahoma, Kansas, Nebraska, Dakota du Sud, et partiellement les actuels Louisiane, Minnesota, Dakota du Nord, Montana, Wyoming, Colorado, Texas et Nouveau-Mexique.
La présence de l'Espagne (Nouvelle-Espagne) s'étend sur la Floride et les territoires de l'actuel Texas jusqu'en Californie, le long du sud de ce que sont plus tard les États de l'Utah et du Colorado.

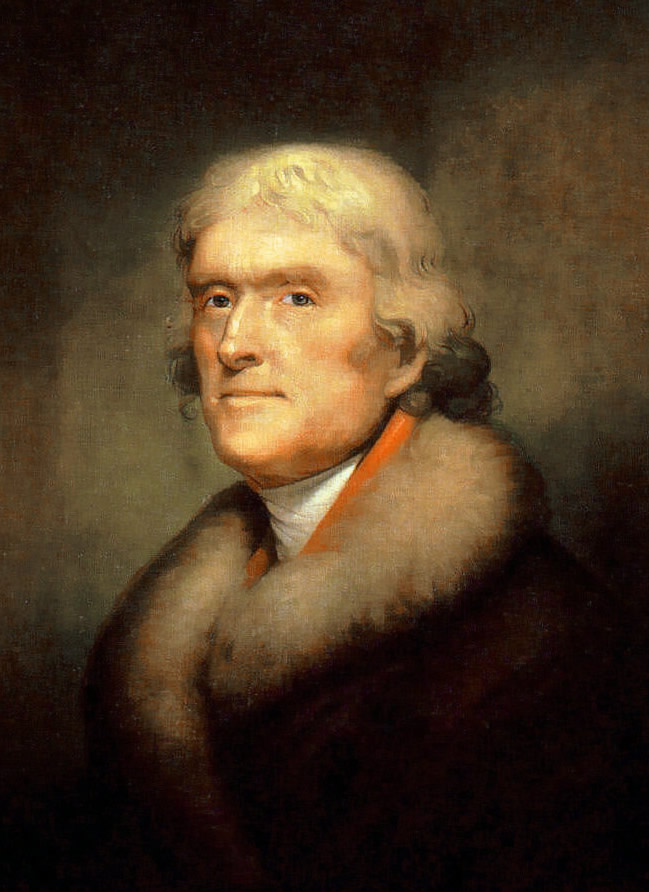
Thomas Jefferson, troisième président des États-Unis.

En 1803, d'un trait de plume, Thomas Jefferson, troisième président des États-Unis élu en 1800, double la superficie des États-Unis avec l'achat de la Louisiane à la France qui l'a achetée à peine trois ans plus tôt à l'Espagne. Depuis la révolte des esclaves en Haïti et les maladies tropicales qui avaient sapé ses expéditions caribéennes, Napoléon Bonaparte a considéré la Louisiane comme un handicap. Robert R. Livingston, ambassadeur américain en France, négocie la vente avec le ministre français des Affaires étrangères, Charles-Maurice de Talleyrand-Périgord, qui déclare : « Vous avez réalisé une bonne et noble affaire pour vous-même, et je suppose que vous allez tirer le meilleur parti de cela. »
L'opération coûte plus de 15 millions de dollars américains (environ 4 cents l'hectare), y compris les frais afférents au règlement de toutes les revendications des citoyens américains contre la France. L'achat est controversé : beaucoup de membres du parti fédéraliste (qui domine en Nouvelle-Angleterre) pensent alors que le territoire de Louisiane est « un vaste monde désertique qui se révélera pire qu'inutile pour nous, et la propagation de la population à travers une terre ingouvernable provoquera un affaiblissement du pouvoir fédéral au détriment de la Nouvelle-Angleterre et du Nord-Est ». Mais à travers le pays, les jeffersoniens restent convaincus que ces nouvelles contrées contribueraient à promouvoir leur vision de la société républicaine idéale fondée sur le commerce agricole et gouvernée de façon libérale, laquelle favorise l'autosuffisance et la vertu.

#### Expédition de Lewis et Clark et l'ouverture sur le Pacifique

Le trajet de l'expédition.

Quelques semaines avant l'achat, Thomas Jefferson a ordonné l'exploration discrète de l'immense territoire, avec une motivation commerciale et scientifique. L'acquisition tombe donc à point nommé. Deux officiers, Meriwether Lewis et William Clark, sont chargés, à partir de 1804, d'explorer le Missouri, et ses principaux affluents, ainsi que toute voie de communication fluviale vers l'océan Pacifique, à des fins commerciales. Le président charge également l'expédition d'établir des contacts diplomatiques avec les tribus amérindiennes de la région, de les étudier (y compris leurs mœurs, leurs langues et leurs cultures), ainsi que le climat, les sols, le réseau hydrographique, les échanges commerciaux, la faune et la flore.
Le principal objectif commercial est de trouver une voie de communication efficace pour établir une connexion entre les produits américains et les marchés asiatiques, et peut-être trouver un moyen de bloquer l'expansion des compagnies britanniques de traite des fourrures dans le territoire de l'Oregon. Les commerçants asiatiques achetaient déjà des peaux de loutre de mer aux commerçants de la côte pacifique.
Avec les informations résultant de l'expédition, des entrepreneurs tels que John Jacob Astor saisissent immédiatement l'occasion et étendent leurs opérations de traite des fourrures dans le Pacifique Nord-Ouest. Fort Astoria, créé par les employés de John Astor à l'embouchure du fleuve Columbia en 1811, est le premier établissement européen permanent dans cette région. Toutefois, durant la guerre de 1812, ses rivaux de la North West Company, une compagnie anglo-canadienne, achètent le camp aux agents d'Astor qui craignent que les troupes britanniques détruisent leur établissement. Les affaires de John Astor en souffrent un certain temps, mais il rebondit dans les années 1820, reprenant les affaires de commerçants indépendants afin de créer un monopole puissant. Devenu multi-millionnaire, il abandonne ce commerce en 1834 et réinvestit sa fortune dans l'immobilier à Manhattan.
De plus, des trappeurs cherchaient un passage pour commercer vers la Chine. En fait, la compagnie du Nord-Ouest aurait voulu atteindre la région de l’Athabasca pour initialement trouver un moyen de transporter les fourrures vers l’océan Pacifique pour ensuite commercer avec la Chine. Un célèbre explorateur, Alexandrer McKenzie, part  en 1789 pour trouver l’océan Pacifique par la rivière, conseillé par M. Pond. Il va dans une mer avec des bords glacés. Ce n’est pas l’océan Pacifique, mais l’océan Arctique. Cette découverte l'incite encore plus à trouver l’océan Pacifique, en quête des marchés chinois. En 1793, il repart vers la mer de l’Ouest, mais cette fois-ci, il emprunte la Peace River. Après avoir passé les montagnes Rocheuses, il passe par la rivière Fraser pour une rivière paisible : Bella Coola. Elle le mène directement à l’océan Pacifique.

#### Traite de fourrures

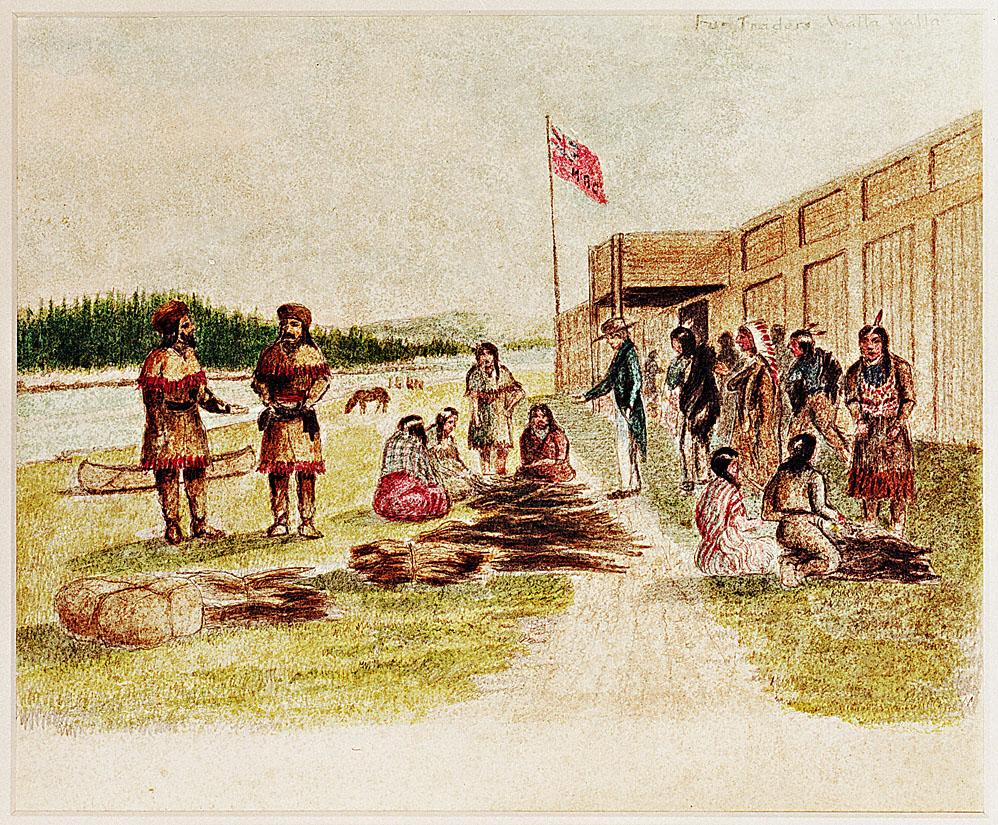
Commerce de la fourrure à Fort Nez-Percés, dans le Territoire de l'Oregon en 1841.

La quête de fourrures a été la première motivation commerciale de la part des Hollandais, des Français et des Britanniques pour explorer et coloniser l'Amérique du Nord. La Compagnie de la Baie d'Hudson, du côté britannique, a souvent été en concurrence avec les commerçants français qui sont arrivés plus tôt et ont déjà commercé avec les tribus amérindiennes dans la région frontalière au nord de la colonie britannique. Cette concurrence a été l'une des causes de la guerre de la Conquête (ou guerre contre les Français et les Amérindiens du point de vue américain) en 1763. La victoire des Britanniques a eu comme conséquence l'expulsion des Français des colonies américaines. Le commerce français a toutefois continué depuis Montréal. L'implantation de John Astor dans le Nord-Ouest est une tentative américaine pour rivaliser avec les commerçants français et anglais établis.
Au fur et à mesure de l'expansion vers l'ouest, les trappeurs et les chasseurs devancent les colons, cherchant de nouveaux approvisionnements en peaux de castor et d'autres animaux à destination de l'Europe. Les chasseurs précèdent et suivent l'expédition de Lewis et Clark dans le bassin supérieur du Missouri et dans le territoire de l'Oregon. Ils établissent les premiers contacts commerciaux avec les Amérindiens de l'Ouest et contribuent à une connaissance approfondie du terrain dans le Nord-Ouest, y compris la South Pass, dans le Wyoming, important passage à travers les montagnes Rocheuses centrales. Découvert vers 1812, il devient plus tard une voie de communication stratégique pour les colons se dirigeant vers l'Oregon et le Washington.
La guerre de 1812 ne contribue guère à modifier les frontières des États-Unis ou des territoires britanniques, mais la convention anglo-américaine de 1818 établit une occupation conjointe du territoire de l'Oregon et fixe au 49e parallèle nord la frontière entre le Canada et les États-Unis, prolongée jusqu'au Pacifique à la signature du traité de 1846.
Vers 1820, en raison de la baisse du commerce de fourrures, de l'étirement des distances d'approvisionnement et des conflits plus nombreux avec les tribus indigènes amérindiennes, le commerce de la fourrure est réformé par Donald Mackenzie, de la North West Company. Jusque-là, les Amérindiens capturent les animaux et apportent les peaux aux comptoirs commerciaux, d'où les trappeurs et les voyageurs envoient les marchandises vers Saint-Louis. En échange des fourrures, les Amérindiens reçoivent en général des calicots, des couteaux, des haches et autres outils, des perles, des fusils, des munitions, des pièges à animaux, du rhum, du whisky et du porc salé.
Le nouveau système suppose d'envoyer des employés de la compagnie à travers les étendues sauvages, dans de longues expéditions, en contournant de nombreuses tribus. Il encourage également les trappeurs indépendants à explorer de nouvelles régions de leur propre initiative. À la fin de la saison de collecte, les trappeurs vont vendre leurs peaux dans les comptoirs commerciaux où les marchandises sont expédiées par voie fluviale. Les trappeurs, solitaires le reste de l'année, se réunissent ainsi dans des rassemblements appelés rendezvous, en français dans le texte, de nombreux trappeurs étant d'origine franco-canadienne. D'autres termes français employés par les Américains prouvent l'importance des Canadiens français dans le commerce de la fourrure, comme coureur des bois ou voyageur, ce dernier mot désignant les hommes chargés de transporter les peaux en descendant les rivières sur des canoës.
La ville de Saint-Louis est le plus important lieu de rendezvous, mais il y a aussi les Rendez vous des trappeurs de l'Ouest, souvent dans le Wyoming. Les trappeurs s'affrontent dans des compétitions de lutte et de tir de précision. Un voyageur anglais de l'époque décrit ces rassemblements comme « une scène continue d'ivrognerie, de jeux, de bagarres et de combats, aussi longtemps qu'il reste aux derniers trappeurs de l'argent et du crédit ».
Vers 1830, la mode évolue en Europe et les chapeaux de castor sont remplacés par des chapeaux de soie, réduisant fortement la demande en fourrures nord-américaines. Ainsi s'achève l'ère des mountain men (montagnards), des trappeurs et éclaireurs tels que Jedediah Smith, qui a voyagé à travers plus de terres inexplorées que tout autre blanc[réf. nécessaire] et a été le premier Américain à atteindre la Californie par voie terrestre. Vers 1845, le commerce de fourrures de castor a pratiquement cessé.

### Mise en route de la colonisation
En 1790, on recensait environ 100 000 Américains à l'ouest des Appalaches. En 1840, ils sont déjà près de 7 millions.

#### Gouvernement fédéral et l'Ouest
Alors que la recherche du profit motive largement l'expansion vers l'ouest, le gouvernement fédéral joue lui aussi un rôle essentiel en pacifiant les territoires et en maintenant l'ordre public, ce qui permet le développement de la colonisation. En dépit de l'aversion et de la méfiance des jeffersoniens envers le pouvoir fédéral, il a plus de portée dans l'Ouest que dans toute autre région des États-Unis et a rendu possible l'accomplissement de la « destinée manifeste ». Étant donné que les gouvernements locaux sont souvent effacés ou impuissants, les habitants de l'Ouest, bien qu'ils s'en plaignent, dépendent du gouvernement fédéral pour la protection de leur vie et de leurs droits et expriment peu la franche antipathie qu'affichent certains habitants de l'Est à l'égard du fédéralisme.
Le gouvernement fédéral s'implique à plusieurs niveaux dans le contrôle des terres de l'Ouest. Il a acquis des territoires en signant des traités avec d'autres nations (Royaume-Uni, Mexique), ou des tribus amérindiennes. Ensuite, il a envoyé des explorateurs pour cartographier et étudier le pays. En 1832, un service spécifique chargé de s'occuper des Indiens est créé, puis transféré deux ans plus tard, en prenant le nom de Bureau des affaires indiennes, au secrétariat à la Guerre. Ce dernier a pour mission de mater la résistance des populations autochtones, y compris en les déportant. Enfin, la bureaucratie fédérale gère les terres relevant du domaine public via le General Land Office créé en 1812.
Ce processus n'est pas régulier. Les violences dues à la résistance des Amérindiens, l'agressivité de certains groupes d'intérêts et le racisme imposent des pauses dans le déroulement de la colonisation de l'Ouest. Néanmoins, avant la fin du XIXe siècle, en gérant la conquête de l'Ouest, le gouvernement fédéral ne cesse de grossir, en taille, en puissance et en influence dans les affaires nationales.

#### Explorations scientifiques

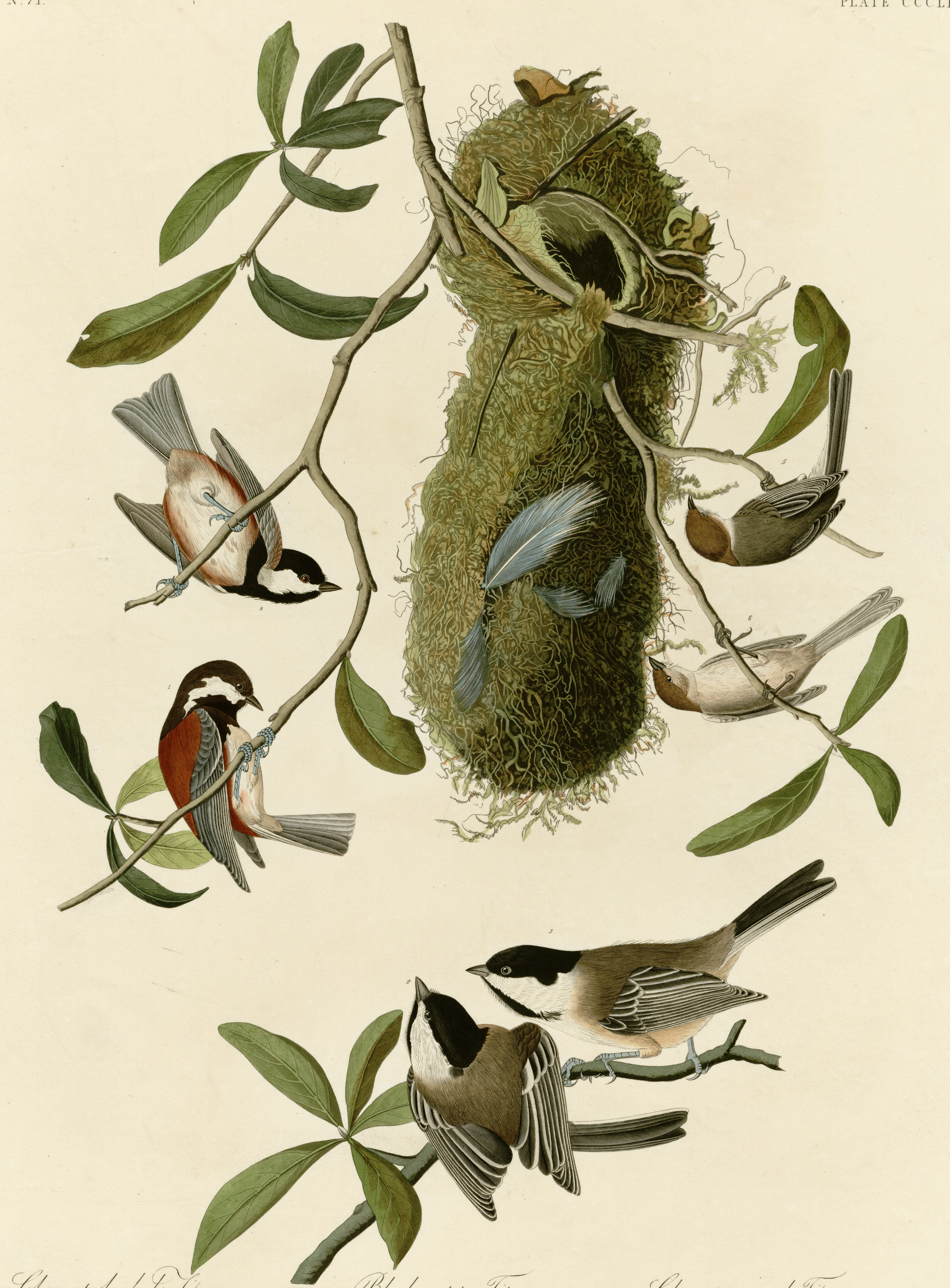
Une gravure dans Les Oiseaux d'Amérique de Jean-Jacques Audubon.

Le gouvernement joue un rôle important en envoyant des explorateurs, des naturalistes et des artistes dans l'Ouest pour découvrir le potentiel de cette région. Après l'expédition Lewis et Clark, le capitaine Zebulon Pike mène une expédition en 1805, obéissant ainsi aux ordres du général James Wilkinson, commandant de l'armée américaine de l'Ouest. Leur mission est de trouver la source du Mississippi (qui s'est avérée plus tard être le lac Itasca, et non pas, comme avait conclu Zebulon Pike à la fin de l'expédition, le lac Leech). Dès son retour, Pike est chargé d'une seconde expédition et voyage pendant une année de 1806 à 1807. Il explore l'Arkansas River et la Red River, alors en territoire espagnol, et atteint finalement le Rio Grande. Sur le chemin du retour, il aperçoit le pic qui porte désormais son nom dans le Colorado, puis il est capturé par les Espagnols et relâché après un long trajet terrestre, après que ses documents et ses notes ont été confisqués par crainte de l'espionnage. Les écrits qu'il rédige plus tard d'après ses souvenirs ne sont pas très précis ni très fiables.
En 1819 et 1820, le major Stephen H. Long conduit des expéditions le long de la rivière Yellowstone, de la Platte River et du cours supérieur du Missouri. Il décrit les Grandes Plaines comme arides et sans intérêt, valant à la région la réputation de « Grand Désert américain ». Il décourage ainsi l'implantation de colons dans cette zone pour plusieurs décennies.
En 1811, les naturalistes Thomas Nuttall et John Bradbury remontent la rivière Missouri avec une expédition financée par John Astor. Ils compilent une importante documentation sur la vie végétale et animale, ainsi que de nombreux dessins sur le vif. Plus tard, Thomas Nuttall explore le Territoire indien de l'Oklahoma et les régions traversées par la piste de l'Oregon. Son ouvrage A Journal of Travels into the Arkansas Territory (Journal d'un voyage à travers le Territoire de l'Arkansas) est un important compte-rendu de la vie dans l'Ouest sauvage. Nuttall est le naturaliste ayant le plus voyagé dans l'Ouest américain avant 1840.
À partir de 1820, Jean-Jacques Audubon, peintre et ornithologue d'origine française, parcourt le bassin du Mississippi, recueille des spécimens et exécute des croquis pour Birds of America (Les Oiseaux d'Amérique) et The Viviparous Quadrupeds of North America, deux œuvres classiques monumentales de l'art naturaliste.
Entre 1830 et 1838, le peintre George Catlin voyage plusieurs fois sur le Mississippi et le Missouri aussi loin que dans l'actuel Dakota du Nord, réalisant des peintures détaillées qui rendent compte de la culture des tribus amérindiennes qu'il rencontre (Pawnees, Omahas, Hidatsas, Cheyennes, Crows, Assiniboines, Pieds-Noirs, etc.). Son travail est complété par celui du Suisse Karl Bodmer, auteur de portraits et de paysages très réalistes au cours de l'expédition du prince Maximilian zu Wied-Neuwied dans les Grandes Plaines lancée en 1832.
En 1840, les découvertes des explorateurs, des naturalistes et des mountain men ont permis d'élaborer des cartes montrant les grandes lignes de la géographie de l'Ouest américain jusqu'à l'océan Pacifique.

#### Souveraineté mexicaine et l'indépendance du Texas
Les colons créoles et métis de la Nouvelle-Espagne ont déclaré leur indépendance en 1810, et l'obtiennent effectivement en 1821 en tirant parti de l'effondrement de l'Empire colonial espagnol. Ils forment une nouvelle nation, le Mexique, qui comprend, au nord, le territoire du Nouveau-Mexique, le Texas, et la Californie. Comme espéré par les indépendantistes, les relations commerciales entre le Mexique et les États-Unis se sont accrues, puisque auparavant, l'Espagne avait appliqué des barrières douanières strictes et arrêtait les commerçants américains qui s'aventuraient sur son territoire. Après l'indépendance du Mexique, de grands convois organisés par des Américains commencent à livrer des marchandises à Santa Fe (Nouveau-Mexique), en empruntant une piste de 1 400 km dont le point de départ est la ville de Kansas City (Westport à l'époque). Ce voyage dure en moyenne 48 jours.

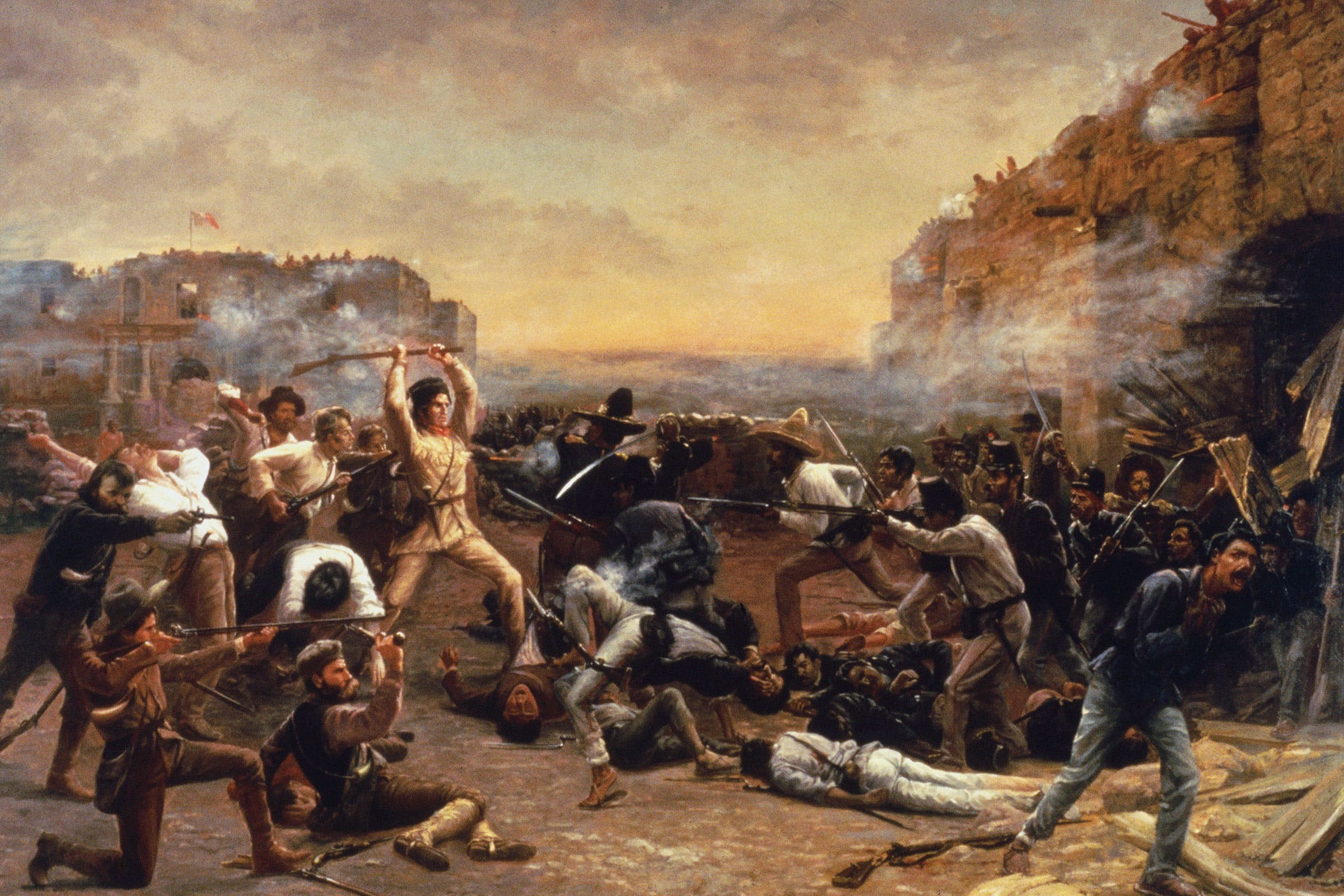
La bataille de Fort Alamo d'après une peinture de 1903.

Santa Fe est également le bout de la piste du Camino Real (route principale en espagnol, à ne pas confondre avec une route du même nom en Californie), une route commerciale importante qui fait parvenir les produits manufacturés américains vers le sud, dans les régions reculées du Mexique. Dans l'autre sens circule de l'argent, des fourrures et des mules. Un tracé alternatif suit à peu près la côte du golfe du Mexique. Santa Fe est également une étape incontournable avant d'atteindre la Californie via la « Vieille Piste espagnole ».
Avant même l'indépendance du Mexique, le Texas est la cible de pirates américains, les filibusters. Le gouvernement mexicain laisse pénétrer des colons américains au Texas en leur faisant miroiter des conditions foncières avantageuses pour s'assurer de leur loyauté, avec l'idée qu'ils protégeraient le territoire contre les raids des Comanches. Stephen F. Austin, considéré aux États-Unis comme le père de l'indépendance du Texas était initialement un agent (empresario) mandaté par les autorités mexicaines pour faire venir des migrants. De la sorte, il est également devenu le chef politique et militaire du territoire texan. Des tensions sont apparues après une tentative avortée d'établir une république indépendante, Fredonia, en 1826. William Travis, un leader belliciste, plaide en faveur de l'indépendance, tandis qu'un parti pacifiste, dirigé par Stephen Austin tente d'obtenir davantage d'autonomie au sein du Mexique. Lorsque le président mexicain Santa Anna change d'alliance et rejoint le parti conservateur favorable à la centralisation, il s'autoproclame dictateur et ordonne à l'armée mexicaine de mettre un terme à l'immigration et aux troubles. Toutefois, l'immigration se poursuit et 30 000 Américains, avec 3 000 esclaves, arrivent en 1835.
Après une série de batailles, en particulier à l'Alamo, à Goliad, et à la San Jacinto River, l'indépendance de la république du Texas est proclamée en 1836. Le Congrès des États-Unis refuse toutefois d'annexer le Texas, paralysé par des arguments contentieux sur l'esclavage et les attributions du gouvernement local. Le Texas demeure un pays indépendant, dirigé par Sam Houston, jusqu'à ce qu'il devienne le 28e État de l'Union en 1845. Le gouvernement du Mexique perçoit la création de l'État du Texas comme un acte hostile, ce qui précipite le déclenchement de la guerre américano-mexicaine.

#### Piste des Larmes

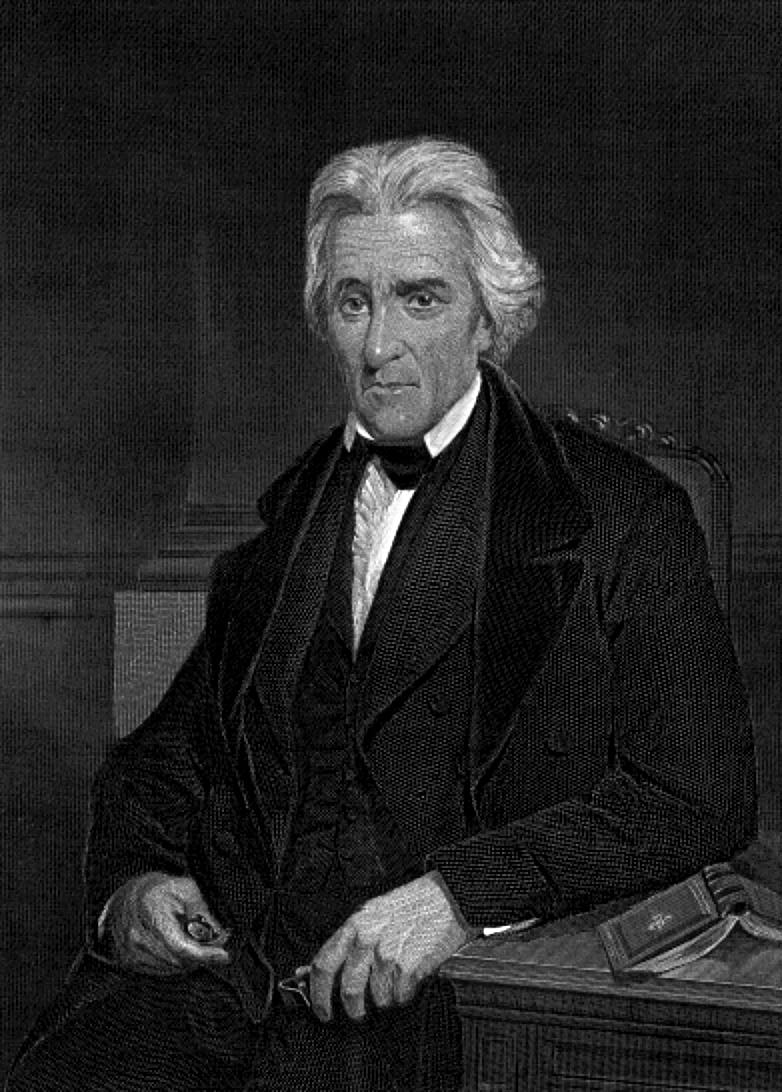
Le président Andrew Jackson, responsable de la déportation des Amérindiens du Sud-Est.

Le développement de l'immigration dans le Sud-Est des États-Unis dans les années 1820 et 1830 oblige le gouvernement fédéral à traiter la « question indienne ». En 1837, la politique de déplacement des Amérindiens est appliquée, conformément à une loi du Congrès, l'Indian Removal Act, signé par le président Andrew Jackson en 1830. La marche forcée d'une vingtaine de tribus amérindiennes inclut les « Cinq tribus civilisées » qui avaient en grande partie adopté un mode de vie européen (Creeks, Choctaws, Cherokees, Chicachas et Séminoles). Elles sont repoussées au-delà de la frontière, dans le « Territoire indien » (qui devint plus tard l'Oklahoma). Sur environ 70 000 Amérindiens déportés, près de 20 % d'entre eux succombent à la maladie, à la faim, au froid ou d'épuisement sur le chemin, dont 4 000 Cherokees. Cet exode est resté célèbre sous le nom de Piste des Larmes (en anglais, Trail of tears, en cherokee Tsuny nunna double, la « piste où ils crièrent »). Les tribus déportées ont eu beaucoup de difficultés à s'adapter à leur nouvel environnement et ont parfois été en conflit avec les tribus autochtones de la région où elles ont été implantées. Dans le même temps, l'épidémie de variole de 1837 décime les tribus du Haut-Missouri, les affaiblit, et permet aux immigrants un accès plus facile à ces terres.
Les déportations des Amérindiens ont été justifiées par deux philosophies dominantes. La théorie de la « race supérieure » prétend que les peuples « inférieurs » disposent de la terre pour une durée limitée (trust dans le droit anglo-saxon), jusqu'à ce qu'une « race supérieure » arrive et s'en empare pour une meilleure productivité. Les humanistes défendent une autre théorie selon laquelle le déplacement des Amérindiens les éloignerait des mauvaises influences et les aiderait à préserver leur culture. Aucune de ces théories ne prend en compte le lien intime des Amérindiens avec leur terre, ni l'effet mortifère du déracinement social et physique. Par exemple, les tribus dépendaient d'animaux et de plantes locales, pour des usages alimentaires, médicinaux et culturels, qu'elles ne retrouvent plus dans la région où elles sont déportées.
En 1827, les Cherokees, sur la base de traités antérieurs, s'étaient déclarés « nation souveraine » à l'intérieur de la Géorgie. Le gouvernement de l'État de Géorgie a ignoré cette déclaration et annexé leurs terres, et en 1830, les Cherokees ont porté leur cause devant la Cour suprême américaine. Celle-ci annule les lois de l'État de Géorgie sur les terres des Cherokees, les jugeant anticonstitutionnelles, mais décrète aussi que les tribus amérindiennes sont des « nations intérieures dépendantes » et ne peuvent pas signer de traités avec d'autres nations. Le jugement de la Cour suprême suppose que le gouvernement fédéral protège les droits des tribus amérindiennes, de facto sous sa tutelle. Mais le président Andrew Jackson, qui vient tout juste de signer l'Indian Removal Act, choisit d'ignorer la décision de la Cour, déléguant illégalement aux États de l'Union les décisions politiques concernant les tribus. Jackson se justifie en affirmant que les Amérindiens n'ont « ni l'intelligence, ni l'industrie, ni les habitudes morales, ni le désir de progresser ».
Le seul moyen, pour un Amérindien, d'éviter la déportation, est d'accepter une offre fédérale de 640 acres (260 hectares) de terre ou plus (en fonction de la taille de la famille), à condition d'abandonner l'appartenance à sa tribu, et de devenir un citoyen des États-Unis obéissant aux lois de son État et de l'Union. Toutefois, de nombreux Amérindiens qui ont accepté cette offre ont été escroqués par des spéculateurs et accapareurs, qui ont volé leurs titres de propriété et vendu leurs terres à des Blancs. Dans l'État du Mississippi, 3,8 millions d'acres de terres, soit 15 400 km2, ont ainsi été détournées. Certains de ceux qui ont refusé de partir ou d'accepter l'offre ont trouvé refuge pendant un certain temps dans des régions éloignées. Pour motiver les habitants hésitant à se déplacer, le gouvernement fédéral a également promis des fusils, des couvertures, du tabac, et de l'argent. Des « Cinq tribus civilisées », les Séminoles ont offert le plus de résistance, se cachant dans les marais de Floride et menant une guerre de 1835 à 1842, la plus coûteuse des guerres indiennes en vies humaines pour l'armée américaine (1 600 morts environ).

### L'Ouest avant la guerre civile

#### Politique indienne
En 1834, le gouvernement fédéral décrète que tout territoire à l'ouest du Mississippi non compris dans les États de Louisiane et du Missouri ou le Territoire de l'Arkansas, est défini comme « Pays indien » (Indian country). À peine est-il créé que les Blancs empiètent déjà sur ses frontières. La contrebande d'alcool et d'armes entre commerçants blancs et Amérindiens envenime les relations, et les colons empruntent des raccourcis à travers leurs terres pour se rendre en Oregon ou en Californie. Au milieu du siècle, certaines tribus, comme les Hidatsas et les Mandans, sont quasiment éteintes à cause des épidémies de variole.

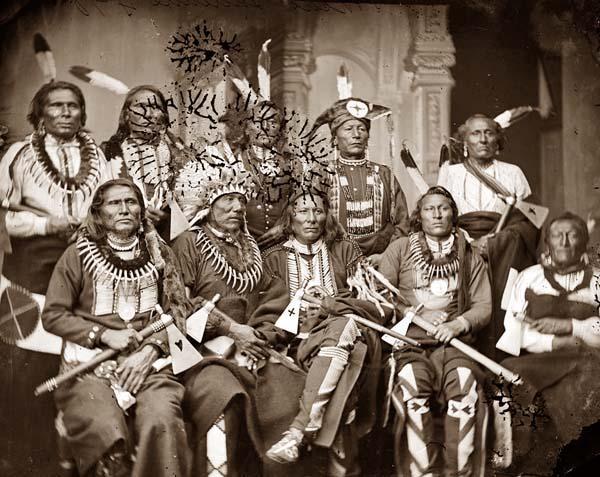
Un groupe de chefs amérindiens en 1865.

Quand les colons se déplacent à travers les Grandes Plaines, leur bétail piétine les terres amérindiennes et mange leurs cultures. Certaines tribus ripostent par des raids sur le bétail et en exigeant des paiements des colons traversant leurs terres. Le gouvernement fédéral tente de réduire les tensions et crée de nouvelles frontières avec les tribus des Grandes Plaines avec deux traités signés au début des années 1850. Le traité de Fort Laramie établit des zones tribales pour les Sioux, les Cheyennes, les Arapahos et les Crows, qui autorisent la construction de routes et de relais de postes sur leurs territoires. Un second traité assure un passage sécurisé tout le long de la piste de Santa Fe pour les convois. En échange, les tribus doivent recevoir, pendant dix ans, des compensations annuelles pour les dégâts causés par les immigrants.
Les territoires du Kansas et du Nebraska deviennent également des zones litigieuses, puisque le gouvernement fédéral convoite ces terres pour construire le futur chemin de fer transcontinental. Dans certaines régions de l'Ouest, en particulier en Oregon et en Californie, les colons ont commencé à occuper des terres avant que le gouvernement fédéral ait négocié avec les tribus autochtones, provoquant ainsi de considérables frictions. Dans l'Utah, les Mormons migrent également sans obtenir le feu vert des autorités fédérales. Durant l'hiver 1846-1847, pendant leur périple vers l'ouest, les Mormons établissent un campement baptisé Winter Quarters, dans le Nebraska, avec la permission du chef Big Elk, de la tribu Omaha. C'est un accord sans précédent, mais quand les Mormons ont épuisé les ressources en bois locales, ils sont invités à quitter cet emplacement, qu'ils abandonnent définitivement en 1848, six ans avant l'organisation du Territoire du Nebraska.
Une nouvelle politique d'établissement de réserves indiennes a été progressivement mise en forme puisque les frontières du « Pays indien » commencent à être ignorées. En prévoyant des réserves indiennes, le Congrès et le Bureau des affaires indiennes espèrent extirper la nature tribale des Amérindiens pour les préparer à leur intégration dans le reste de la société américaine, « l'incorporation définitive dans le grand corps de la population des citoyens ». Cette politique a poussé au développement de dizaines de villes le long de la rivière Missouri, dans le nouveau territoire du Nebraska, formé lors de la signature de la loi Kansas-Nebraska en 1854 à partir des territoires acquis lors de l'achat de la Louisiane. Dans ce cadre, des villes pionnières influentes ont prospéré, comme Omaha, Nebraska City et Saint Joseph.
L'attitude des Blancs envers les Amérindiens durant cette période va de la malveillance extrême (« Le seul bon Indien que j'ai jamais vu était un Indien mort », réplique le général Sheridan en 1869 à un chef comanche qui lui assure être un bon Indien), à de l'humanitarisme déplacé (les Indiens sont considérés comme « inférieurs », mais peuvent se racheter en s'intégrant à la société blanche) ou peu réaliste (les Amérindiens peuvent coexister dans des sociétés séparées mais égales, se partageant les territoires restants à l'Ouest). Les négociations avec les tribus nomades compliquent cette stratégie de réserves indiennes et le pouvoir décentralisé des tribus rend difficile la conclusion de traités avec les Indiens des Plaines. Cette situation déclenche plusieurs guerres à partir des années 1850.

#### Guerre contre le Mexique
La crise avec le Mexique couvait depuis que le Texas avait obtenu son indépendance en 1836. L'annexion du Texas par les États-Unis a porté à ébullition les sentiments nationalistes des deux côtés de la frontière. Les deux nations contestent le tracé de la frontière. Les États-Unis insistent sur le Rio Grande, tandis que le Mexique revendique le Rio Nueces, 240 km plus au nord. En outre, une commission internationale décide que les colons américains doivent recevoir, pour les torts passés causés, plusieurs millions de dollars de dommages et intérêts de la part du gouvernement mexicain, lequel refuse. Le président James K. Polk tente d'utiliser cette dette comme une monnaie d'échange pour obtenir les territoires du Nouveau-Mexique et de Californie, tout en demandant à l'armée de procéder à des manœuvres d'intimidation le long de la frontière. Les négociations n'aboutissent pas, et alors que Polk est sur le point de demander au Congrès de déclarer la guerre, la cavalerie mexicaine commence à attaquer les avant-postes américains. Après la déclaration de guerre, les whigs, parti politique opposé à cette politique expansionniste, accusent le président d'impérialisme et affirment que le gouvernement a employé « un travestissement rusé de la vérité, une présentation fallacieuse des faits pour faire croire aux gens à un mensonge. » Les opposants nordistes craignent également la propagation de l'esclavage dans les nouveaux territoires (bien que la raison d'être de l'esclavage (les plantations) semble inadaptée dans les plaines poussiéreuses du sud du Texas ou les montagnes arides du Nouveau-Mexique), tandis que des hommes politiques sudistes sont également contre cette expansion territoriale, mais pour les raisons inverses.

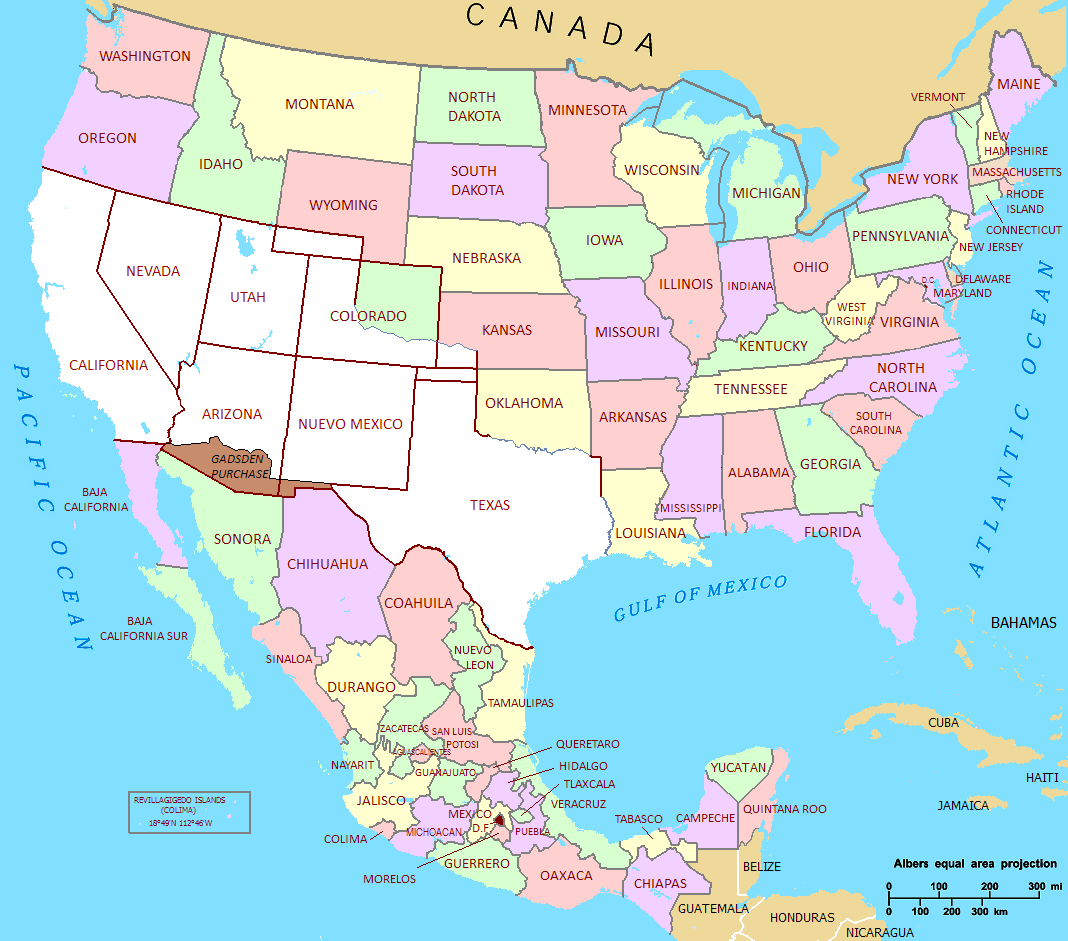
En blanc, les territoires cédés par le Mexique au traité de Guadalupe Hidalgo en 1848.

Les troupes du général (et futur président) Zachary Taylor contraignent les Mexicains à reculer jusqu'au Rio Grande. Puis elles pénètrent dans le Mexique où plusieurs batailles s'ensuivent. Par ailleurs, le général Winfield Scott mène une attaque navale contre Veracruz, ses 12 000 hommes débarquent, se dirigent à marche forcée vers la capitale Mexico et remportent la bataille finale décisive à Chapultepec. L'occupation complète du Mexique par les États-Unis est envisagée, mais les arguments pragmatiques sur le coût ainsi que la crainte raciste de l'assimilation mexicaine font rejeter cette tentative. Parmi d'autres, le journal Cincinnati Herald se fait l'avocat de ces sentiments racistes en se demandant ce que deviendraient les États-Unis avec des millions de Mexicains, « avec leur idolâtrie, leurs superstitions païennes, et leurs races de bâtards dégénérés ? »
La capitulation du Mexique est effective le 17 septembre 1847. Au Traité de Guadalupe Hidalgo signé en février 1848, il cède aux États-Unis les territoires de la Californie et du Nouveau-Mexique (qui comprend les futurs États de l'Utah, de l'Arizona, du Nevada, du Nouveau-Mexique, et des parties du Colorado et du Wyoming) pour 18,5 millions de dollars (en comptant la déduction des revendications financières des colons américains du Texas contre le Mexique).
L'achat de Gadsden en 1853, au sud de l'Arizona et du Nouveau-Mexique, repousse un peu plus la frontière vers le sud et permet d'acquérir des terres en prévision du trajet ferroviaire de la future voie ferrée transcontinentale du Sud. Incidemment, il a eu pour conséquence l'intensification des conflits avec les Apaches du Sud habitant désormais un territoire américain.
La guerre américano-mexicaine (ou « Guerre du Mexique » du point de vue américain) a été l'une des plus petites guerres des États-Unis, mais aussi la plus meurtrière (un soldat américain sur six est mort par balle ou de maladie). Toutefois, le butin a été considérable. L'ensemble des territoires mexicains annexés augmente la superficie des États-Unis de près de 20 %. La gestion de ces nouveaux territoires et le problème de l'esclavage sont les prochains défis qui attendent le gouvernement. Le Compromis de 1850 règle provisoirement la question : pour respecter l'équilibre entre les États du Nord et du Sud, les premiers s'engagent à remettre aux seconds les esclaves fugitifs réfugiés sur leur territoire, en échange la Californie intègre l'Union en tant qu'État non-esclavagiste, tandis que l'Utah et le Nouveau-Mexique sont libres de choisir leur propre statut concernant l'esclavage.

#### Dernières grandes explorations

##### Expéditions de Frémont

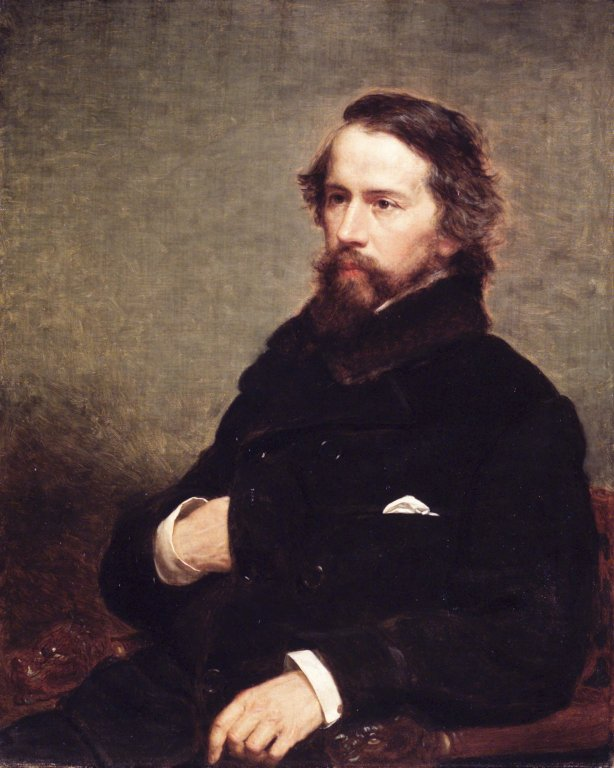
Portrait de John C. Frémont en 1857.

John Charles Frémont, gendre de l'influent sénateur pro-expansionniste du Missouri Thomas Hart Benton, mène une série d'expéditions dans le milieu des années 1840, qui complète la connaissance géographique de l'Ouest. Il traverse les montagnes Rocheuses par cinq itinéraires différents, explore les régions les plus reculées du territoire de l'Oregon, parcourt la Californie du Nord au Sud, et atteint le Mexique au sud de Tucson. Avec l'aide des légendaires éclaireurs Kit Carson et Thomas Fitzpatrick, et du cartographe allemand Charles Preuss, Frémont produit des cartes détaillées, comble les lacunes topographiques, et rapporte des informations qui favorisent la colonisation de l'Oregon, de la Californie, et du Grand Bassin. Il a également réfuté l'existence du mythique Rio San Buenaventura, figurant sur les anciennes cartes, qui était censé être un grand fleuve drainant tout le bassin de l'Ouest et s'écoulant dans la baie de San Francisco.

##### Grande Reconnaissance
La fin de la guerre contre le Mexique et les premières migrations vers la Californie et l'Oregon incitent le gouvernement fédéral à organiser une série de nouvelles expéditions pour cartographier les dernières régions inexplorées de l'Ouest, afin d'établir les frontières, et étudier les tracés possibles des futurs chemins de fer transcontinentaux. Une grande partie de ce travail, connu comme la « Grande Reconnaissance », est effectué par le Corps du génie de l'armée des États-Unis, qui comprend un corps de topographes, et le Bureau des Explorations et des Études. Des débats s'ensuivent entre les tenants de la route du nord, de la route du centre et de la route du sud. Les spéculateurs ne manquent pas de suivre les activités des géomètres pour prévoir les emplacements des futures villes et commerces.
Les exigences majeures pour les voies ferrées sont un approvisionnement adéquat en eau et en bois, un relief surmontable, et un tracé politiquement et économiquement acceptable. Les équipes chargées des études ont aussi parmi elles des scientifiques qui collectent des spécimens de la flore et de la faune, pour le compte d'instituts comme la Smithsonian Institution. Dans certains cas, comme au cours de l'expédition Whipple, les Amérindiens fournissent une assistance, mais d'autres fois, ils harcèlent voire tuent les explorateurs, comme l'expédition du capitaine John Gunnison, qui fut massacrée par des Utes en 1853. En 1855, un rapport en douze volumes est publié, mais sans aucune recommandation pour un itinéraire ou un autre. L'enquête de terrain propose plus de possibilités que prévu tout en procurant une foule de connaissances scientifiques qui augmente la sensibilisation de l'opinion publique à l'égard des étendues de l'Ouest. Elle stimule également l'apparition de nouveaux conflits qui ne cessent de croître avec les tribus des Grandes Plaines.

#### Destinée manifeste et les premières migrations
La Destinée manifeste est la croyance que les États-Unis ont reçu de Dieu la mission de dominer la région allant de la côte atlantique à la côte du Pacifique. Ce concept est apparu avant l'indépendance des États-Unis, mais le terme est inventé par le journaliste John O'Sullivan en 1845, et devient un cri de ralliement pour les expansionnistes dans les années 1840. Il est une justification morale et religieuse tout autant que politique et économique pour la conquête, sans égard pour les conséquences sociales et légales vis-à-vis des Amérindiens. Implicitement, cette position suppose que les Américains prétendent remplacer dans l'Ouest toute nation étrangère ou tribu amérindienne, avec la bénédiction de Dieu. Dans l'un de ses articles, O'Sullivan écrit : « Plus loin, plus loin avec tout cet ensemble de droits à la découverte, à l'exploration, à la colonisation, la continuité, etc. La revendication américaine est, de par la légitimité conférée par la Destinée manifeste, de pouvoir nous répandre et posséder tout le continent que la Providence nous a donné pour le développement de la grande expérience de liberté et d'autonomie fédératrice qui nous a été confiée. »
Les administrations des présidents John Tyler (1841-1845) et James K. Polk (1845-1849) promeuvent avec succès cette doctrine nationaliste contre les défenseurs des intérêts spécifiques du Nord ou du Sud, et tous ceux qui s'y opposent pour des raisons morales, ou à cause de l'incertitude sur le statut des nouveaux territoires en ce qui concerne l'esclavage. En commençant par l'annexion du Texas en 1845, les expansionnistes ont pris le dessus. Pour emporter l'adhésion de l'opinion publique au Nord, les expansionnistes sont allés jusqu'à suggérer que le Texas serait un lieu où l'esclavage serait concentré, et d'où les Noirs pourraient quitter les États-Unis, réglant le problème une bonne fois pour toutes.
Des hommes politiques tels que les sénateurs Henry Clay ou Daniel Webster ne sont pas favorables à cette politique de conquête, et sont plus enclins à une coexistence avec des puissances étrangères alliées partageant le continent. L'ancien président John Quincy Adams considère l'annexion du Texas comme « la plus lourde calamité qui nous ait jamais frappé moi et mon pays ». Toutefois, la popularité de la Destinée manifeste dans les États du Midwest ajoutée aux encouragements du gouvernement fédéral ont permis de surmonter cette opposition et créé le climat propice aux « grandes migrations » vers l'Ouest. Entre 1840 et 1860, 360 000 personnes se lancent sur les pistes de l'Ouest.
Les colons sont également stimulés par l'édition de guides pour migrants dans les années 1840, alimentés par les expériences et les informations des marchands de fourrures et des expéditions de Frémont, et promettant des terres fertiles au-delà des Montagnes Rocheuses. Independence, dans le Missouri, devient le point de départ de convois de chariots bâchés de type Prairie Schooner ou Chicago empruntant la piste de l'Oregon et la piste de la Californie, où s'engagent 250 000 colons de la fin de 1848 jusqu'à 1860. Le voyage est lent (environ 20 km par jour) et difficile (comme en témoigne l'expédition Donner), mais contrairement à ce que les westerns ont représenté, il n'y a quasiment pas d'attaques d'Amérindiens. Un pionnier de l'Oregon écrit : « Notre voyage est terminé. Nos épreuves sont terminées… Mais aucune parole ni aucun écrit ne peut décrire les scènes douloureuses que nous avons traversées ». Sur les 3 200 km du trajet, les colons doivent surmonter des conditions climatiques extrêmes, le manque de nourriture et d'eau potable, les maladies, les accidents de chariot, l'épuisement des bêtes de trait. Le Territoire de l'Oregon, peuplé par des Américains[pas clair] (ils sont plus de 6 000 dans la vallée de la Willamette), est cédé en 1846 par le Royaume-Uni, qui accepte de fixer la frontière, non plus sur le Columbia, mais plus au nord sur le 49e parallèle. L'Oregon obtient le statut d'État en 1859, neuf ans après la Californie.

##### Mormons

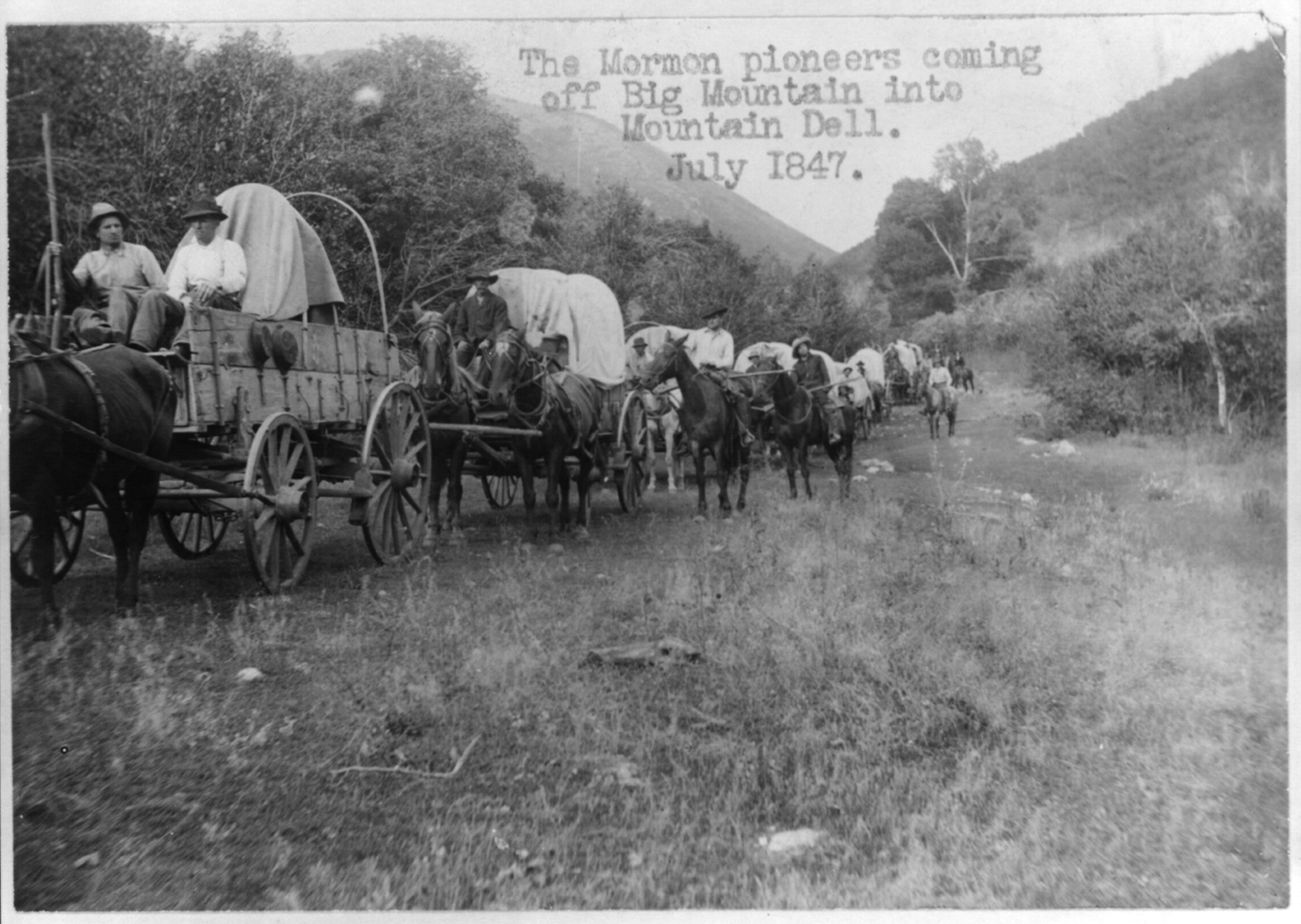
Reconstitution, en 1912, de la migration des Mormons.

Brigham Young a également été influencé par les découvertes de Frémont. En cherchant à échapper aux persécutions, il conduit ses fidèles de l'Église de Jésus-Christ des saints des derniers jours (les Mormons) jusqu'à la vallée du Grand Lac Salé, dans l'Utah, où ils parviennent en 1847. Cette région était contournée par les autres migrants en raison de son aridité. Finalement, près d'une centaine d'établissements mormons surgissent dans cette zone que Young appelle Deseret, qui s'étend sur l'Utah, le Nevada, l'Arizona, et une partie du Colorado et de la Californie. La colonie de Salt Lake City sert de plaque tournante de leur réseau, et est proclamée « Sion, siège du royaume de Dieu sur Terre ». La solidarité communautaire et les pratiques agricoles modernes des Mormons leur permettent de réussir sur des terres que d'autres colons considèrent comme trop ingrates, mais dont Frémont avait pressenti le potentiel. Durant la ruée vers l'or des années 1850, Salt Lake City devient un centre d'approvisionnement important, ajoutant à sa force économique.

##### Début de l'immigration américaine en Californie
En Californie, les 21 établissements missionnaires établis par l'Église catholique n'ont pas réussi à attirer suffisamment de colons mexicains pour qui cette région était trop reculée. L'aristocratie espagnole (les Californios) contrôle le territoire via de vastes concessions où s'étendent leurs ranchs. Employant essentiellement des Amérindiens christianisés et esclavagisés supervisés par les moines, les ranchs ravitaillent les navires marchands anglais et américains[pas clair] en peaux et en suif. Les rares Américains[pas clair] présents dans la région sont pour la plupart des commerçants et des marins, souvent arrivés par Yerba Buena (rebaptisée San Francisco en 1846) et pour l'essentiel implantés dans le Nord de la Californie. Ils sont plutôt bien accueillis par les Californios qui espèrent que la colonisation des vallées intérieures réduira les raids pillards des Indiens.
Bien que les tentatives des présidents Andrew Jackson et John Tyler d'achat de la Californie au Mexique aient échoué, les colons américains ont commencé à entrer dans ce territoire en 1841, quand le convoi de pionniers mené par le capitaine John Bartleson et John Bidwell amène les premières familles d'immigrants par voie terrestre jusqu'à Sacramento. Plusieurs convois suivent le même chemin et établissent la piste de la Californie. Des milliers de colons et de mineurs font ce voyage dans la décennie suivante après la découverte de l'or.
Lorsque la troisième expédition de John C. Frémont l'amène en Californie en 1845, il rejoint la rébellion des Américains de Californie (Bear Flag Revolt), et allié avec d'autres forces américaines, il prend le contrôle d'une partie considérable du territoire californien. En 1847, une réaction des rancheros échoue. Entretemps, la guerre américano-mexicaine avait été déclenchée plus à l'est. Le gouvernement du Mexique décide de céder officiellement la Californie aux États-Unis en 1847 au traité de Cahuenga.

#### Ruées vers l'or et industrie minière

##### Ruée de 1849 en Californie
Le 24 janvier 1848, James Marshall découvre de l'or dans le canal de fuite du moulin qu'il avait construit pour John Sutter. Celui-ci, un entrepreneur suisse, avait acquis une concession de plus de 200 km2, érigée de facto en principauté indépendante, près de ce qui allait devenir Sacramento. Selon le récit de Sutter (qui finit paradoxalement ruiné), « Marshall a sorti de la poche de son pantalon un chiffon de coton blanc qui enveloppait quelque chose… En retirant le tissu, il l'a tenu devant moi, dans sa main… « Je crois que c'est de l'or, a dit Marshall, mais les gens du moulin se sont moqués de moi et m'ont traité de fou. » Je l'ai soigneusement examiné et lui ai dit : « Et bien, cela ressemble à de l'or. Allons le faire analyser. ». Avant cette découverte, les mines d'or aux États-Unis se réduisaient à quelques mines primitives dans le Sud-Est, en particulier en Géorgie. La nouvelle se répand rapidement à travers les États-Unis, quand le président Polk déclare devant le Congrès, en décembre 1848 : « Les descriptions de l'abondance d'or dans ce territoire sont d'une nature si exceptionnelle, que l'on n'y croirait pas si elles n'étaient pas corroborées par d'authentiques comptes rendus d'officiers du service public. »

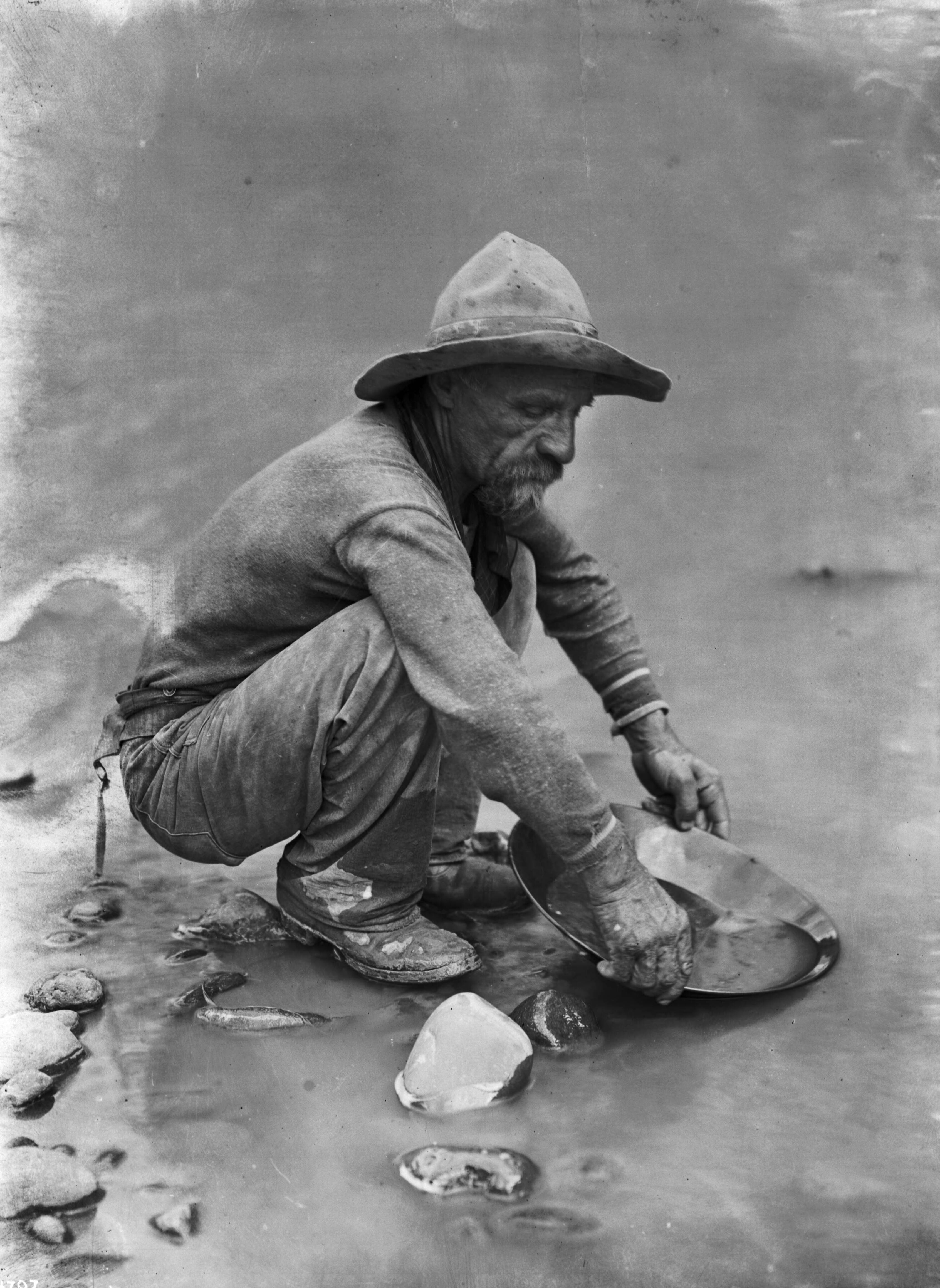
Un chercheur d'or sur l'American River en 1850.

La nouvelle parvient aussi jusqu'aux oreilles de mineurs expérimentés d'Amérique du Sud ou d'Europe, qui se dirigent rapidement vers la Californie. Des milliers de ceux que l'on appelle ensuite Forty-Niners (ceux qui sont arrivés en 1849) arrivent par la piste de la Californie. La population augmente de 14 000 en 1842 à 200 000 en 1852. San Francisco est le principal port d'arrivée par voie maritime, et voit débarquer des Asiatiques, des Sud-Américains, des Australiens et des Européens, après de très longs voyages océaniques. En 18 mois, la ville passe de 800 à 20 000 habitants, dont très peu de femmes ou d'enfants. Les mineurs étrangers expérimentés enseignent parfois leurs techniques aux amateurs américains, mais la plupart des nouveaux arrivants se procurent le matériel au passage, et se dirigent vers les camps de chercheurs d'or sans être très organisés et sans avoir la moindre idée sur la façon de prospecter.
Comme dans d'autres villes-champignons, la croissance rapide de San Francisco entraîne la construction de logements à la hâte, l'autorité de groupes de truands, une justice expéditive par des groupes d'autodéfense, l'hyper-inflation des prix, une dégradation environnementale et une misère considérable. Les conditions de vie des mineurs à proximité des gisements sont encore pires. Ils vivent dans des cabanes en rondins et sous des tentes, travaillent sous les intempéries, souffrent de diverses maladies sans avoir de traitement. Le ravitaillement est coûteux et la nourriture est pauvre, constituée essentiellement de viande de porc, de haricots et de whisky. Ces communautés, transitoires et très masculines, sans aucune institution établie, connaissent des niveaux élevés de violence et d'alcoolisme. Les comportements sont rudes et guidés par la cupidité. Les divertissements de la fin de la semaine, avec une prostituée, en buvant sans retenue, ou en perdant au jeu, peuvent absorber en une seule fois les revenus de tout un mois de prospection d'un mineur.
Sans tribunaux ou officiers de justice dans ces communautés pour faire valoir le droit et la justice, les mineurs développent leur propre système juridique ad hoc, basé sur le « code minier » en usage dans d'autres communautés de mineurs à l'étranger. Chaque camp a ses propres règles et la justice est souvent rendue par un vote populaire, agissant parfois de manière équitable, parfois de manière arbitraire et expéditive. En général, les Amérindiens, les Mexicains et les Chinois reçoivent les peines les plus sévères. Comme l'a écrit le mineur John Miner Cowden : « Très peu ont l'idée de voler dans le pays d'abondance, et ceux qui le font sont immédiatement pendus. »

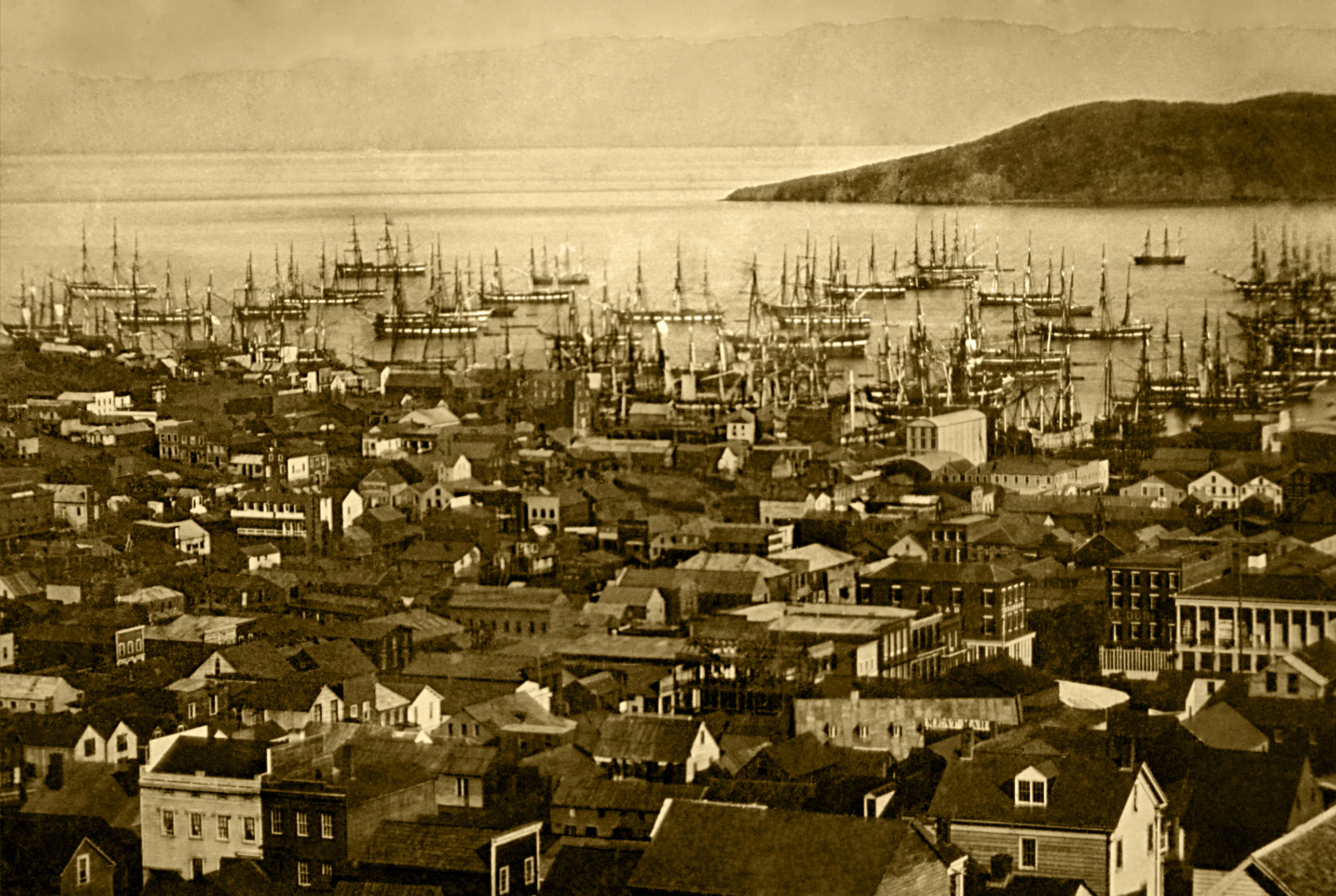
Le port de San Francisco vers 1850.

La ruée vers l'or transforme radicalement l'économie californienne, et attire un ensemble de métiers, tels que des géologues, des commerçants, des médecins, des avocats, qui rejoignent les nombreux mineurs, les taverniers, les joueurs professionnels et les prostituées. Un journal de San Francisco publie cette description : « Le pays tout entier résonne de ce cri sordide : « De l'or ! De l'or ! » tandis que le champ reste à moitié planté, la maison à moitié construite, et que tout est négligé, sauf la fabrication de pelles et de pioches. » La fièvre de l'or affecte toutes les classes de la société. Plus tard, lorsqu'une nouvelle fièvre de l'or atteint le territoire des Sioux, le chef indien Black Elk rappelle que l'or est « le métal jaune qui rend les Blancs fous ». Cependant les ruées vers l'or qui se sont déroulées plus tard n'ont jamais suscité une « folie » et une précipitation équivalente à celle qui a touché la Californie. La surprise de la découverte, l'abondance et l'extraordinaire ampleur des premiers filons à la surface (y compris des pépites de plusieurs kilos) expliquent cette ferveur irrationnelle. La plupart des filons de la ruée californienne ont été découverts par la prospection dans les cours d'eau charriant les pépites et les poussières d'or détachées de la roche des sierras. C'est une méthode relativement facile qui requiert un savoir-faire et un investissement moins important que l'exploitation de gisements souterrains, pour lesquels il faut opérer un forage dans la roche pour en extraire l'or. Plus de 250 000 mineurs ont trouvé l'équivalent de plus de 200 millions de dollars en or en cinq ans. Cependant, comme le nombre de mineurs ne cesse d'augmenter, de moins en moins de mineurs font fortune, et la plupart finissent épuisés et ruinés. Vers le milieu des années 1850, seules les compagnies minières parviennent à réaliser des profits, cependant la population californienne a suffisamment augmenté pour qu'il soit possible de tirer des revenus substantiels de toutes sortes de commerces.
Les camps de mineurs sont répartis au nord et au sud de l'American River et jusqu'aux sierras à l'est. En quelques années, presque tous les mineurs indépendants doivent se déplacer, au fur et à mesure de l'acquisition des mines par des compagnies minières qui emploient des mineurs salariés sous-payés. Comme l'or est devenu plus difficile à trouver et plus difficile à extraire, les prospecteurs individuels cèdent la place à des équipes rémunérées, des spécialistes, et des machines d'extraction. Les mines, plus grandes, causent des dommages plus importants sur l'environnement. De puissants jets d'eau propulsés par des pompes sont utilisés pour détacher la terre et la roche, et dévastent les collines, tandis que les produits chimiques utilisés polluent les cours d'eau. Dans les montagnes, les puits et les galeries minières prédominent, produisant de grandes quantités de déchets. Les mineurs indépendants commencent à quitter la Californie dans les années 1850, quand de nouveaux gisements sont découverts dans le Nevada, l'Idaho, le Montana, l'Arizona, le Nouveau-Mexique et le Colorado. Les Chinois font exception. Après que les prospecteurs blancs ont quitté les zones d'exploitation, de nombreux mineurs chinois, auparavant exclus par le racisme, trouvent la liberté d'acheter d'anciennes concessions et les retravaillent.

##### Autres ruées

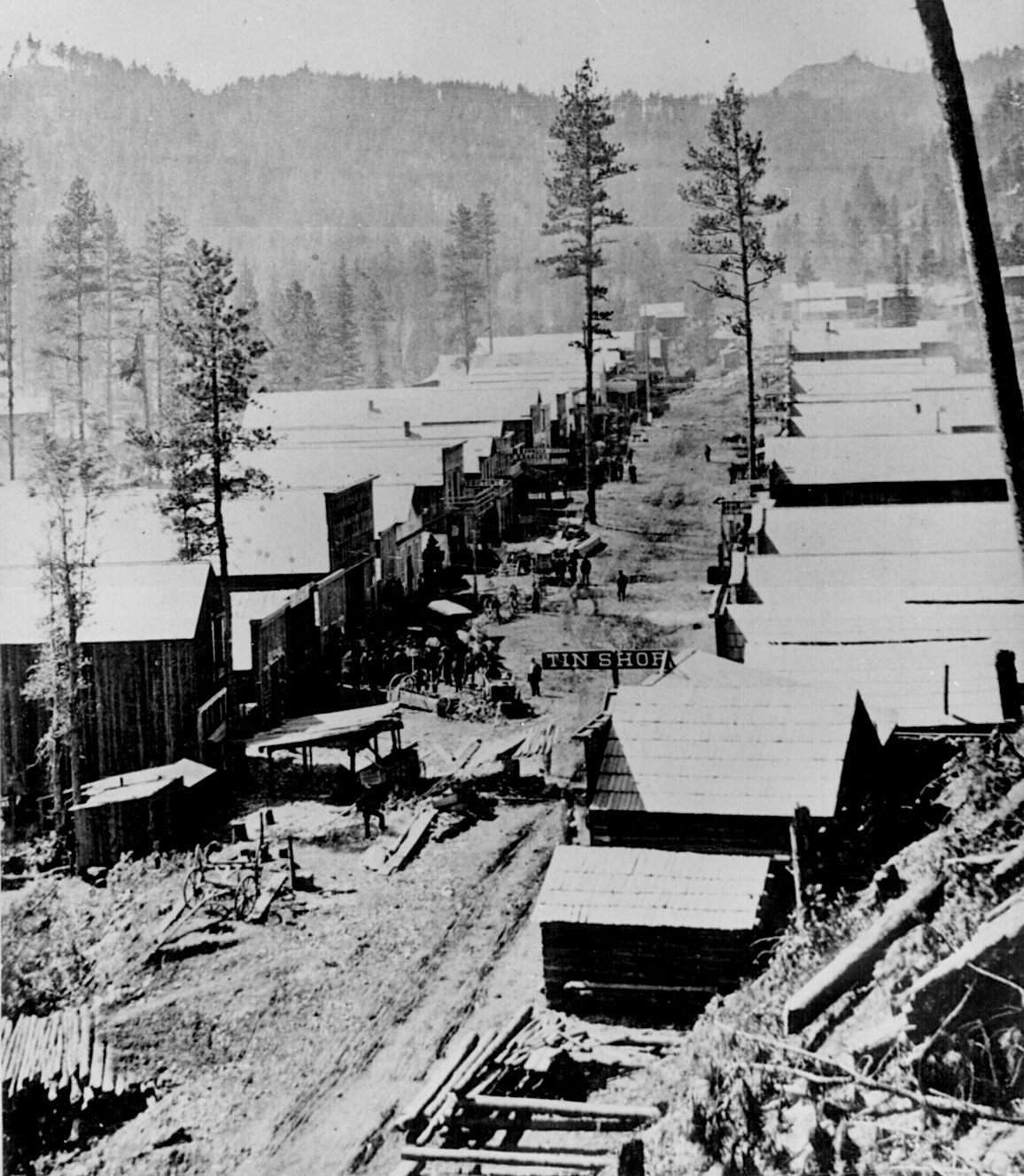
Deadwood en 1876.

La découverte d'importants filons d'argent dans l'Ouest du Nevada en 1858, donne naissance aux villes-champignons de Virginia City, Carson City, et Silver City. Les richesses des mines d'argent, davantage que l'or, ont alimenté la croissance de San Francisco dans les années 1860 et contribué à l'ascension de certaines de ses plus riches familles.
Après les découvertes de Californie et du Nevada, les mineurs quittent ces régions et cherchent de l'or dans les montagnes Rocheuses et dans le Sud-Ouest. Bientôt, de l'or est découvert dans le Colorado en 1859, l'Utah, l'Arizona, le Nouveau-Mexique, l'Idaho, le Montana et, en 1864 dans le Dakota du Sud. Deadwood, dans les Black Hills (Dakota du Sud), fondée en 1875, est l'archétype de la ville minière tardive. En 1876, Wild Bill Hickok, accompagné de Calamity Jane, arrive dans la ville et la fait entrer dans la légende quand il est assassiné dix jours plus tard.
Tombstone, en Arizona, est une autre ville minière notoire. Des gisements d'argent sont découverts en 1877, et en 1881, la ville atteint une population de 10 000 habitants. Wyatt Earp et ses frères arrivent en 1879. Ils ont acheté une participation dans la mine Vizina, des droits d'exploitation de l'eau, et des concessions de jeu, mais trois d'entre eux sont rapidement nommés marshall et se rendent célèbres lors d'un règlement de comptes contre des cowboys hors-la-loi à O.K. Corral.
Quand les gisements d'or et d'argent s'épuisent, l'importante main d'œuvre qualifiée que représentent les mineurs trouve du travail dans les mines industrielles de cuivre, de fer, de charbon et de minerais rares, qui alimentent une économie nationale en expansion rapide. Le travail dans les mines profondes est extrêmement dangereux. Les températures peuvent dépasser 65 °C en dessous de 610 m et beaucoup de mineurs meurent d'un coup de chaleur. La ventilation est insuffisante, et un concentré toxique de dioxyde de carbone et de poussières provoque des maux de tête fréquents et des étourdissements. Les accidents et les coups de grisou sont communs et mortels. La moitié des mineurs a des dégâts pulmonaires qui réduisent leur espérance de vie à 43 ans. Dans les mines de roche dure, les accidents mutilent chaque année 1 mineur sur 30 et en tuent 1 sur 80, les taux les plus élevés de toute l'industrie américaine.

#### Pony Express et télégraphe

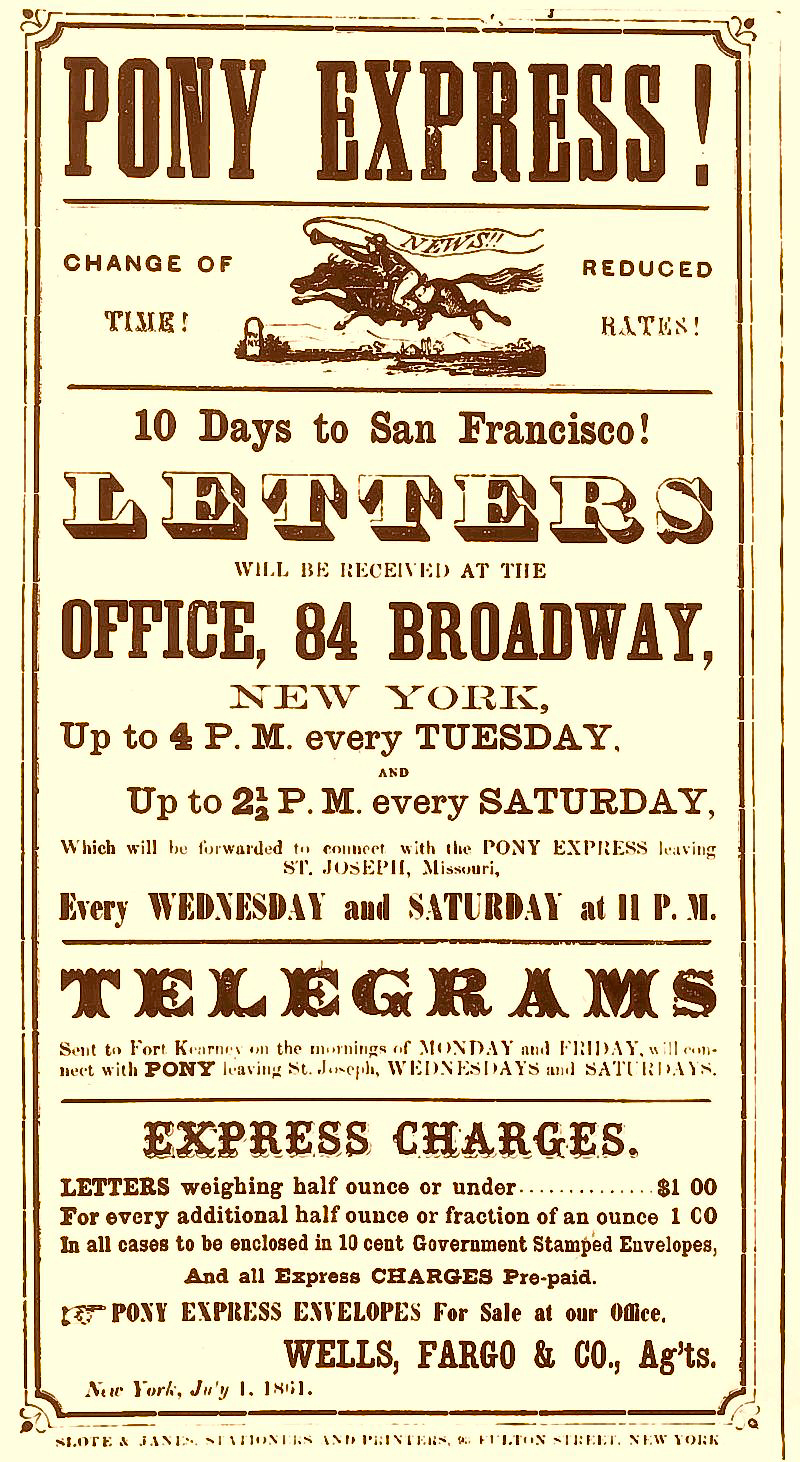
Une publicité pour le Pony Express.

La ruée vers l'or, et le mouvement migratoire qui en a résulté vers la Californie, accroit la nécessité de communications plus rapides à travers le continent. Le courrier de l'Est était envoyé à San Francisco par bateau depuis New York, avec une courte section terrestre par l'isthme de Panama, un trajet d'un mois en moyenne. Par la suite, le gouvernement fédéral a débloqué des subventions pour le développement de postes et de la livraison de marchandises. En 1856, le Congrès autorise l'amélioration des routes et la création d'un service postal pour la Californie. L'expérimentation du transport avec des chameaux est même tentée. Des convois commerciaux de chariots commencent à transporter du fret dans l'Ouest. Pour le courrier, l'Overland Mail Company est créée en 1857. Elle utilise la « route Butterfield », qui passe par le Texas, le Nouveau-Mexique et l'Arizona, en empruntant le dangereux col Apache surveillée par Fort Bowie. Cette voie est abandonnée en 1862, après que le Texas a rejoint la Confédération, au bénéfice des services de diligences établis via Fort Laramie et Salt Lake City. Ce nouveau trajet dure en moyenne 24 jours ; la Wells Fargo & Co, fondée en 1852, domine le marché.
Un homme d'affaires de l'Est, William Russell, dans l'espoir d'obtenir un contrat du gouvernement pour un service de distribution du courrier plus rapide, lance le Pony Express en 1860, réduisant le délai de livraison à dix jours. Le courrier est porté dans des sacoches par des cavaliers qui se relaient dans plus de 150 stations distantes chacune de 24 kilomètres. Ces cavaliers doivent être très expérimentés et peser moins de 57 kilos. Une annonce de l'époque présente une offre d'emploi pour le Pony Express en faisant appel à des « jeunes gars maigres et nerveux, pas plus de dix-huit ans, prêts à risquer quotidiennement leur vie, orphelins de préférence, salaire : 25 dollars par semaine ». Si le cavalier suivant était absent à un relais, le porteur du courrier était supposé poursuivre le chemin en changeant de cheval.
Ce service a eu une durée de vie réduite, puisque le télégraphe continental a été achevé le 24 octobre 1861, à peine 18 mois après la création du Pony Express. L'inventeur Samuel Morse a développé son système télégraphique dans les années 1830. Il a été adopté dans les années 1840, et un réseau de 80 000 km de fils télégraphiques a été aménagé aux États-Unis. Le télégraphe et le code Morse rendent possible la transmission instantanée d'informations et le début de l'industrie des télécommunications. Le nouveau système de communication national se révèle rapidement une aubaine pour les journaux, les sociétés de transport de marchandises, les rapports météorologiques, le système judiciaire, et les chemins de fer.
Bien que Russell ait obtenu un contrat gouvernemental, son affaire subit d'importantes pertes et fait faillite. Par la suite, le courrier a continué à être transporté d'un bout à l'autre du continent par bateau et par diligence. Toutefois, la Wells Fargo maintient un service spécial à travers les sierras pour convoyer l'or et le courrier dans les années 1860. La compagnie, qui comprend des banques, un service de fret et divers services aux entreprises, prospère en Californie. Elle continue à croître jusqu'à l'ouverture du chemin de fer transcontinental en 1869, qui oblige la Wells Fargo — aujourd'hui l'une des plus grandes banques américaines — à redéfinir son déploiement et ses activités.

#### Question de l'esclavage dans l'Ouest

##### Bleeding Kansas

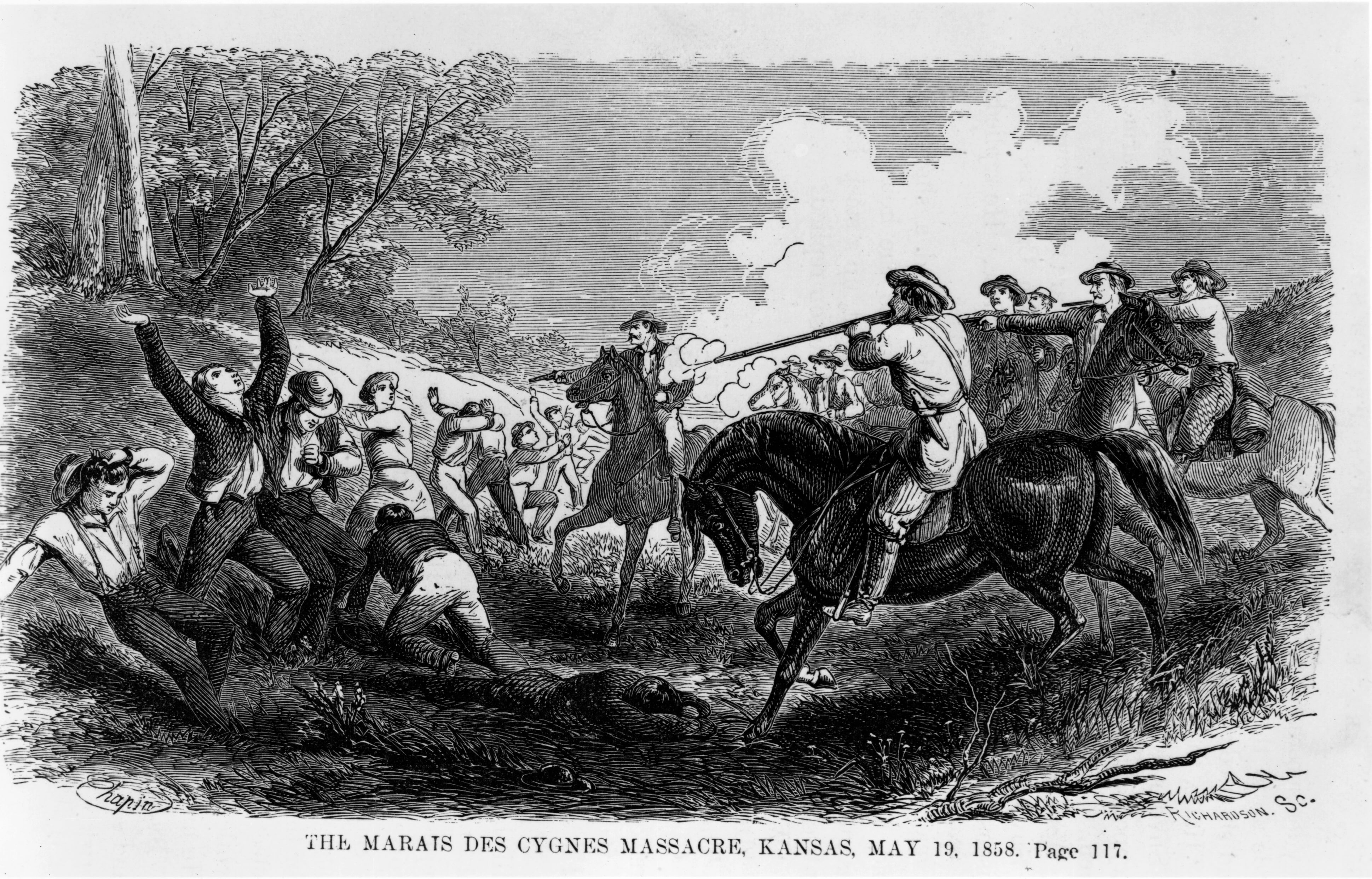
Massacre de partisans de l'abolition, au marais des Cygnes, Kansas, en mai 1858.

Au milieu des années 1850, le Territoire du Kansas a une population de quelques centaines de colons seulement, mais il devient un point de fixation de la question de l'esclavage aux États-Unis. De ses deux États voisins, l'un, le Missouri, est un État esclavagiste, et l'autre, l'Iowa, ne l'est pas. Avec la loi Kansas-Nebraska de 1854, le Congrès abroge le Compromis du Missouri de 1820 qui interdit l'esclavage dans le Kansas, laissant dès lors la décision sur cette question au Kansas. Les enjeux sont élevés. L'adoption de l'esclavage dans le Kansas, s'il devenait un État, donnerait aux États esclavagistes une majorité de deux voix au Sénat et les abolitionnistes n'ont pas l'intention de laisser cela se produire. Pour influencer le vote du territoire, les abolitionnistes (également appelés jayhawkers) financent l'installation de colons anti-esclavagistes. Mais les pro-esclavagistes font venir des activistes du Missouri organisés en milice, les border ruffians, chargés de bourrer les urnes et d'intimider les électeurs. Les anti-esclavagistes envoient alors des fusils et des munitions à leurs partisans au Kansas, ce qui aboutit à une violence généralisée et à des destructions. Pour résumer la situation, le New-York Tribune invente une expression qui fait date : Bleeding Kansas (le Kansas qui saigne).

##### Cas Dred Scott
L'arrêt de la Cour suprême des États-Unis Dred Scott v. Sandford, en 1857, annule le Compromis du Missouri. Il déclare en effet que tout Noir, même libre, ne peut être citoyen américain, et que le Congrès n'a pas à interdire l'esclavage sur les territoires de l'Ouest non encore organisés en États. Malgré les efforts déployés par les présidents Franklin Pierce et James Buchanan pour convaincre les gouverneurs territoriaux du Kansas de rejoindre le camp pro-esclavagiste, le Kansas vote en faveur du statut abolitionniste, et devient le 34e État de l'Union en janvier 1861.
Le conflit du Kansas a également favorisé le développement du Parti républicain fondé en 1854, un mélange d'abolitionnistes, d'expansionnistes et de fédéralistes qui s'opposent à la propagation de l'esclavage dans les territoires de l'Ouest. Abraham Lincoln, un des premiers républicains, précise sa position sur l'esclavage lors de son débat avec le candidat démocrate Stephen A. Douglas, ce qui contribue à le propulser à la présidence en 1860. « Ne jamais oublier que nous avons devant nous tout ce problème du droit ou du préjudice de l'esclavage dans cette Union, bien que la question immédiate soit à propos de sa propagation dans les nouveaux territoires et États », déclare-t-il.

### Guerre de Sécession dans l'Ouest
Au début de la guerre de Sécession déclenchée en avril 1861, les habitants de l'Ouest considèrent la guerre comme un moyen de régler la question de l'esclavage dans leurs territoires. Mais ils craignent aussi que le gouvernement fédéral soit trop préoccupé par la guerre à l'Est pour se soucier de la stabilité des gouvernements territoriaux et que l'anarchie pourrait se répandre. L'arrêt Dred Scott a fait le choix de la légalisation de l'esclavage dans les terres à l'ouest du Mississippi, à l'exception du Kansas, de l'Oregon et de la Californie.

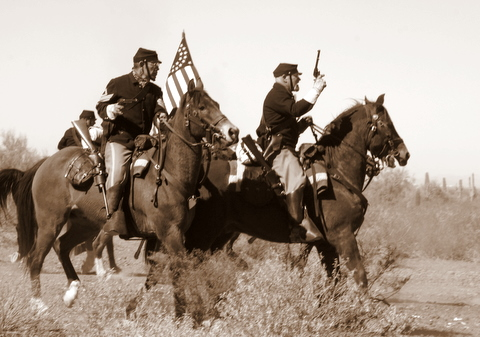
Reconstitution de la bataille de Picacho Pass en Arizona.

Bien que la plupart des batailles de la guerre civile aient eu lieu à l'est du Mississippi, quelques campagnes importantes se sont déroulées dans l'Ouest. Le Kansas, zone pourtant déterminante dans le déclenchement de la guerre, n'a été le théâtre que d'une seule bataille, à Mine Creek. Mais sa proximité géographique avec les États confédérés permet des guérillas. Celle menée par William Quantrill à la tête de ses raiders qui attaquent les bastions de l'Union cause des dégâts considérables. Les deux camps attaquent les civils, tuant et pillant sans discrimination, et créant une atmosphère de terreur.
Au Texas, les électeurs ont choisi de rejoindre la Confédération du Sud. Les troupes locales occupent l'arsenal fédéral de San Antonio, et projettent de s'emparer des territoires du nord du Nouveau-Mexique, de l'Utah et du Colorado et, éventuellement, de la Californie. Le territoire confédéré de l'Arizona est créé par des citoyens qui souhaitent la protection de l'Arizona contre les Apaches après que l'armée fédérale les a abandonnés pour aller combattre dans le Sud. À la bataille de Glorieta Pass, l'armée des Confédérés est vaincue par des troupes de l'Union venues du Colorado et de Fort Union. Le Missouri, un État esclavagiste resté fidèle à l'Union, devient un champ de bataille lorsque le gouverneur pro-confédérés, agissant à l'encontre du vote de la législature de l'État, conduit des troupes confédérées à l'arsenal fédéral de Saint-Louis. Lorsque les forces confédérées de l'Arkansas et la Louisiane se joignent à lui, le général de l'Union Samuel Ryan Curtis est dépêché sur la région afin de faire revenir le Missouri dans le giron de l'Union jusqu'à la fin de la guerre.
La présence amoindrie des troupes de l'Union dans l'Ouest est mal compensée par la constitution de milices non-entraînées, ce qui encourage les soulèvements amérindiens et les accrochages avec les colons. Le président Lincoln semble avoir eu peu de temps à consacrer à la formulation d'une nouvelle politique indienne. Certaines tribus prennent parti dans cette guerre, jusqu'à former des régiments qui rejoignent l'Union ou les Confédérés (notamment les Cherokees, les Creeks et les Choctaws), tandis que d'autres profitent de l'opportunité pour se venger des torts passés du gouvernement fédéral. Des affrontements ont lieu dans l'Utah contre les Shoshones, dans l'ensemble du territoire du Nouveau-Mexique contre les Apaches et les Navajos, et aussi dans l'Oregon. Dans le Territoire indien, actuel Oklahoma, des conflits éclatent entre les Cinq tribus civilisées, dont certaines comptent même dans leurs rangs des propriétaires d'esclaves.
Alors que la question qui a occupé les débats politiques d'avant-guerre était de savoir si les territoires de l'Ouest allaient être abolitionnistes ou esclavagistes, sous l'administration Lincoln, en pleine guerre civile, en 1862, le Congrès adopte deux lois importantes pour faciliter la colonisation de l'Ouest après la guerre civile : le Homestead Act et le Pacific Railroad Act.

### L'Ouest après la guerre civile

#### Gestion administrative des territoires
Une fois la guerre terminée en avril 1865, le gouvernement fédéral se concentre sur l'amélioration de la gestion administrative des territoires de l'Ouest. Il subdivise plusieurs territoires, prépare leur admission en tant qu'État, suivant en cela le précédent établi par l'Ordonnance du Nord-Ouest de 1787. Il standardise également les procédures administratives et la supervision des gouvernements territoriaux, supprime certains pouvoirs locaux, et impose plus de procédures administratives, accroissant de manière significative la bureaucratie fédérale.
L'investissement fédéral dans les territoires est considérable. En plus des subventions directes, le gouvernement maintient des positions fortifiées militaires assurant la sécurité, finance les engagements conclus dans les traités avec les Amérindiens, fait procéder à des études et ventes de terrains, engage les employés des administrations des domaines, construit des routes, aménage les ports, et subventionne les compagnies de livraison du courrier. D'une façon quelque peu contradictoire, les citoyens des territoires en viennent à dénoncer le pouvoir fédéral et la corruption locale, et en même temps, déplorent de ne pas bénéficier d'assez de financements du gouvernement.
Les gouverneurs des territoires sont nommés selon des critères politiques et sont responsables devant les institutions de Washington, ainsi ils gouvernent énergiquement. En plus de son rôle d'administrateur civil, un gouverneur territorial est aussi un commandant de milice, un surintendant local des Affaires indiennes, et sert d'intermédiaire aux agences fédérales. Dans les États nouvellement formés, en revanche, les législateurs sont les représentants et les porte-parole de la population locale et ils édictent des lois locales en toute autonomie, sauf dans les cas exceptionnels, comme lorsque le gouvernement fédéral interdit la polygamie aux Mormons dans l'Utah.
Cette amélioration de la gestion administrative laisse néanmoins beaucoup d'opportunités pour les profiteurs. Alors qu'il travaille pour son frère, gouverneur du Territoire du Nevada, Mark Twain écrit : « Le gouvernement de mon pays méprise l'honnête simplicité, mais cultive une infamie artistique, et je pense que j'aurais pu devenir un pickpocket très compétent, si j'étais resté dans la fonction publique un an ou deux. » Les « réseaux territoriaux » (territorial rings), associations corrompues de politiciens locaux et d'hommes d'affaires, ces derniers généralement membres des communautés concernées, détournent, avec la complicité d'agents fédéraux, une partie non négligeable des fonds publics destinés aux tribus amérindiennes ou aux citoyens ordinaires, en particulier dans les territoires du Dakota et du Nouveau-Mexique.

#### Système fédéral d'attribution des terres
L'ensemble des terres acquises par le gouvernement fédéral, que ce soit par achat, traité, ou annexion, sont avant tout des parties du domaine public. De celui-ci sont retranchés les territoires reconnus propriété des nations amérindiennes. La charge, et également la fonction du gouvernement fédéral selon l'idéal jeffersonien qui n'a d'ailleurs pas été remis en cause par la Sécession elle-même, est la gestion de ces espaces du domaine public et son attribution pour partie aux colons et pour partie aux compagnies industrielles dans l'intention d'effectuer le développement des territoires. Des parcelles de structure normalisée sont ainsi distribuées à des propriétaires privés en s'appuyant sur le système instauré par la Land Ordinance de 1785. Avant la redistribution, une exploration fédérale et des équipes scientifiques sont chargées de reconnaître le terrain et de déterminer la présence des Amérindiens. La propriété des terres est cédée par les tribus résidentes à travers les traités. Puis, les ingénieurs dressent des cartes détaillées, et dessinent des carrés de 6 miles (10 km) de côté, subdivisés en blocs d'un mile carré, puis en lots de 160 acres (0,65 km2) surnommés les « homesteads ». Plus tard, des localités (townships) sont formées à partir des lots, et vendues aux enchères publiques. Les terrains invendus peuvent être achetés au Land Office (bureau des terres) à un prix minimum de 1,25 $ l'acre.
En théorie, le système doit permettre une répartition équitable des terres et réduire l'accumulation de propriétés par des acheteurs privés. En réalité, les spéculateurs peuvent exploiter des failles juridiques et acquérir de vastes étendues de terres. Il n'y a pas de limite à l'achat des terres invendues par les investisseurs. Par ailleurs, les colons occupent souvent la terre clandestinement avant le passage des ingénieurs fédéraux, et deviennent des squatters, vivant sur des terres dont ils ne détiennent pas le titre de propriété.
Dans le cadre de sa politique, le gouvernement accorde des terres publiques à certains groupes comme les anciens combattants, au moyen d'un système de « titres de terres » (land scripts) qui leur sont offerts. Ce titre se négocie sur les marchés financiers souvent en dessous du prix minimum de 1,25 $ par acre fixé par la loi, ce qui donne à divers spéculateurs et investisseurs l'occasion d'acquérir de larges étendues de terres à vil prix. Les enjeux fonciers sont politisés par des factions et des intérêts concurrents, notamment quand il s'agit de la propagation ou du blocage de l'esclavage dans les nouveaux territoires avant la guerre. En réaction à la spéculation foncière, les fermiers forment des « clubs de revendications » (claims club) pour leur permettre d'acheter de plus vastes surfaces que les 160 acres en opérant des transactions entre eux à des prix contrôlés.
Parallèlement, le gouvernement fédéral donne ou concède des terres à des instituts agronomes, à des réserves indiennes, à des établissements publics, et pour la construction des chemins de fer. Il cède également des terres aux territoires qui deviennent un État, et offre 30 000 acres (120 km2) à chaque sénateur et chaque représentant d'un nouvel État.

##### Homestead Actet libéralisation du système foncier

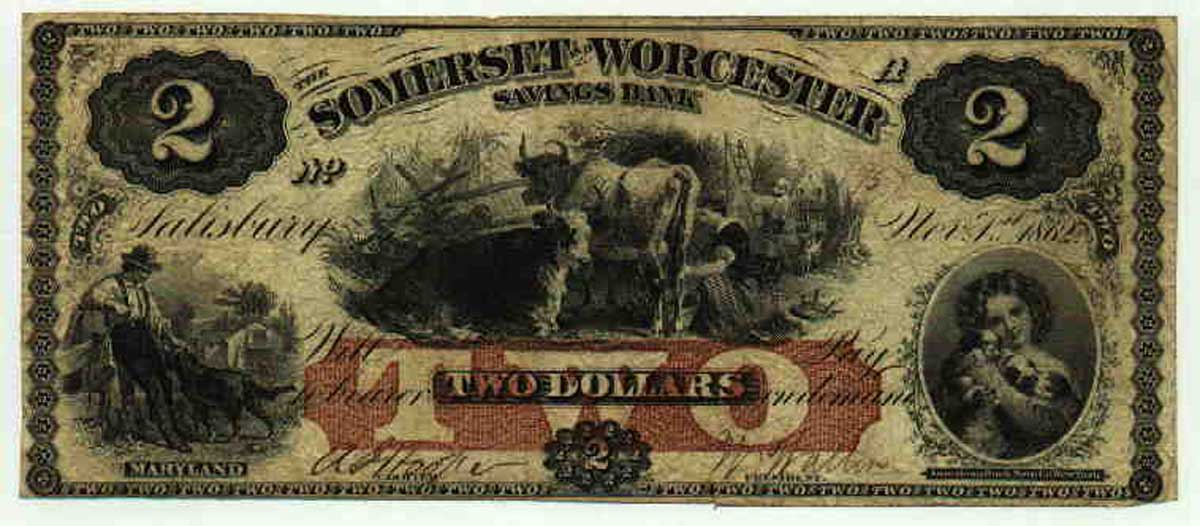
Billet de 2 dollars des États-Unis d'Amérique, daté du 1er novembre 1862.

En 1862, le Congrès adopte trois lois importantes qui touchent le système foncier. Le Homestead Act accorde un titre de propriété sur 160 acres (65 hectares) à chaque colon qui a travaillé la terre pendant cinq ans, qu'il soit citoyen américain ou non, y compris si c'est un squatter, à condition de s'acquitter des frais d'enregistrement très modiques. Si une résidence de six mois respecte ces conditions, le colon a la possibilité d'acheter la parcelle à 1,25 $ l'acre. La propriété peut alors être vendue ou hypothéquée, ou la terre voisine acquise si l'extension est souhaitée. Bien que le système du Homestead Act a globalement du succès, les 160 acres des parcelles ne sont pas assez grandes pour les besoins des fermiers et des éleveurs de l'Ouest,. De plus, ce système n'est pas adapté aux exploitations minières ou forestières : le General Mining Act de 1872, qui encadre la prospection, et le Timber Culture Act de 1873, qui incite les fermiers à planter des forêts, visent à y remédier,.

Des colons à l'époque du Homestead Act.

Peu après la ruée vers l'or californienne, le gouvernement fédéral a décidé de laisser la règlementation sur les concessions minières aux gouvernements locaux,. Cela est remis en cause par les nouvelles lois, qui facilitent l'acquisition légale des terres à toutes fins, mais aussi les opérations des spéculateurs et des escrocs, en particulier dans l'industrie du bois et l'élevage. Compte tenu des besoins en eau pour l'élevage, les querelles sur les droits de l'eau, sur le contrôle des puits et des sources, s'accumulent et compliquent la situation. Les chemins de fer obtiennent la plupart des meilleures terres non encore attribuées, et les terrains disponibles pour les colons ne sont pas toujours arables ou commercialement utiles. En tout, seulement environ un tiers de ceux qui ont fait une demande dans le cadre du Homestead Act ont effectivement obtenu un titre de propriété.
Les subventions pour le chemin de fer transcontinental (Pacific Railroad Grant) ont assuré aux compagnies ferroviaires le terrain nécessaire à sa construction. Plusieurs tracés étant envisagés, la superficie acquise ainsi est immense, plus de 174 millions d'acres (900 000 km2), alors que les terres du domaine public données aux fermiers avec le Homestead Act représentent 240 000 km2. De même que le gouvernement fédéral, les compagnies de chemins de fer sont donc, suivant le souhait des législateurs, en position de distribuer des terres aux colons. Dans un souci d'équité, le gouvernement réduit leurs lots à 80 acres (32,5 hectares) en raison de la plus forte valeur perçue des terrains à proximité des lignes ferroviaires. Les compagnies ont cinq ans après la définition du tracé pour vendre ou hypothéquer leurs terres, faute de quoi les terrains invendus peuvent être acquis par n'importe qui. Fréquemment les chemins de fer vendent immédiatement une partie de leurs terres acquises grâce au gouvernement à des colons pour encourager la colonisation et la croissance de l'économie dans les zones qu'ils sont en mesure de desservir. Toutefois, les voies ferrées sont construites avec lenteur dans certaines régions, dans l'attente d'une croissance de la population, afin de déterminer de façon plus adéquate le choix final du tracé. Cela provoque des situations d'impasse, qui dans certains cas entravent la colonisation plutôt qu'elles ne l'accélèrent.
La loi Morrill votée par le Congrès en 1857 et complétée en 1862 procure des concessions de terrain aux États pour construire des établissements d'enseignement supérieur dans le domaine agricole, dans un effort de stimulation de la croissance économique rurale et des programmes d'éducation pour la soutenir. Les États revendent l'essentiel de ces terres pour amasser des fonds permettant de construire ces établissements.
Le gouvernement fédéral tente même de reboiser les prairies pour pouvoir faire un meilleur usage de terres peu attrayantes. S'appuyant sur la théorie que la plantation de forêts altèrerait le climat et provoquerait suffisamment de pluies pour alimenter les cultures à long terme, le gouvernement encourage les colons à planter des arbres. Quand ce programme échoue à cause de la sécheresse et des animaux nuisibles, le gouvernement se rabat sur des programmes d'irrigation plus efficaces, bien que les projets d'irrigation à grande échelle ne soient lancés que des décennies plus tard.
Dans les années 1870, les nombreux cadeaux fonciers soulèvent des préoccupations au sujet de la gestion du reste des terres publiques, en particulier ceux d'une valeur unique, comme le Grand Canyon et le Yellowstone. Ainsi est né le mouvement de conservation de la nature. En 1872, grâce au naturaliste John Muir, le Yellowstone est le premier parc national créé aux États-Unis et dans le monde.

##### Course à la terre de l'Oklahoma
En 1889, le président Benjamin Harrison autorise l'ouverture à la colonisation de deux millions d'acres (8 100 km2) de terres inoccupées dans le Territoire de l'Oklahoma (ancien Territoire indien), cédées bon gré mal gré par les tribus amérindiennes. Le 22 avril, plus de 100 000 colons et éleveurs (appelés boomers) sont alignés sur la frontière, attendant que les clairons de l'armée donnent le signal, pour démarrer une course folle à travers le territoire et revendiquer une étendue de terre. L'événement est connu comme la « Course à la terre » (Land run) de 1889. Un témoin écrit : « Les cavaliers ont eu l'avantage dès le départ. C'était une belle course pendant quelques minutes, mais très vite, les participants ont commencé à se déployer comme un éventail, et au moment où ils ont atteint l'horizon, ils se sont éparpillés aussi loin qu'on pouvait les voir à vue d'œil. » En un jour, les villes d'Oklahoma City, Norman et Guthrie sont créées. De la même manière, des millions d'acres de terres sont de nouveau ouvertes à la colonisation dans les quatre années suivantes.

#### Chemin de fer transcontinental
Le Pacific Railroad Act de 1862 accélère le passage de la voie ferrée transcontinentale du rêve à la réalité. Les lignes ferroviaires existantes, appartenant notamment à l'Union Pacific, ont déjà atteint, depuis l'est, Omaha, dans le Nebraska, au milieu environ du continent. À partir de Sacramento, en Californie, une autre compagnie, la Central Pacific, étend sa ligne vers l'est à travers les sierras pour faire la jonction avec celle de l'Union Pacific qui se prolonge vers l'ouest. Les deux se rencontrent finalement dans l'Utah en mai 1869. Leland Stanford, l'un des principaux bailleurs de fonds de la Central Pacific, enfonce le clou d'or qui relie symboliquement les deux lignes. La durée d'un voyage à travers le pays d'est en ouest est réduite d'environ quatre mois à une semaine avec l'achèvement de cette ligne.
Construire une voie ferrée nécessite six activités principales : l'étude du tracé, le dégagement du passage à coup d'explosifs, la construction d'ouvrages d'arts (tunnels et ponts), le nettoyage de la voie et la pose du ballast, la pose des traverses et des rails, et le ravitaillement des équipes en nourriture et matériel. Ces travaux sont très difficiles. Les ouvriers utilisent principalement des charrues, des pioches, des haches, des burins, des marteaux, et des charrettes à bras. Quelques machines à vapeur, comme des pelleteuses, sont utilisées aussi. Chaque rail en fer pèse environ 320 kg. Il faut cinq hommes pour le soulever. Pour les explosions, on utilise de la poudre à canon, de la nitroglycérine, et des quantités limitées de dynamite. La Central Pacific emploie plus de 12 000 travailleurs chinois, soit 90 % de sa main d'œuvre. L'Union Pacific emploie essentiellement des Irlandais. Les équipes posent en moyenne 3 km de nouvelles voies par jour, mais sont parfois amenées à faire plus. Chaque homme soulève quelques tonnes de matériel tous les jours. Dans la hâte d'achever la construction, les erreurs de calcul causent des défauts importants, en particulier des courbes mal calibrées. Des rails et des traverses de mauvaises qualité causent aussi de sérieux problèmes. Les défauts de conception sont encore plus apparents sur les lignes de fret, provoquant de nombreux accidents, et parfois, il faut plusieurs millions de dollars de réparation pour remplacer les sections de voies défectueuses.

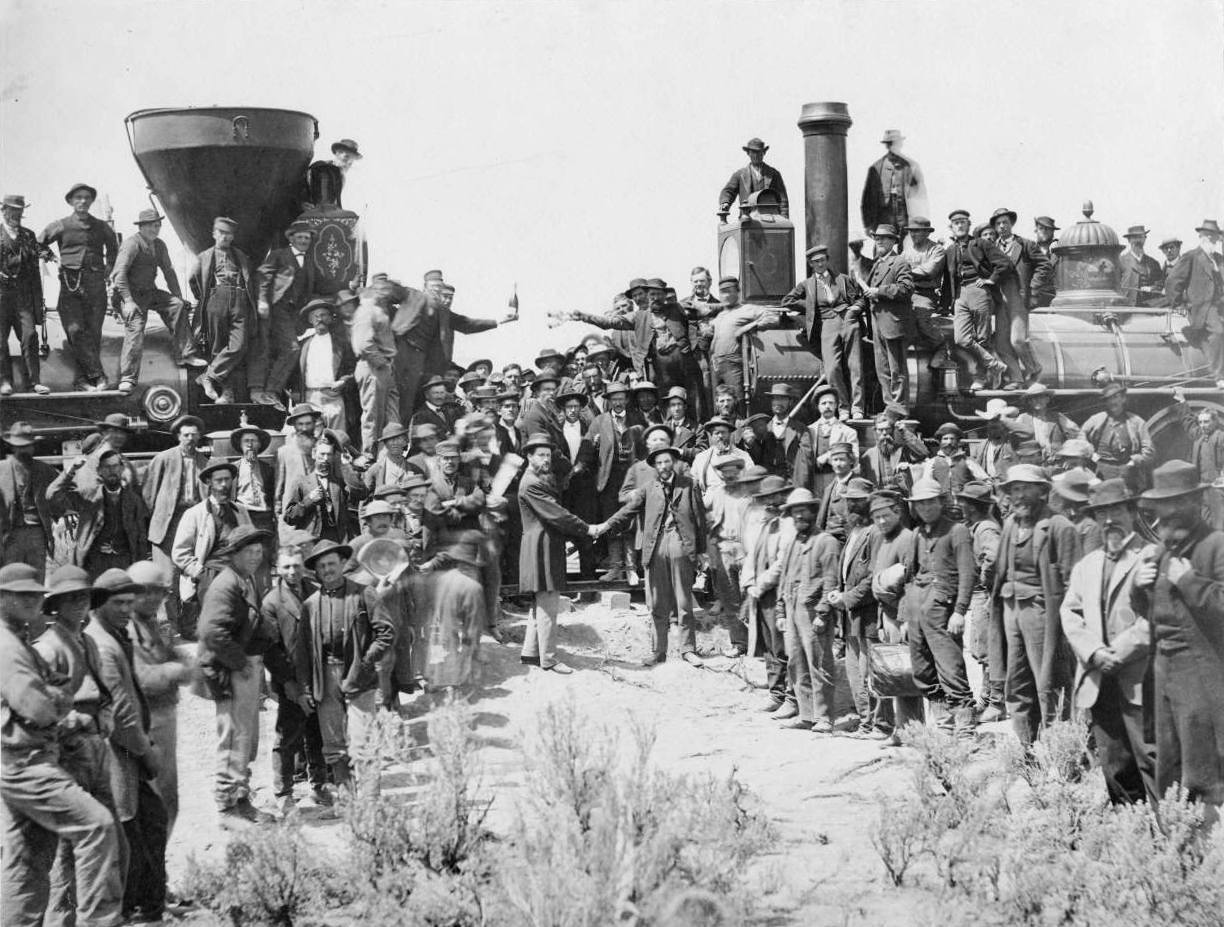
La liaison de l'Union Pacific et de la Central Pacific en 1869.

Grâce aux subventions et aux prêts (consentis notamment en fonction de la longueur des voies posées), le gouvernement fédéral stimule l'acquisition de terre et de capitaux nécessaires pour le projet. Leland Stanford, ancien gouverneur de Californie et membre d'un groupe d'hommes d'affaires connu comme le « Big Four », vend des actions et des obligations de la Central Pacific pour financer la construction, avec l'aide de financiers de Wall Street comme Jay Gould, lui-même connecté à des investisseurs aux États-Unis et en Europe. Ce projet est considéré comme risqué, étant donné les coûts élevés de construction, et les obligations doivent produire des intérêts élevés (comparables aux junk bonds d'aujourd'hui) pour être attractives.
Les énormes sommes investies et la participation de nombreux groupes spéculatifs entraînent une vaste corruption et des trafics d'influence. Les propriétaires des deux compagnies ferroviaires, utilisant un argent qui n'est pas à eux, assurent leurs propres profits avec des arrangements véreux et les caisses noires utilisées pour corrompre des fonctionnaires du gouvernement. Le pire cas de corruption implique George Francis Train et le Credit Mobilier of America, compagnie chargée de la construction au nom de l'Union Pacific Railway, et qui, selon l'historien Richard White, a « attiré des douzaines de membres du Congrès, un secrétaire au Trésor, deux vice-présidents, un important candidat présidentiel, et un président potentiel. Il provoque un scandale dont il est question au cours de quatre élections présidentielles. »
Alors que la construction de la ligne de la Central Pacific et de l'Union Pacific est couronnée de succès, d'autres projets transcontinentaux échouent, encore des années plus tard. Le plus célèbre de ceux-ci est le projet de la Northern Pacific Railway, qui ne parvient pas à vendre ses obligations, ce qui provoque la faillite de la société d'investissement Jay Cooke & Co, et contribue à déclencher la panique financière de 1873. La plus rentable des lignes transcontinentales est le Great Northern Railway, qui longe la frontière nord des États-Unis entre Minneapolis et Seattle. Achevée en 1893, elle ravitaille en marchandises tout le Nord-Ouest.
Malgré les problèmes de construction et les scandales politiques, le chemin de fer transcontinental est une grande réussite pour ce qui est d'ouvrir les espaces de l'Ouest. La première année, 150 000 passagers font le voyage pour « le plaisir, la santé ou les affaires », et apprécient les « wagons luxueux et la restauration » que vantent la publicité de l'Union Pacific. Les colons sont encouragés à venir dans l'Ouest par des promotions sur des voyages de découverte, pour acheter des terres près de la ligne, et pour utiliser la voie ferrée pour leurs transports de fret. Les compagnies ont des bureaux d'immigration qui font de la publicité à l'étranger pour la « terre promise ». Les agences foncières des chemins de fer vendent des terres à des conditions avantageuses. Les Grandes Plaines, plus difficiles à vendre que la Californie ou l'Oregon, sont présentées comme « une prairie qui est prête pour la charrue », et « une prairie fleurie », qui « ne nécessite qu'un travail appliqué pour assurer une rapide récompense. »
Les chemins de fer rendent possible la transformation des États-Unis d'une société agraire en une nation industrielle moderne. Non seulement ils apportent de l'Est des produits manufacturés et de l'Ouest des produits agricoles, mais ils contribuent aussi à l'établissement de succursales occidentales des compagnies de l'Est. Les entreprises de vente par correspondance croissent rapidement, apportant les produits de la ville aux familles rurales, forçant parfois des entreprises locales à mettre la clé sous la porte. La construction et le fonctionnement des chemins de fer, qui nécessitent d'énormes quantités de charbon et de bois, favorisent les industries minières et du bois. La plupart des industries ont bénéficié de la baisse des coûts de transport et de l'expansion des marchés rendue possible. Les chemins de fer ont également de profondes répercussions sociales. Le voyage en train amène les familles d'immigrants dans l'Ouest plus facilement que le voyage en wagon long, exténuant et dangereux. Le nombre plus élevé de femmes et d'enfants parmi les immigrants contribue à stabiliser les implantations de colons dans l'Ouest, et à civiliser quelques-unes des villes de la Frontière, d'autant plus que ces colons organisés exigent des écoles, l'application des lois, des églises et d'autres institutions.

### Vie sur la Frontière

#### Démographie de l'Ouest après la guerre civile

##### Poursuite des migrations
Après la guerre de Sécession, de nombreux habitants de la côte Est et des immigrants de l'Europe sont attirés par l'Ouest par des récits de leurs proches ou des campagnes publicitaires promettant « les meilleures terres de la prairie », « des prix bas », « les meilleures conditions », etc. Les nouveaux chemins de fer sont l'occasion pour les immigrants de visiter les terres avec des « billets spéciaux d'exploration ». Une fermière écrit à l'époque : « Il n'y a rien là-bas, à part des Indiens, des crotales, des vents froids et des feux de prairie. » En réalité, l'agriculture dans les Grandes Plaines est en effet plus difficile que dans l'Ouest. La gestion de l'eau est hasardeuse, les incendies naturels dus à la foudre plus fréquents, les conditions climatiques plus extrêmes, les pluies aléatoires.
Cependant, la plupart des migrants ne tiennent pas compte de ces préoccupations. Leur motivation essentielle est trouver des conditions économiques plus avantageuses que celles d'où ils viennent. Les agriculteurs (la majorité des pionniers) cherchent des terres plus vastes et plus fertiles, les commerçants des marchés moins concurrentiels, les ouvriers de meilleurs salaires et moins de pénibilité. La principale exception, ce sont les Mormons, en quête d'une utopie religieuse et économique, à l'abri des persécutions, permettant à toute leur communauté de prospérer. Qu'ils soient fermiers ou citadins, les pionniers ne sont pas des pauvres. L'équipement pour le voyage et l'installation, et les moyens de subsistance en attendant les premières récoltes ou les premiers revenus, nécessitent un investissement financier non négligeable, de l'ordre de 750 à 1 500 dollars pour ceux qui se rendent en Oregon ou en Californie.
Dans de nombreux cas, les migrants se rassemblent en fonction d'une origine ethnique ou d'une croyance religieuse commune, et fondent des communautés homogènes. Par exemple, les Finlandais s'installent dans le Minnesota, les Suédois dans le Dakota du Sud, les Norvégiens dans les Dakota du Nord et du Sud, les Irlandais dans le Montana, les Chinois à San Francisco, les Allemands mennonites dans le Kansas, les Juifs allemands à Portland en Oregon, et les Allemands de toutes origines dans le centre du Texas.

##### Asiatiques, Hispaniques et Afro-Américains
La ruée vers l'or en Californie a déclenché une importante immigration de populations hispaniques et asiatiques qui se poursuit après la guerre civile. Les migrants chinois, dont beaucoup étaient des paysans pauvres, ont fourni la majeure partie de la main d'œuvre de la construction des chemins de fer de la Central Pacific. Ils travaillent également dans les mines, l'agriculture et les petites entreprises, comme cuisiniers ou blanchisseurs. Un nombre important de Japonais arrive également en Californie. Certains migrants prévoient de gagner de l'argent avant de rentrer chez eux, d'autres cherchent à rester pour commencer une nouvelle vie. En 1880, 105 000 Chinois vivent aux États-Unis, dont une très grande majorité dans l'Ouest. Cette immigration est fortement réduite lorsque le Congrès vote, en 1882, le Chinese Exclusion Act.

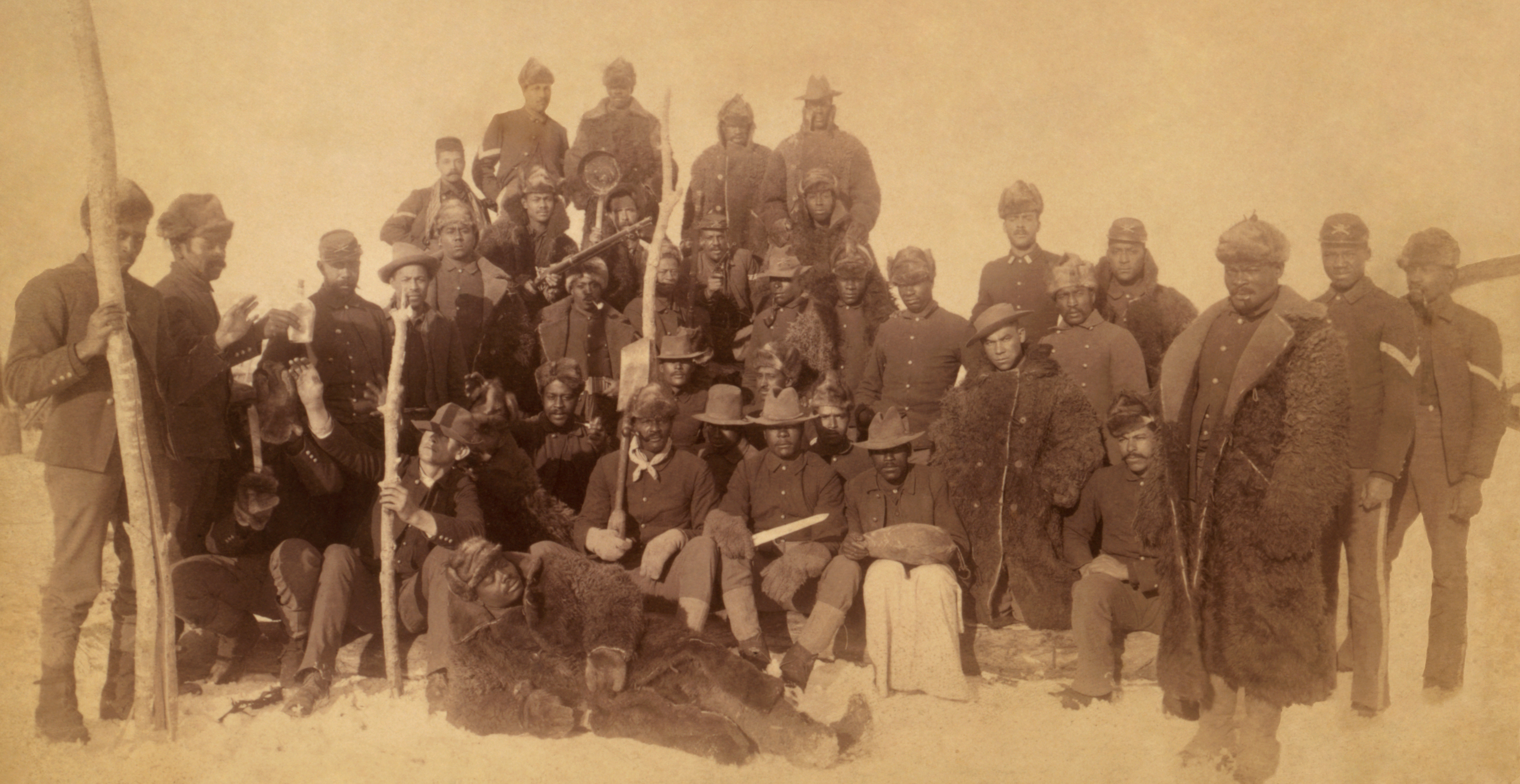
Des Buffalo Soldiers, soldats d'un régiment d'Afro-Américains, en 1890.

Beaucoup d'Hispaniques qui vivaient dans les anciens territoires de la Nouvelle-Espagne, ont perdu leurs droits fonciers à cause de la fraude et des actions gouvernementales, lorsque le Texas, le Nouveau-Mexique et la Californie ont été formés. Dans certains cas, les Hispaniques ont tout simplement été chassés de leurs terres. Au Texas, la situation est plus délicate, puisque les Tejanos (Texans d'ascendance mexicaine), qui constituent environ 75 % de la population, se sont retrouvés simples employés dans les grands ranchs des Blancs pris sur leurs terres. Au Nouveau-Mexique, seulement 6 % des revendications foncières des Hispaniques sont reconnues par le tribunal. En conséquence, de nombreux Hispaniques deviennent des travailleurs nomades, cherchant des emplois saisonniers dans l'agriculture, dans les mines, les ranchs, et sur les chemins de fer. Les villes frontalières se développent avec des barrios (quartiers hispaniques) d'une intense pauvreté. En réaction, certains Hispaniques rejoignent les syndicats, et dans quelques cas, conduisent des révoltes. Le « Robin des Bois de Californie », Joaquin Murietta symbolise la revanche des Mexicains, avec sa bande, qui dans les années 1850, s'en prend aux propriétés des Blancs, aux mineurs, et aux diligences. Bien que les Mexicains restent persuadés de la réalité de ses exploits et qu'il soit recherché par les autorités californiennes, le personnage serait toutefois fictif. Au Texas, le hors-la-loi Juan Cortina mène pendant 20 ans, à partir de 1859, une campagne politique contre les accapareurs de terres et les Texas Rangers. Loin des réalités de la vie des Hispaniques, l'image de paysans pittoresques satisfaits de leur sort se diffuse pourtant aux États-Unis.
Parmi les premiers Afro-Américains arrivés dans l'Ouest, il y a des marins déserteurs et des esclaves de prospecteurs d'or venus lors de la ruée vers l'or en Californie, au nombre de 4 000 en 1860. Tout au long du XIXe siècle, le nombre de Noirs dans l'Ouest ne dépasse pas quelques milliers. Les Noirs sont présents dans presque toutes les catégories de la société de l'Ouest, mais à cause de la ségrégation, la plupart vivent dans des communautés séparées. On retrouve des Noirs dans les expéditions de cartographes, parmi les commerçants de fourrures, les mineurs, les cowboys, les guerriers amérindiens, les éclaireurs, les bûcherons, les ouvriers agricoles, les employés de saloon, les cuisiniers, et les hors-la-loi. Les fameux Buffalo Soldiers sont des soldats des régiments noirs de l'armée américaine et jouent un rôle important dans la lutte contre les Indiens des Plaines et contre les Apaches en Arizona. Assez peu d'esclaves affranchis du Sud, qui migrent de préférence vers les villes industrielles du Nord, participent à la colonisation de la prairie. Une ville entièrement peuplée de Noirs comme Nicodemus (en), au Kansas, fondée en 1877, fait figure d'exception.

#### Bétail contre bisons

##### Chasse industrielle

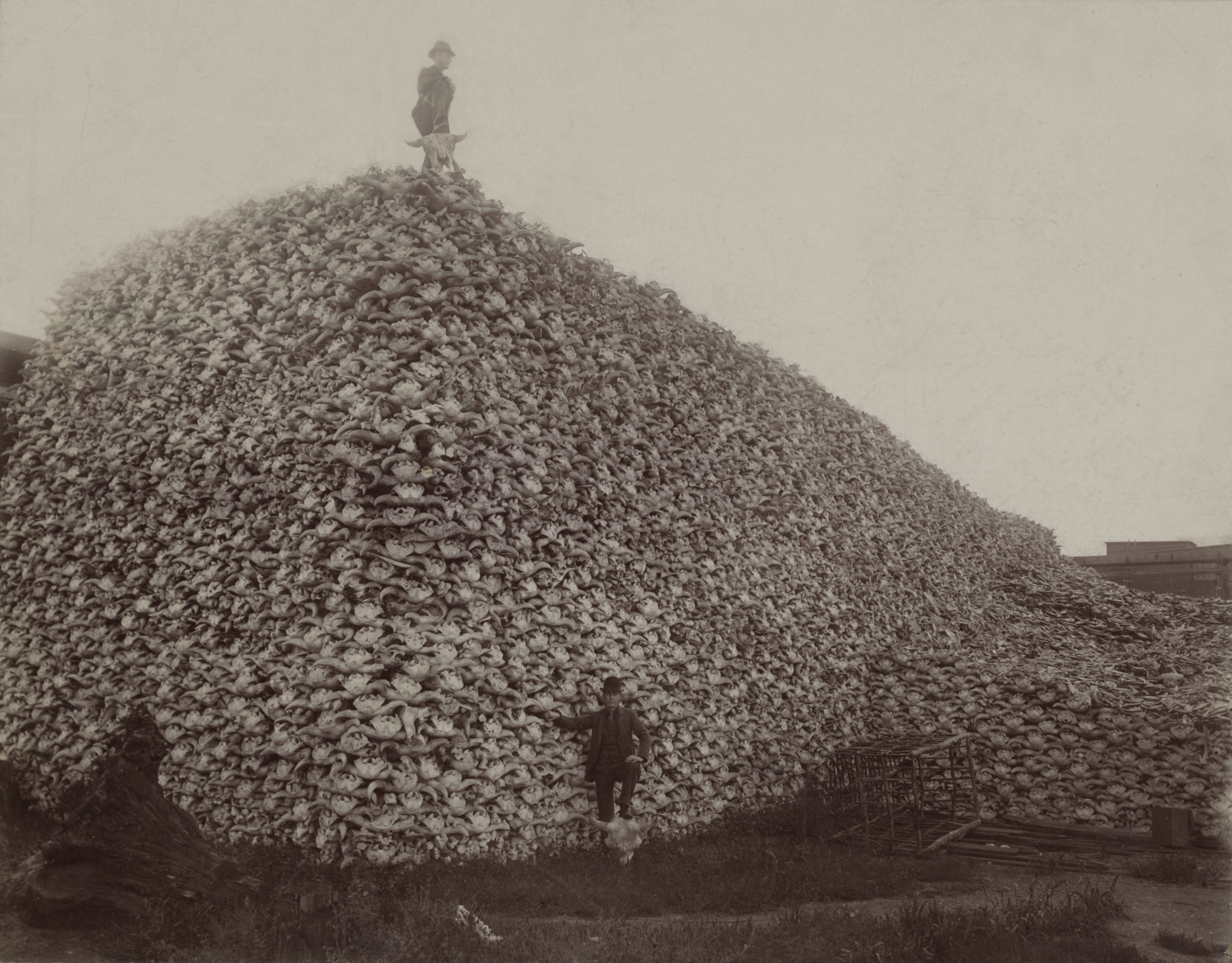
Un monticule de crânes de bisons destinés à servir de fertilisants, au milieu des années 1870.

L'essor de l'élevage du bétail et des cow-boys est directement lié à la disparition des imposants troupeaux de bisons des Grandes Plaines. Autrefois plus de 25 millions, les bisons, fournissant de la viande, du cuir pour les vêtements et les tipis, et des os pour les outils, sont une ressource vitale pour les Indiens des Plaines. La perte de leur habitat, les épizooties provenant des bovins domestiques et la chasse intensive réduisent progressivement les troupeaux tout au long du XIXe siècle jusqu'à la quasi-extinction de l'espèce. Les grandes pistes et les implantations en expansion des colons ont commencé à bloquer la libre circulation des troupeaux en quête de pâturages et d'aires de reproduction. Initialement, les chasseurs de bison professionnels cherchent à produire du pemmican, un mélange de viande séchée et réduite en poudre, de graisse et de baies, un aliment qui se conserve bien et est utilisé par les trappeurs et autres voyageurs. Non seulement les chasseurs blancs anéantissent les troupeaux, mais les Indiens déplacés de l'Est contribuent aussi à leur diminution.
L'achèvement du chemin de fer transcontinental a un effet extrêmement négatif, en ouvrant un immense marché aux produits issus du bison. L'industrie du tannage du cuir produit en masse des vêtements, et des courroies pour les machines. Les massacres outrepassent les besoins du marché, atteignant jusqu'à un million de bêtes tuées par an. Sur cinq bisons tués, un seul est réellement utilisé, et dans la plupart des cas, les chasseurs laissent la viande pourrir sur les carcasses abandonnées dans la prairie après le prélèvement des peaux. Les crânes et les os sont souvent récoltés plus tard pour servir, une fois broyés, de fertilisants. Suivi par une équipe d'écorcheurs, un chasseur expérimenté travaillant pour une compagnie peut tuer plus de 100 bisons en une journée.
Dans les années 1870, le grand massacre des bisons a un impact majeur sur la vie des Indiens des Plaines, qui dépendent de l'animal à la fois économiquement et spirituellement. L'armée américaine encourage délibérément l'abattage de bisons dans le cadre de la campagne contre les Sioux et les Pawnees, afin de les priver de cette ressource et de les démoraliser.

##### Expansion de l'élevage
Le déclin considérable des troupeaux de bisons crée dans les plaines un vide exploité par l'élevage bovin en pleine expansion. Les Espagnols ont introduit l'élevage en ranch et les vaches Longhorn dans le Sud-Ouest au XVIIe siècle. Les employés des ranchs, appelés vaqueros, ont été les premiers cow-boys dans l'Ouest. Après la guerre civile, les voies ferrées parviennent jusqu'à Abilene, Kansas City, Dodge City et Wichita, les éleveurs du Texas conduisent de grands troupeaux de bétail Longhorn vers le nord par la piste Chisholm et la piste des Chaouanons. Le bétail est dirigé vers les abattoirs de Chicago, Saint-Louis ou Kansas City. La piste Chisholm, aménagée par l'éleveur Joseph McCoy le long d'une vieille piste signalée par le guide indien Jesse Chisholm, est le plus grand axe de transport du bétail, avec plus de 1,5 million de têtes déplacées entre 1867 et 1871 sur les 1 300 km entre le sud du Texas et Abilene au Kansas. Ces longs trajets sont dangereux, spécialement au franchissement des rivières comme le Brazos et la Red River, et quand ils doivent repousser les Amérindiens ou les voleurs de bétail. Un convoyage typique dure quatre mois et mesure 3 km de long avec six bêtes de front. Malgré les risques, les longs trajets depuis le Texas s'avèrent très profitables et attirent des investisseurs des États-Unis et de l'étranger. Le coût d'une tête de bétail élevée au Texas est d'environ 4 $, mais vaut plus de 40 $ dans l'Est.
Dans les années 1870 et 1880, des ranchs s'étendent plus au nord dans de nouveaux pâturages et remplacent les troupeaux de bisons dans le Wyoming, le Montana, le Colorado, le Nebraska et le Territoire du Dakota. Beaucoup des plus grands ranchs sont détenus par des investisseurs écossais et anglais. Le plus grand ranch dans l'Ouest est possédé par l'éleveur américain John W. Iliff, le « roi du bétail des plaines », et exploite des pâturages dans le Colorado et le Wyoming. Peu à peu, les Longhorns sont remplacés par les races américaines Hereford et Angus, introduites par des colons venus du Nord-Ouest. Bien que moins résistantes et plus sujettes à la maladie, ces races sont d'une meilleure qualité gustative et grandissent plus vite.
En 1886, une catastrophe frappe les éleveurs. Un hiver terriblement dur envahit les plaines à la fin de l'année et s'achève très tardivement en 1887, bloquant l'herbe de la prairie sous une couche de glace que ne peuvent transpercer les bovins. Après la mort de plusieurs milliers de têtes, les grandes corporations d'éleveurs et les « barons du bétail », déjà sous la pression de la baisse des prix et des resserrements des crédits, sont ruinés. Beaucoup d'entre eux doivent redoubler d'efforts, mais malgré cela, ils sont obligés de céder leurs exploitations pour faire face aux obligations vis-à-vis de leurs créanciers.
Sans se substituer pour autant aux bovins, les moutons, étant plus faciles à nourrir et nécessitant moins d'eau, prennent la suite. Toutefois, l'élevage de moutons, souvent pratiqué par des Mormons ou des Basques, favorise les changements écologiques qui permettent l'envahissement des Grandes Plaines par des espèces invasives d'herbes et aggravent l'érosion. L'élevage dans des ranchs ouverts prend fin et est remplacé par des surfaces délimitées par des fils de fer barbelés, où l'eau, l'alimentation et les pâturages peuvent être contrôlés. Cela aboutit à des « guerres de clôture » (fence wars) qui naissent de litiges sur les droits à l'eau. Les éleveurs de bétail et les éleveurs de moutons s'affrontent parfois, tout comme les gros éleveurs de bétail et les petits. Ces types de conflits, appelés range war, culminent lors de la guerre du comté de Johnson, dans le Wyoming en 1892.

##### Villes du bétail
Le boom de l'élevage, dans les années 1860 et 1870 s'ancre dans les « villes du bétail » (cattle towns) du Kansas et du Missouri. Comme les villes minières de la Californie et du Nevada, les villes du bétail telles qu'Abilene, Dodge City ou Ellsworth connaissent une intense et courte période d'expansion qui dure cinq ans environ. Les villes du bétail surgissent lorsque les spéculateurs fonciers à l'annonce du tracé d'une future ligne de chemin de fer, se précipitent sur les terres adjacentes, et construisent une ville avec les services adéquats pour les éleveurs et les cow-boys. Si le chemin de fer est construit comme prévu, les pâturages et la ville assurent le commerce du bétail. Toutefois, contrairement aux villes minières, qui dans de nombreux cas deviennent des villes fantômes et cessent d'exister une fois que le minerai est épuisé, les villes du bétail passent du bétail à l'agriculture fermière et continuent à vivre même après la surexploitation des pâturages. Dans certains cas, la résistance de la part de réformateurs moraux et des coalitions d'hommes d'affaires locaux expulsent le bétail hors de ces villes. Ellsworth, dans le Kansas, a par contre décliné à cause des raids d'Amérindiens, des inondations et du choléra.

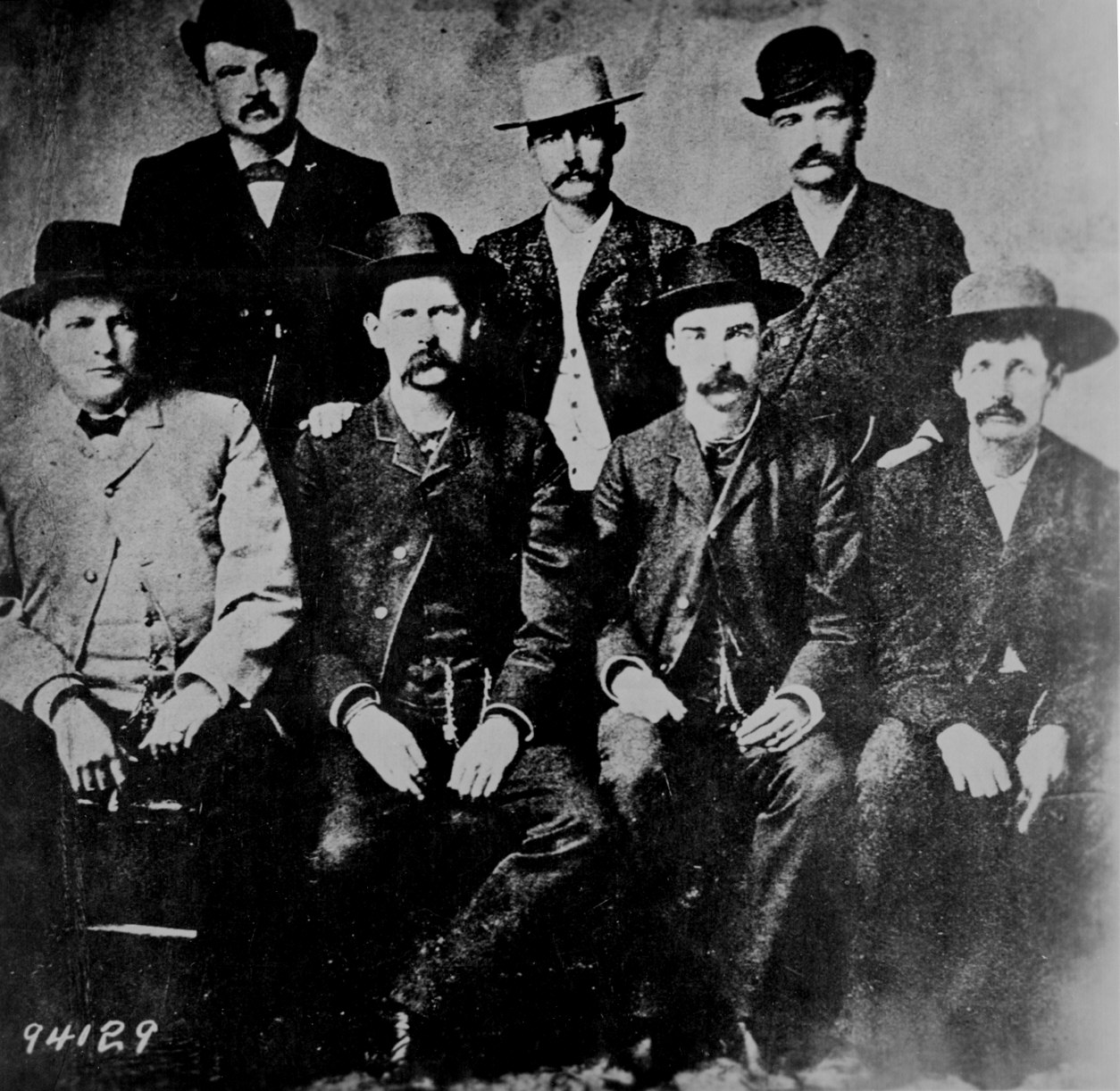
Wyatt Earp, Bat Masterson, et d'autres dans la commission pour la paix de Dodge City.

Les premières années, dans la population de ces villes du bétail les hommes sont sur-représentés. Celle-ci évolue cependant, une fois le boom passé, en une communauté plus équilibrée composée de familles de fermiers et de petits commerçants. Bien que l'anarchie, la prostitution et le jeu sont significatifs dans les villes du bétail, surtout au début, la cupidité est plus importante dans les villes minières, de ce fait plus dangereuses et plus violentes. Étant donné que ces villes se développent rapidement, la loi et l'ordre mettent souvent un certain temps à s'établir. La justice privée des vigilantes existe, mais dans la plupart des cas, elle s'efface lorsque les forces de police adéquates sont instaurées. Alors que certains groupes d'autodéfense servent le bien public de façon équitable et avec succès en l'absence d'agents de la loi et de juges, le plus souvent ces groupes sont motivés par l'intolérance et les réactions émotionnelles, et rend une justice partiale contre ceux qui sont considérés comme socialement inférieurs. La chasse aux Indiens et les émeutes raciales contre les Chinois sont les manifestations les plus graves de ces groupes de vigilantes.
Un témoin contemporain de Hays City, Kansas, dépeint une ville du bétail très vivante : « Hays City, à la lumière des lampes, est remarquablement vivante, mais pas très morale. Les rues s'illuminent du reflet des saloons, et d'un coup d'œil à l'intérieur, on voit la foule des danseurs sur le plancher, les femmes habillées avec légèreté s'efforcent de cacher avec des rubans et du maquillage les affreuses rides, que les artistes aiment dessiner sur de tels visages… Au son de la musique des violons et au rythme du frappement des pieds, la danse commence, et nous voyons, dans le dédale vertigineux, des hommes vieux, qui font des pirouettes au bord de leurs tombes ».
Pour maîtriser la violence, les cow-boys sont parfois cantonnés dans les quartiers des bordels, loin de la partie principale de la ville. Le vol de bétail est un délit grave, parfois puni par le lynchage. Cependant, les démonstrations de tirs intempestifs de cow-boys, aussi connu comme hurrahing, ne sont pas aussi fréquentes que dans les westerns. À Wichita, les armes de poing sont interdites, et dans de nombreuses villes, une certaine forme de contrôle des armes à feu existe. En outre, contrairement à ce qui est montré au cinéma, les marshalls affrontent rarement des hors-la-loi, encore moins lors d'un duel au milieu de la rue principale (Main Street). Des hommes de loi célèbres, comme Wyatt Earp, Bat Masterson, et Wild Bill Hickok, ou moins célèbres n'ont en réalité à leur actif qu'un ou deux morts par an.

##### Cowboys
Le cowboy américain est une figure importante aussi bien dans le mythe que dans la réalité de l'Ouest. Sa vie est difficile et tourne autour de deux rassemblements annuels au printemps et à l'automne pour acheminer les troupeaux, et du temps passé dans les villes du bétail, dépensant son argent durement gagné en nourriture et vêtements, dans les jeux et la prostitution. Durant l'hiver, les cowboys sont embauchés dans des ranchs à proximité des villes, où ils réparent et entretiennent les équipements et les bâtiments. Sur les longs trajets, il y a un cow-boy pour environ 250 têtes de bétail.

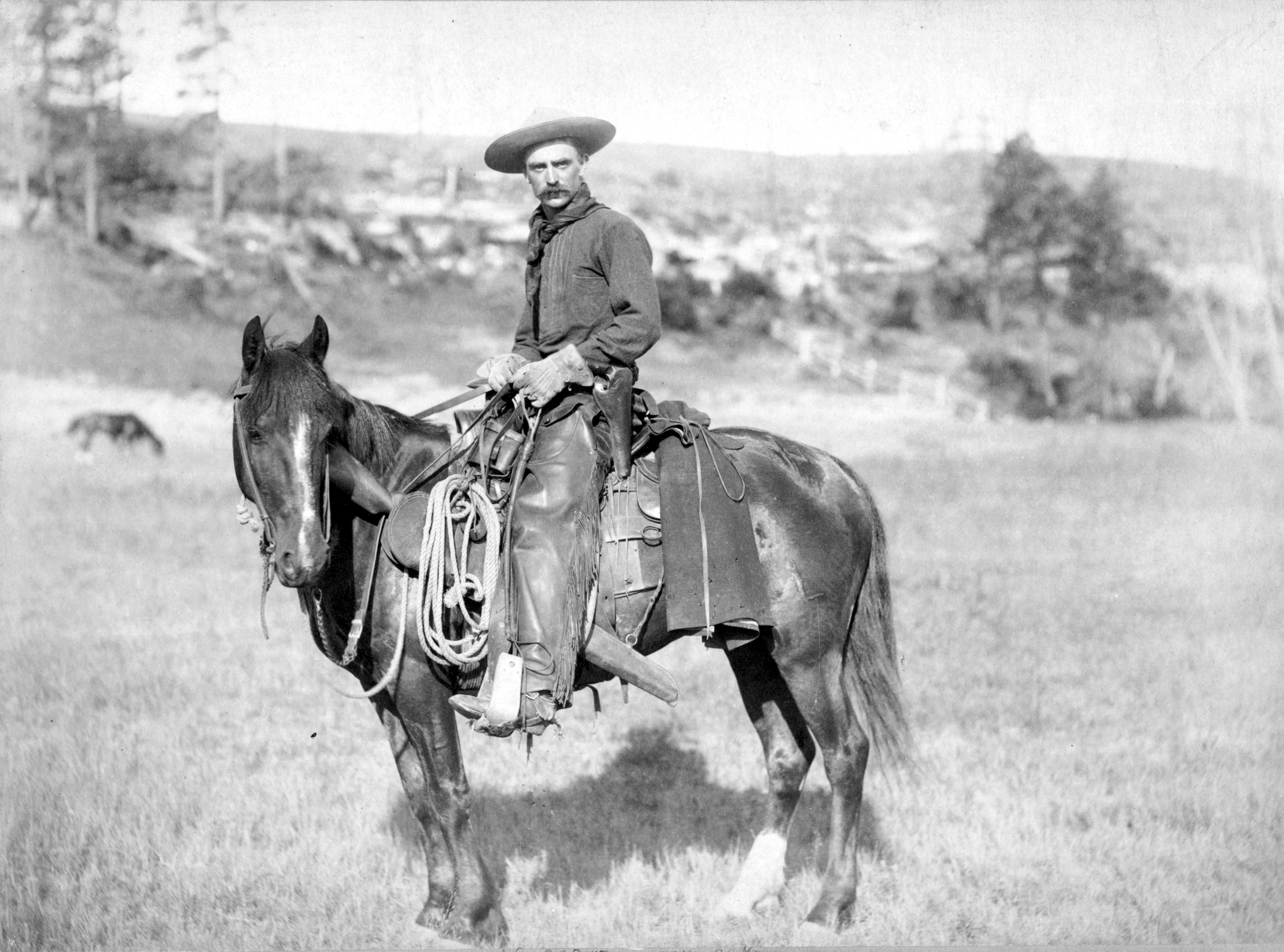
Un cowboy vers 1888 dans le Wyoming.

Avant un convoyage, les fonctions du cowboy incluent la récupération et le rassemblement du bétail dispersé. Les meilleures bêtes sont sélectionnées, capturées au lasso, marquées, et la plupart des mâles castrés. Le bétail doit aussi être écorné et examiné pour traiter les maladies. Sur les longs trajets, les cowboys doivent veiller au mouvement en bon ordre du bétail. Les bêtes doivent être surveillées jour et nuit, car elles ont tendance à se débander et à errer. Le temps de travail quotidien dépasse souvent quatorze heures. Sur la piste, l'alcool, le jeu, les bagarres et même les jurons sont souvent interdits et sanctionnés par des amendes. C'est un travail harassant, poussiéreux, monotone et ennuyeux. La nourriture est à peine suffisante et est composée essentiellement de bacon, haricots, pain, café, fruits secs, et pommes de terre. En moyenne, les cowboys gagnent 30 à 40 dollars par mois. En raison de la difficulté physique et émotionnelle de ce travail, il est rare qu'un cowboy y consacre plus de sept ans de sa vie. Quand l'élevage dans les grands espaces tend à laisser la place à des ranchs clôturés dans les années 1880, les jours glorieux des cowboys touchent à leur fin, et le mythe du cowboy vivant en toute liberté commence à émerger.
Beaucoup de cowboys sont des vétérans de la guerre de Sécession, en particulier de l'armée confédérée, qui, retrouvant leur ville ruinée et considérant n'avoir aucun avenir sur place, sont partis pour l'Ouest à la recherche d'opportunités. Certains sont des Afros-Américains, des Hispaniques, des Amérindiens ou des Britanniques. Presque tous sont dans la vingtaine, voire adolescents. Les premiers cowboys du Texas ont appris leur métier, ont adapté leurs vêtements et développé leur jargon auprès des vaqueros mexicains ou buckaroos, héritiers des éleveurs espagnols d'Andalousie. Les chaps, la lourde jambière protectrice en cuir portée par les cowboys, tirent leurs noms de l'espagnol chaparreras, et le lasso appelé lariat est dérivé de la reata. Tous les vêtements caractéristiques du cowboy (bottes, chapeaux, pantalons, manteaux, bandanas, gants, chemises sans col), ainsi que la selle, sont conçus pour être pratiques, adaptés aux conditions de travail et confortables. Le chapeau de cowboy devient rapidement un objet identifiant celui qui le porte comme un homme de l'Ouest. La mode adaptée du cowboy la plus durable est toutefois celle du pantalon en jeans, fabriqué initialement par Levi Strauss en 1850 pour les mineurs.

#### Loi et la morale de l'Ouest

##### Bandits et hommes de loi
De nouvelles règles de comportement se mettent en place dans l'Ouest. Les gens ne sont plus tenus de respecter le « devoir de retraite » (duty of retrat), une disposition du droit anglo-saxon qui stipule qu'un citoyen n'est autorisé à se défendre en tuant s'il le faut que si un mur l'empêche de fuir son agresseur. En 1876, un tribunal de l'Ohio fait jurisprudence en décrétant qu'un citoyen attaqué n'est pas dans l'obligation de fuir, ce qui est confirmé par la cour suprême de l'Indiana. Dans l'Ouest, la règle impose qu'un homme n'a pas à s'éloigner d'une bagarre et peut répondre à un adversaire, même si cela doit entraîner sa mort.
La principale activité des représentants de la loi dans les villes du bétail, est d'assommer les ivrognes et de les transporter loin avant qu'il se blessent ou blessent autrui. Ils désarment les cow-boys qui violent les arrêtés contre le port d'armes, essaient d'empêcher les duels, et répriment les violations flagrantes des réglementations sur le jeu et la prostitution. Quand le bétail n'est pas en ville, Wyatt Earp ou d'autres hommes de loi se concentrent parfois sur des projets de rénovation des rues ou d'autres tâches civiques, à moins qu'ils ne s'occupent de la prospérité de leurs affaires.

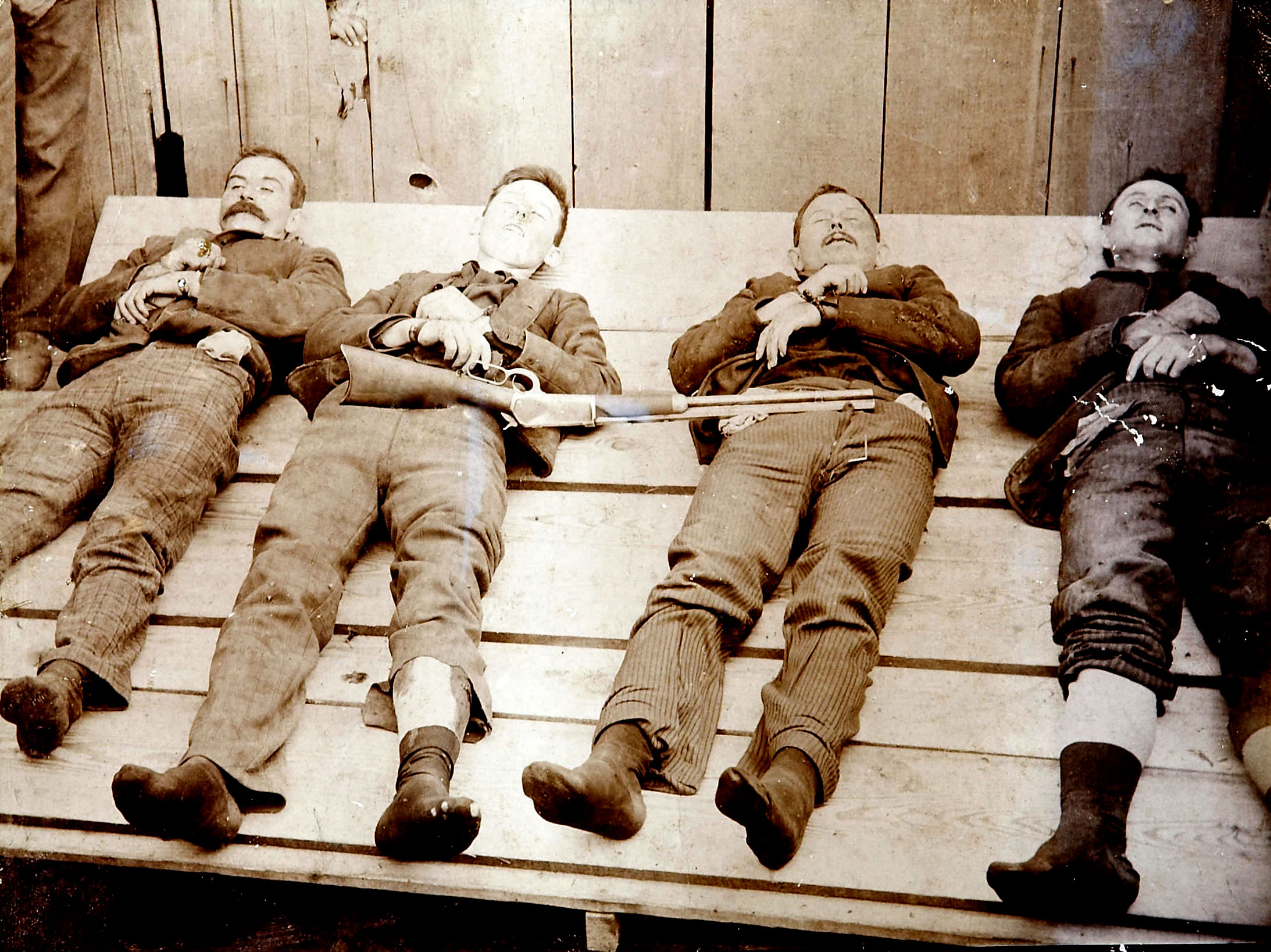
Les membres du gang Dalton abattus à Coffeyville, dans le Kansas, en 1892.

La plupart des juges de paix sont peu qualifiés dans le domaine du droit, politiquement corrompus, et dépendent des frais de justice et des amendes pour gagner leur vie. Les meilleurs rendent la justice en fonction du bon sens et de leur expérience, mais peuvent être incohérents car ils ne se réfèrent pas à un code de lois pour justifier leurs décisions. Les juges fédéraux ont tendance à être mieux qualifiés et sont plus enclins à suivre la loi écrite. Cependant, l'Ouest a aussi hérité du système anglo-saxon de procès devant jury pour les cas graves, en dépit du fait que la plupart des jurés potentiels ont un jugement biaisé par leurs relations avec les prévenus ou ont du mal à joindre les deux bouts, une combinaison de circonstances qui fait que les jurés honnêtes et impartiaux sont difficiles à trouver.
Certains actes de banditisme dans l'Ouest sont commis par opportunisme par des Mexicains ou des Amérindiens contre des cibles blanches le long de la frontière avec le Mexique, en particulier au Texas, en Arizona et en Californie. Peu avant 1900, le futur révolutionnaire Pancho Villa devient l'un de ces bandits et est plus tard recherché par le gouvernement américain. Le deuxième type de banditisme est amené par les redoutés bandits de l'Ouest comme Jesse James, Billy the Kid, le gang des frères Dalton, Black Bart, Sam Bass, Butch Cassidy et le Sundance Kid, ainsi que des centaines d'autres qui attaquent les banques, les trains ou les diligences. Leurs méfaits se teintent fréquemment de banditisme social, et il leur arrive d'être soutenus par des fermiers endettés auprès des banques et ne supportant plus les élites locales souvent corrompues. Certains de ces bandits, comme Jesse James, qui faisait partie des Quantrill Raiders, sont des produits de la violence de la guerre de Sécession et d'autres sont devenus hors-la-loi pendant les périodes difficiles pour les éleveurs de bétail. Beaucoup sont des marginaux et des vagabonds qui parcourent l'Ouest pour fuir la loi. Lorsque des gangs de hors-la-loi sont repérés à proximité, les villes organisent éventuellement un posse (un groupe d'autodéfense) pour tenter de les chasser ou de les capturer. Voyant que la nécessité de combattre les bandits à la gâchette facile est une juteuse opportunité commerciale, Allan Pinkerton ouvre dans l'Ouest des succursales de son agence de détectives, chargés de poursuivre plusieurs gangs, dont ceux de Jesse James ou de Butch Cassidy. Pinkerton invente le concept de « galerie des voyous » (rogue gallery), c'est-à-dire l'affichage des portraits des bandits recherchés, et systématise l'identification du corps des criminels abattus.

##### Prostitution dans l'Ouest
Apparue d'abord dans les villes minières, particulièrement lors de la ruée vers l'or en Californie, la prostitution se développe rapidement dans les villes-champignons de l'Ouest, attirant de nombreuses travailleuses de l'Est et du Middle West. Dans de nombreuses villes, le taux de femmes « honnêtes » par rapport à la population masculine est de 1 pour 100, encourageant ainsi le commerce sexuel. Jusque dans les années 1890, les mères maquerelles ont en général dirigé ce commerce, après quoi les souteneurs ont pris le dessus, et les conditions de vie des femmes prostituées ont globalement décliné. L'aspect des bordels des villes de l'Ouest dépeint dans les films est peu réaliste, car l'apparence de la plupart des prostituées était beaucoup moins attrayante que celle des starlettes d'Hollywood. La place de la prostitution et du jeu était centrale dans ces villes de l'Ouest, et ce n'est que plus tard, quand la population féminine a augmenté, et que l'influence des institutions judiciaires ou religieuses sont apparues, que la prostitution est devenue moins flagrante, plus réprimée et moins commune.

##### Vendettas et guerres du bétail
Dans l'Ouest des éleveurs de bétail, plusieurs conflits locaux meurtriers entre Blancs éclatent, essentiellement à propos de droits de l'eau ou de droits de pâturages sur les terres non clôturées, faute d'une régulation stricte et précise. Ces « guerres du bétail » opposent des fermiers à des éleveurs, ou ces derniers entre eux, et ne suscitent qu'exceptionnellement l'intervention de l'armée pour rétablir l'ordre. Dans de nombreux cas, des hommes de main armés originaires d'autres régions sont engagés par des grands propriétaires et affrontent des résidents locaux. Certaines vendettas ne sont cependant pas liées à ce type de problèmes. Il en est ainsi de celle qu'engagea Wyatt Earp en 1882 à travers le comté de Cochise, contre des cowboys coupables du meurtre de son frère Morgan après la fusillade d'O.K. Corral, faisant de lui un personnage controversé accusé de meurtre à son tour.
La guerre du comté de Lincoln, dans le territoire du Nouveau-Mexique, en 1878, est l'un des plus célèbres de ces conflits locaux, quoiqu'il ait pour origine le contrôle du commerce de biens de consommation que se disputent deux factions, rejointes chacune par des hommes de lois, des hommes d'affaires et des gangs de hors-la-loi. D'un côté le clan Murphy-Dolan majoritairement irlandais catholique, De l'autre côté, le clan Tunstall-McSween principalement écossais-irlandais protestant, soutenu par le grand éleveur John Chisum et rejoint notamment par Billy the Kid. Après avoir causé 22 morts dans des échanges de coups de feu, la guerre s'achève quand Pat Garrett est nommé shérif du comté et chasse les mercenaires.
La guerre du comté de Johnson, dans le nord-est du Wyoming, se déclenche en 1892. Les grands ranchs s'organisent dans une association de producteurs et engagent des tueurs à gages du Texas. Une expédition de 50 hommes arrive par le train à Casper, puis poursuit son chemin, avec l'intention d'éliminer des voleurs de bétail présumés, et aussi apparemment remplacer le gouvernement du comté de Johnson. Après les premières hostilités, le shérif du comté mobilise une troupe de 200 hommes. Le posse dirigé par le shérif assiège le campement des envahisseurs dans un ranch. Après deux jours, l'un d'entre eux parvient à s'échapper et à contacter le gouverneur du Wyoming. Les efforts pour sauver les envahisseurs entraînent l'intervention du président Benjamin Harrison. Le 6e régiment de cavalerie de Fort McKinney reçoit finalement l'ordre de se rendre au ranch et de placer les envahisseurs en détention. Ils sont finalement relâchés sans charge retenue contre eux.

##### Moralisme, éducation et féminisme
Dès la création des premières villes de pionniers dans l'Ouest, des réformateurs, laïcs ou religieux, souhaitent éliminer le vice et civiliser les territoires sauvages. Leurs rangs sont composés essentiellement de commerçants, de femmes pieuses et de missionnaires protestants. Ces derniers ne cherchent pas seulement à christianiser les Amérindiens, mais aussi à remettre les migrants sur le droit chemin. Les villes de l'Ouest qu'ils découvrent dans les années 1860-1870 sont pour eux des antichambres de l'Enfer. Obligés dans un premier temps de tenir leur office dans les saloons, ils s'affirment souvent avec virulence. La classe moyenne et les familles les aident à construire les églises, signe pour eux de stabilité et de prospérité, les soutiennent dans leur combat pour l'éducation et dans leurs croisades contre l'alcoolisme, le jeu et l'incroyance. Les missionnaires s'appuient souvent sur les femmes, considérées comme plus religieuses et plus morales. Les valeurs de la féminité sont ainsi mises en exergue tant par les cercles féministes que par les religieux. Cependant, le nombre de femmes dans l'Ouest étant très peu élevé, nombre d'hommes sont obligés de retourner dans l'Est pour trouver une épouse. Dans certaines villes minières, le nombre d'hommes mariés est inférieur à 10 %. Ce nombre augmente après la guerre de Sécession, quand du fait des pertes humaines, de nombreuses jeunes filles de l'Est consentent à se marier à un homme de l'Ouest.
Avec l'augmentation du nombre des familles, la création d'écoles devient une nécessité. Les premières, les Sunday schools, dirigées la plupart du temps par des prêtres, consacrent une très grande partie des cours à l'étude de la Bible et à la morale. Dans certaines régions, les écoles sont très rares. Ce n'est qu'à partir des années 1880 que les États de l'Ouest réalisent un effort considérable dans la création d'écoles, de collèges et d'universités. L'enseignement se féminise de plus en plus, des jeunes femmes sont recrutées dans l'Est pour être institutrices dans l'Ouest, avec le sentiment d'une mission civilisatrice et un esprit victorien. Ces enseignantes privilégient souvent leur carrière au mariage, et contribuent à dépasser le modèle de la femme pieuse confinée au foyer. Dans toutes les couches de la société, les femmes de l'Ouest s'émancipent, cherchant des sources de revenus complémentaires grâce à de petits commerces (marchandes de produits agricoles, lavandières, couturières, etc.).
Dans l'ensemble, les États et territoires de l'Ouest sont plus favorables au droit de vote pour les femmes que ceux de l'Est. Avant que celui-ci soit accordé au niveau national en 1920 avec le 19e amendement, 15 États reconnaissent déjà ce droit, dont 13 à l'ouest du Mississippi. Cela peut s'expliquer comme la conséquence de la pénurie de femmes, l'intérêt, pour les hommes politiques locaux étant de rendre ces contrées plus attractives pour elles. Le Wyoming est le premier territoire américain à accorder le droit de vote aux femmes, en 1869, et le premier État, lors de son admission dans l'Union en 1890, suivi quelques années plus tard par le Colorado et l'Idaho.

### Guerres indiennes
Alors que la colonisation s'accélère dans l'Ouest après la construction du chemin de fer transcontinental, les affrontements avec les Amérindiens des Grandes Plaines et du Sud-Ouest entrent dans une phase finale. La mission de l'armée est de débarrasser les territoires en cours de colonisation des Amérindiens circulant en liberté, et de confiner ceux-ci dans des réserves. À partir des années 1860, la forte résistance de combattants amérindiens aguerris (par les conflits entre tribus ou les premiers combats contre les colons) et relativement bien armés (par la contrebande) entraîne plusieurs guerres indiennes. Parfois, ce sont des incidents mineurs qui déclenchent des tueries. Par exemple, en 1854, un jeune Sioux abat une vache près de son village près de la Platte River, un officier américain est envoyé pour demander réparation, mais l'entrevue dégénère, le chef amérindien est tué et le détachement militaire massacré, plusieurs villages sioux innocents sont par la suite décimés. De nombreuses tribus combattent les Blancs à un moment ou à un autre, mais ce sont les Comanches dans les plaines du Texas, les Sioux dans les plaines du Nord et les Apaches dans les déserts montagneux du Sud-Ouest qui offrent la résistance la plus résolue à l'occupation de leurs terres ancestrales.
La conquête aux dépens des Amérindiens ne fait pas l'unanimité parmi les Américains. Certains partisans de la Destinée manifeste veulent imposer par la force la civilisation américaine. Pour eux, les indigènes qui refusent la « civilisation » doivent disparaître par des moyens violents : mise sous tutelle dans des réserves, tactique de la terre brûlée, guerres, répressions. Rares sont les officiers qui, tels les généraux Pope et Crook, respectent profondément les Amérindiens. Des généraux tels que Philip Sheridan ou William Tecumseh Sherman sont favorables à leur extermination. Mais ce sentiment n'est pas partagé par le gouvernement fédéral et par l'opinion publique de l'Est. D'autres souhaitent en effet que l'acculturation se fasse sans violence, par la négociation, l'éducation et l'évangélisation. Certains philanthropes, journalistes et ethnologues militent pour le respect des Amérindiens et pour l'arrêt des massacres, après la guerre de Sécession. Compte tenu des difficultés et des coûts logistiques des opérations de pacification, les autorités fédérales à Washington préfèrent dans l'ensemble s'en remettre à une politique de traités pour faire accepter aux Amérindiens la colonisation, tout en sachant qu'elles n'ont pas les moyens d'obliger les pionniers à respecter ses engagements. En 1870, la Cour suprême autorise néanmoins le Congrès à annuler les traités passés avec les Amérindiens. L'état-major de l'armée saisit dès lors les moindres occasions pour entrer en campagne contre les dernières tribus indépendantes. Vétéran amérindien de l'armée de l'Union pendant la guerre de Sécession, le commissaire aux Affaires indiennes Ely S. Parker a été chargé en 1869 de s'occuper des Amérindiens dans les réserves, mais confronté à la corruption du Bureau des Affaires indiennes, et comprenant que la politique indienne dépend avant tout de l'armée et des élites locales, il démissionne en 1871.

#### L'armée et les forts américains

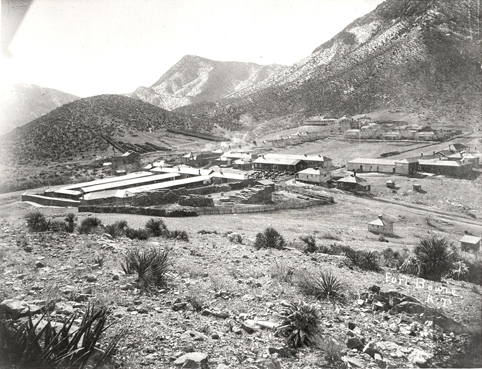
Fort Bowie en 1893.

Au fur et à mesure que la Frontière se déplace vers l'ouest, l'établissement des forts militaires américains se déplace avec elle, représentant et maintenant la souveraineté fédérales sur les nouveaux territoires. Les garnisons militaires ont généralement des murs peu efficaces pour la défense, mais sont rarement attaquées. Elles servent de base pour les troupes dans les zones stratégiques, en particulier pour lutter contre la présence amérindienne. Par exemple, Fort Bowie protège le col Apache, dans le sud de l'Arizona, sur la route postale entre Tucson et El Paso, et est utilisé pour lancer des attaques contre Cochise et Geronimo. Fort Laramie et Fort Kearny aident à protéger les immigrants traversant les Grandes Plaines et une série de postes en Californie protège les mineurs. Des forts sont construits pour lancer des attaques contre les Sioux. Quand les Amérindiens sont contraints à demeurer dans les réserves, les forts servent à les surveiller tout autant qu'à les protéger. Les forts protègent également les lignes de chemin de fer.
Outre ceux déjà cités, les forts les plus importants sont Fort Sill en Oklahoma, Fort Smith en Arkansas, Fort Snelling dans le Minnesota, Fort Union dans le Montana, Fort Worth au Texas et Fort Walla Walla dans le Washington. Fort Omaha, dans le Nebraska, est le siège d'un district militaire qui englobe la plupart des postes militaires de l'Ouest, pendant plus de 20 ans à compter de sa fondation à la fin des années 1870. Dans les années 1890, la menace potentielle des Amérindiens ayant disparu et les populations blanches s'accroissant assez pour assurer elles-mêmes la police, la plupart des forts de la Frontière sont abandonnés.
Pendant la guerre de Sécession, l'armée américaine dans l'Ouest compte 80 000 soldats, vêtus de l'uniforme en toile bleue grossière inadapté aux rudes conditions climatiques. Ces effectifs fondent jusqu'à 24 000 hommes en 1874. Les faibles soldes et les conditions de vie difficiles et insalubres dans les forts donnent de l'armée une image qui ne facilite pas le recrutement. Les jeunes immigrés irlandais et allemands parlant à peine anglais sont majoritaires. La qualité des troupes (hormis quelques régiments dont ceux des soldats noirs, les Buffalo Soldiers, plus disciplinés) est médiocre. Le manque de formation et l'alcoolisme chronique sont patents, ce qui tend à expliquer à la fois la violence et le manque de combativité des soldats américains.
Bénéficiant de rivalités inexpugnables entre tribus, l'armée américaine peut compter sur le concours de nombreux éclaireurs indiens, en tant que pisteurs, interprètes ou auxiliaires combattants, en particulier parmi les Pawnees et les Crows contre les Sioux, et parmi les Apaches.

#### Crépuscule des Amérindiens

##### Dans les régions du Pacifique
En Californie, à cause de la faiblesse des garnisons à l'ouest des Rocheuses, et des effets de la ruée vers l'or, des milices sont engagées dans les premiers conflits contre les Amérindiens. Ceux-ci se révoltent à plusieurs reprises contre des colons qui envahissent leurs terres, enlèvent des enfants pour servir de main d'œuvre. Il n'y a plus que 30 000 Amérindiens en Californie en 1861, alors qu'ils étaient environ 150 000 en 1848. Pendant la guerre de Sécession, des volontaires des États de Californie et de l'Oregon, remplacent l'armée fédérale, y compris jusque dans le Nevada, le Nouveau-Mexique, et l'Arizona. Après la guerre civile, la Californie est pour l'essentiel pacifiée. Cependant, en 1873 et 1874, le chef Kintpuash, plus connu sous le nom de Captain Jack, dirige la tribu Modoc, entre le nord de la Californie et le sud de l'Oregon, au cours de la guerre des Modocs. Avec 53 guerriers, il tient en respect 1 000 soldats américains pendant sept mois, et tue le général Edward Canby avant d'être capturé puis pendu.
À la fin des années 1870, une série de conflits surgissent dans l'Oregon et l'Idaho et se propagent vers le Wyoming et le Montana. Au cours de la guerre des Nez-Percés en 1877, Chef Joseph et ses 800 guerriers sont poursuivis pendant trois mois par l'armée américaine avant qu'il ne se rendre. Comme dans de précédents conflits dans le Nord-Ouest Pacifique, cette guerre a été provoquée par une arrivée massive de colons, l'appropriation des terres indiennes, et une ruée vers l'or, cette fois dans l'Idaho. Les Nez-Percés avaient été contraints par un traité signé en 1863 à accepter une réserve plus petite en Idaho et à quitter leurs terres traditionnelles dans l'Oregon. La guerre des Bannocks éclate en 1878 pour des raisons similaires. Un affrontement contre une bande de 300 Shoshones dans le centre de l'Idaho en 1879 est le dernier conflit amérindien dans cette partie des États-Unis.

##### Dans le Grand Bassin
Les tribus du Grand Bassin, les Shoshones essentiellement, sont sévèrement touchées par la circulation des colons sur les pistes de l'Oregon et de la Californie. Tout comme les Nez-Percés plus au nord, les Shoshones avaient entretenu des relations amicales avec les Américains depuis la période du commerce de la fourrure. Mais avec le temps, les conséquences de l'augmentation du nombre de migrants sur les ressources naturelles se font sentir, et les relations empirent d'autant plus que pour les Amérindiens, le vol de cheval est une pratique traditionnelle. Dans l'Utah, où l'autorité fédérale est très réduite, l'expansion de la colonie mormone pousse les Utes et les Shoshones hors des vallées fertiles où ils vivaient. En conséquence, les Amérindiens s'engagent dans des raids contre les voyageurs sur les pistes et restent agressifs envers les colons mormons. En 1863, des miliciens californiens indisciplinés stationnés dans l'Utah commettent le massacre de Bear River. Par la suite, une série de traités ramène la paix avec les tribus Shoshones, qui moyennant le paiement de petites rentes, restent dans les limites de leurs réserves.

##### Dans le Sud-Ouest

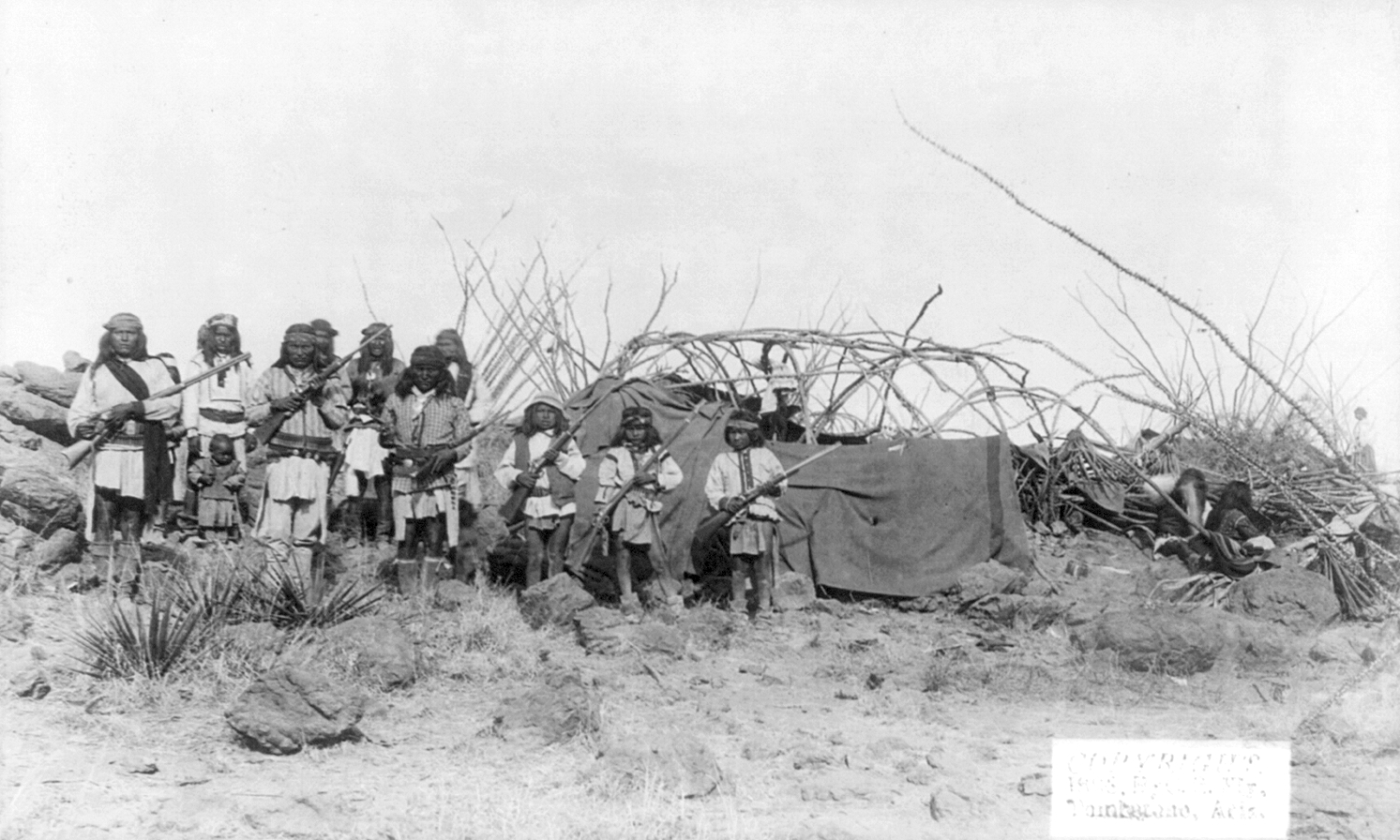
Geronimo et ses guerriers apaches en 1886.

Les conflits les plus importants dans cette région sont les guerres contre les Apaches à partir des années 1860. Les tribus ou les bandes du Sud-Ouest sont engagées dans un cycle de négociations et de combats entre elles et contre les colons depuis des siècles avant l'annexion de ces territoires cédés par le Mexique aux États-Unis entre 1848 et 1853. Ces conflits impliquent toutes les tribus non-Pueblos et sont souvent une continuation d'affrontements contre les Espagnols et les Mexicains.
La guerre contre les Apaches chiricahuas éclate en 1861 dans l'Arizona, après une série de graves incidents impliquant du vol de bétail, des meurtres d'Amérindiens et leurs représailles, et la tentative d'arrestation, au cours d'une négociation, du chef Cochise par un lieutenant de l'armée américaine qui pensait à tort qu'il était responsable de l'enlèvement d'un jeune fermier. Les chefs Cochise et Mangas Coloradas concluent une alliance pour libérer le territoire apache de toute présence des Blancs, Mexicains ou Américains. Dans un premier temps, les événements de la guerre de Sécession facilitent leurs succès. En 1862, les volontaires californiens du colonel James Henry Carleton, en route pour combattre les Confédérés, remportent la bataille d'Apache Pass contre les guerriers de Cochise et Mangas Coloradas. Ce dernier est capturé et tué par des soldats américains en 1863, sa tête est envoyée dans un institut de l'Est pour y être étudiée, ce qui accroît l'hostilité des Apaches. Cochise poursuit son combat depuis les monts Dragoon où il a trouvé refuge jusqu'à ce qu'il accepte la paix en 1872.
En 1862 le colonel Kit Carson, qui avait autrefois noué de bonnes relations avec les tribus amérindiennes, emploie la tactique de la terre brûlée dans sa campagne contre les Navajos en Arizona, incendiant les maisons et les champs et abattant le bétail. Il est aidé par d'autres tribus amérindiennes ennemies des Navajos, notamment les Utes. Finalement, en 1864, les Navajos sont déportés vers leur nouvelle réserve, lors de la Longue marche qui les amène dans l'est du Nouveau-Mexique.
La dernière campagne majeure de l'armée américaine contre les Amérindiens du Sud-Ouest, en 1886, implique 5 000 soldats sur le terrain. À son terme, le chef apache Geronimo et 24 guerriers se rendent avec femmes et enfants, dans les monts Peloncillo, près de la frontière mexicaine en Arizona.

##### Au Texas
Avant son annexion par les États-Unis en 1845, la république indépendante du Texas suit une politique très conflictuelle de déportation des tribus Comanches et Kiowas. En 1858, les Comanches sont pour la première fois attaqués en force par les Texans au cœur de leur territoire dans les plaines du Nord-Ouest de l'État. Cette expédition met un terme à la puissance des Comanches qui se déplacent en petites bandes vers le nord, où ils mènent des attaques le long de la piste de Santa Fe.
En 1864, après sa campagne contre les Navajos, Kit Carson affronte une force coalisée regroupant des Kiowas, des Comanches et des Cheyennes, lors de la bataille indécise d'Adobe Walls, sur le plateau du Llano Estacado. Il réussit néanmoins à détruire un village amérindien et leurs réserves de provisions pour l'hiver. Dix ans plus tard, une petite troupe de chasseurs de bisons est attaquée par une plus grande force amérindienne menée par Quanah Parker lors d'une seconde bataille à Adobe Walls. Cet engagement marque le début de la guerre de la Red River. L'armée américaine lance une campagne contre les Comanches, les Kiowas, les Cheyennes du Sud, et les Arapahos, pour les cantonner aux réserves indiennes du Territoire indien dans l'Oklahoma. Au bout de quelques mois, les forces et les réserves des Amérindiens s'épuisent. Le dernier groupe se rend en 1875, c'est la dernière force significative d'Amérindiens nomades des plaines du Sud à être pacifiée. Combinée avec l'extermination des bisons, cette guerre laisse le Texas définitivement ouvert pour la colonisation.

##### Dans les Grandes Plaines

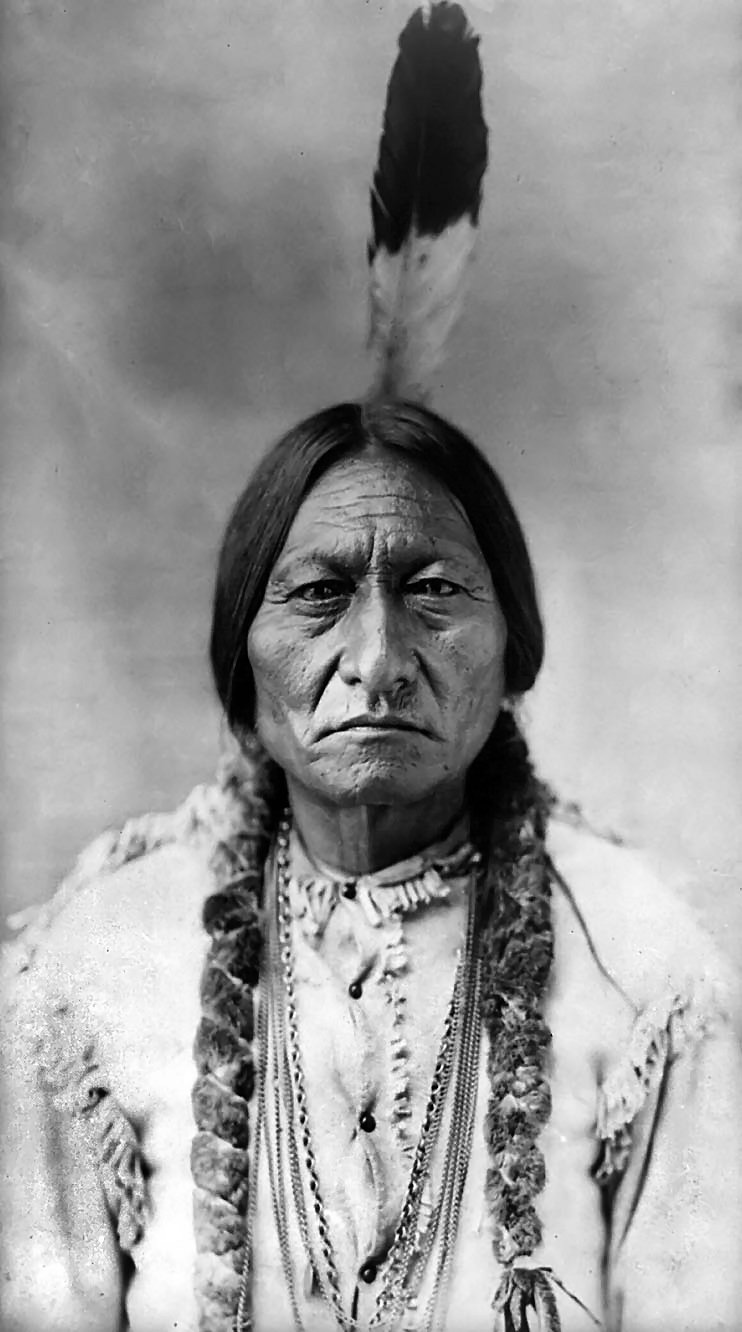
Le chef sioux Sitting Bull.

Dans le Colorado et dans le Kansas, les relations ont été initialement pacifiques entre les colons et les tribus amérindiennes. Mais, dans le Colorado, les sentiments en faveur du déplacement des Amérindiens grandissent parmi les colons. La sauvagerie de certaines attaques contre les civils durant la guerre contre les Dakotas en 1862 contribuent à ces sentiments, tout comme certains incidents le long de la Platte River et dans les zones à l'est de Denver. Durant la guerre de Sécession, les troupes régulières sont retirées de l'Ouest pour combattre les Confédérés, et sont remplacées par les Volontaires du Colorado, des hommes rudes, souvent favorables à l'extermination des Amérindiens. Ils sont commandés par les officiers John Chivington et George L. Shoup, qui suivent les directives du gouverneur du Territoire du Colorado, John Evans. Ils adoptent une politique de tir à vue sur les Indiens. Elle entraîne rapidement, entre 1863 et 1865, une guerre généralisée dans les plaines du Kansas et du Colorado, appelée guerre du Colorado.
Les raids de bandes d'Amérindiens ciblent les fermes isolées à l'est de Denver, sur les colonies avancées dans le Kansas, et sur les relais de diligence le long de la Platte River du Sud. En réaction, les colons du Colorado et du Kansas adoptent une attitude meurtrière envers les Amérindiens et appellent à l'extermination. De même, la sauvagerie des Volontaires du Colorado lors du massacre de Sand Creek incite des Amérindiens, en particulier les Dog Soldiers, une bande de Cheyennes, à s'engager dans des représailles tout aussi sauvages.
Au nord des Grandes Plaines, différentes tribus de Sioux (Dakotas, Lakotas, Oglalas) résistent à la colonisation. Autrefois agriculteurs sédentaires dans la région des Grands Lacs, ils sont devenus des cavaliers talentueux. La guerre des Dakotas, en 1862, est le premier engagement armé majeur entre l'armée fédérale et les Sioux, menés principalement par le chef Taoyateduta (Little Crow). Au cours de six semaines de combats dans le Minnesota, plus de 500 soldats américains et colons sont tués, souvent lors de petits raids ou après avoir été capturés. Le nombre de Sioux tués n'est pas connu, mais après la guerre, 303 Sioux sont condamnés à la peine de mort pour assassinat ou viol par les tribunaux militaires américains. La plupart de ces condamnations sont commuées par le président Lincoln, mais le 26 décembre 1862, à Mankato, Minnesota, 38 Sioux Dakotas sont pendus, dans ce qui reste la plus grande exécution de masse de l'histoire des États-Unis. Après l'expulsion des Dakotas du Minnesota, des réfugiés et des guerriers rejoignent le territoire des Lakotas. Les combats continuent jusqu'en 1864 entre régiments du Minnesota et des guerriers Dakotas et Lakotas, qui sont poursuivis par l'armée jusqu'à la défaite finale dans le Territoire du Dakota.
La guerre de Red Cloud est menée entre 1866 et 1868 par le chef des Sioux Lakotas, Makhpyia Luta (Red Cloud), contre les militaires érigeant des forts le long de la piste Bozeman dans le nord-est du Wyoming. C'est la campagne militaire la plus réussie contre l'armée américaine au cours des guerres indiennes dans l'Ouest, le gouvernement cherchant à négocier après plusieurs massacres de soldats qui choquent les contemporains. Avec le second traité de Fort Laramie en 1868, le gouvernement fédéral accorde une vaste réserve aux Lakotas, sans présence ou surveillance militaire, ni implantation de colons, ni route la traversant. Cette réserve inclut entièrement les Black Hills, à cheval sur le Wyoming et le Dakota du Sud.
La guerre des Black Hills ou Grande Guerre des Sioux de 1876 à 1877, dernier conflit d'une grande ampleur, est menée par les Lakotas dirigés par Sitting Bull et Crazy Horse. Le conflit commence quand le second traité de Fort Laramie est constamment violé après que de l'or est découvert dans les collines du territoire sioux. Le combat le plus célèbre de cette guerre est la bataille de Little Bighorn, au cours de laquelle une force de Sioux et de Cheyennes massacre le 7e régiment de cavalerie sous les ordres du lieutenant-colonel George Armstrong Custer. Toutefois, l'augmentation des effectifs de l'armée américaine accule les Sioux à la reddition. Crazy Horse est tué en tentant de s'enfuir, Sitting Bull passe la frontière du Canada mais finit par se rendre et est emprisonné vingt mois avant de faire une apparition dans le Wild West Show de Buffalo Bill.

##### Massacre de Wounded Knee et derniers affrontements

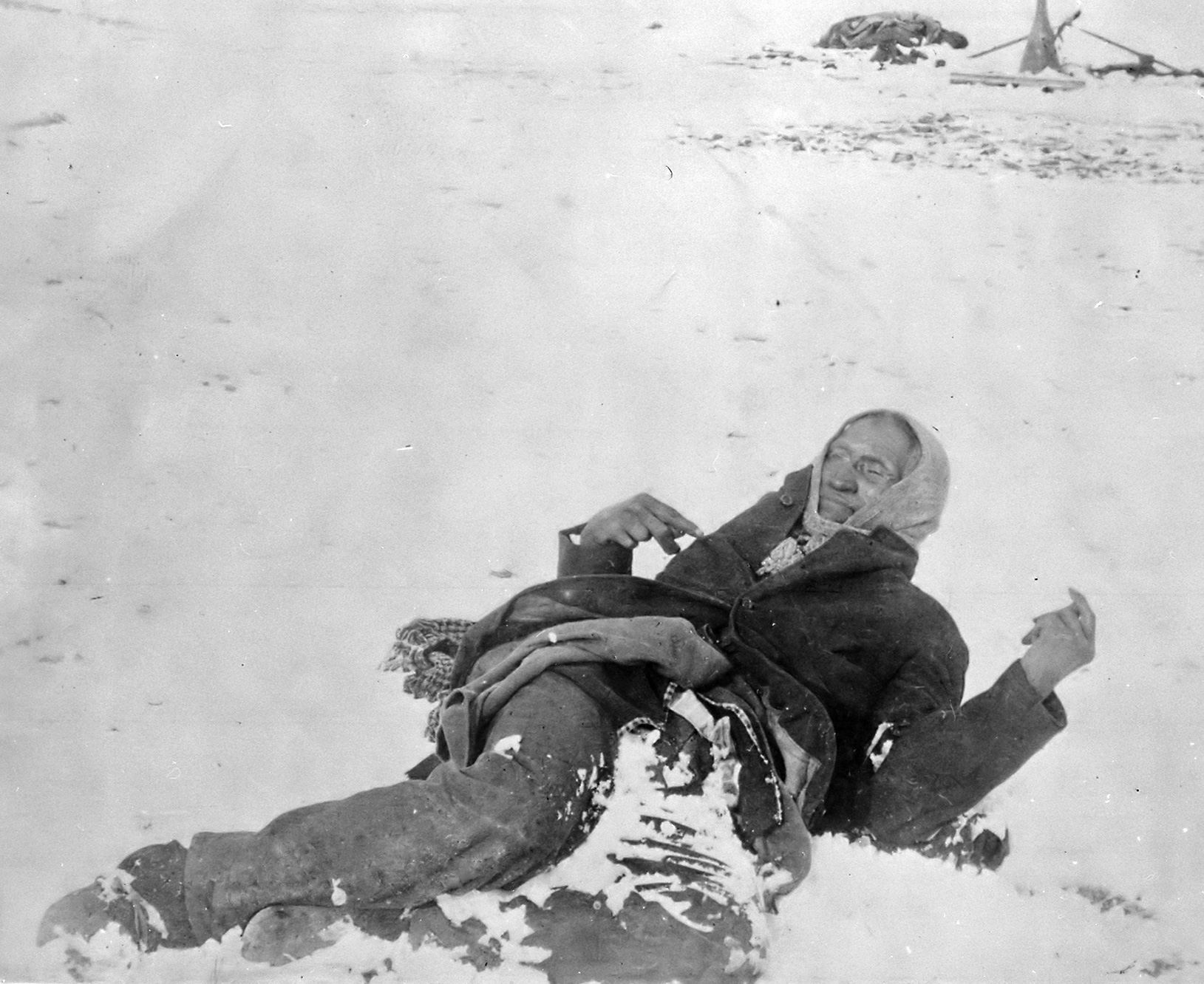
Le chef Big Foot, tué lors du massacre de Wounded Knee en 1890.

La fin des guerres contre les Sioux intervient lors du massacre de Wounded Knee. Né en 1889 chez les Païutes du Nevada, un mouvement religieux amérindien prophétique, appelé Danse des Esprits par les Blancs, réveille l'esprit de résistance des Sioux et inquiète les autorités américaines. En décembre 1890, deux semaines avant le massacre, Sitting Bull est tué avec son fils, Crow Foot, dans une fusillade avec un groupe de policiers des Affaires indiennes envoyés par le gouvernement américain pour l'arrêter. Par crainte de la répression, le chef Spotted Elk (ou Big Foot) et sa tribu des Sioux Lakotas Miniconjous, quittent leur réserve de la Cheyenne River et tentent de rejoindre les Sioux Oglalas de Red Cloud. Le 29 décembre, après un voyage de 250 km dans la neige, ils sont encerclés à Wounded Knee Creek, dans la réserve indienne de Pine Ridge, Dakota du Sud, par le 7e régiment de cavalerie équipé de quatre mitrailleuses Hotchkiss. Les soldats font feu alors que les Amérindiens sont en train d'être désarmés. Le chef Big Foot et environ 200 Sioux sont alors tués.
D'autres affrontements entre les Américains et les Amérindiens ont lieu après le massacre de Wounded Knee, qui est généralement considéré comme le point final des guerres indiennes. Mais la période de conflit touche vraiment à sa fin en 1918, après une escarmouche en Arizona appelée bataille de Bear Valley. Au cours du combat, le 10e régiment de cavalerie capture un groupe de Yaquis et tue leur chef. En 1907, les soldats de Fort Wingate ont réprimé une révolte de Navajos à Chaco Canyon dans le Nouveau-Mexique. Le dernier massacre a eu lieu en 1911, quand une famille de Shoshones hostiles tuent trois éleveurs dans le Nevada. Un groupe d'autodéfense est formé, et après un affrontement, des douze membres de la famille seuls sont épargnés trois enfants.

### Fin de l'Old West

#### Historiographie de la fin de la conquête de l'Ouest
Quand le 11e recensement des États-Unis est achevé en 1890, le surintendant annonce qu'il n'y a plus de front pionnier discernable, et qu'il n'y a donc plus de « Frontière » dans les États-Unis. Par ailleurs, selon l'historien Samuel Eliot Morison, il y a encore en 1890 des milliers de kilomètres carrés de terres non occupées, qui ont nécessité quelques décennies de plus pour être peuplées ou exploitées. Dans sa très influente « Thèse de la Frontière » (Frontier thesis) élaborée en 1893, l'historien Frederick Jackson Turner conclut que la Frontière a pratiquement disparu. Mais avec la découverte d'or dans le Klondike et la ruée qui s'ensuit, en 1896, une nouvelle frontière est ouverte dans le vaste territoire de l'Alaska. L'Alaska devient la « dernière frontière » (the last frontier),.
À la fin du siècle, la densité de population dans l'Ouest a atteint une moyenne de deux habitants par mile carré (un peu moins de 0,8 hab./km2), ce qui est suffisant pour considérer que l'ensemble du territoire est colonisé. Les villes ont commencé à se développer autour des centres industriels, des nœuds ferroviaires et des zones agricoles. En 1890, San Francisco est la plus peuplée des villes de l'Ouest avec 300 000 habitants. Malgré l'opposition des exploitants miniers et forestiers, le gouvernement fédéral commence à prendre des mesures pour préserver les terres publiques restantes et les ressources naturelles, et exerce donc plus de contrôle sur les affaires des habitants de l'Ouest.
Les affrontements le long de la frontière américano-mexicaine à partir de 1910 lors de la révolution mexicaine sont parfois considérés comme le dernier conflit de l'Old West. Alors que des milliers d'Américains rejoignent les rebelles au Mexique, à plusieurs reprises, des bandits ou des révolutionnaires mexicains mènent des raids du côté américain, par exemple Pancho Villa, qui en attaquant la ville de Columbus, au Nouveau-Mexique, en 1916, provoque une expédition punitive de l'armée américaine.

#### Mythologie de l'Ouest

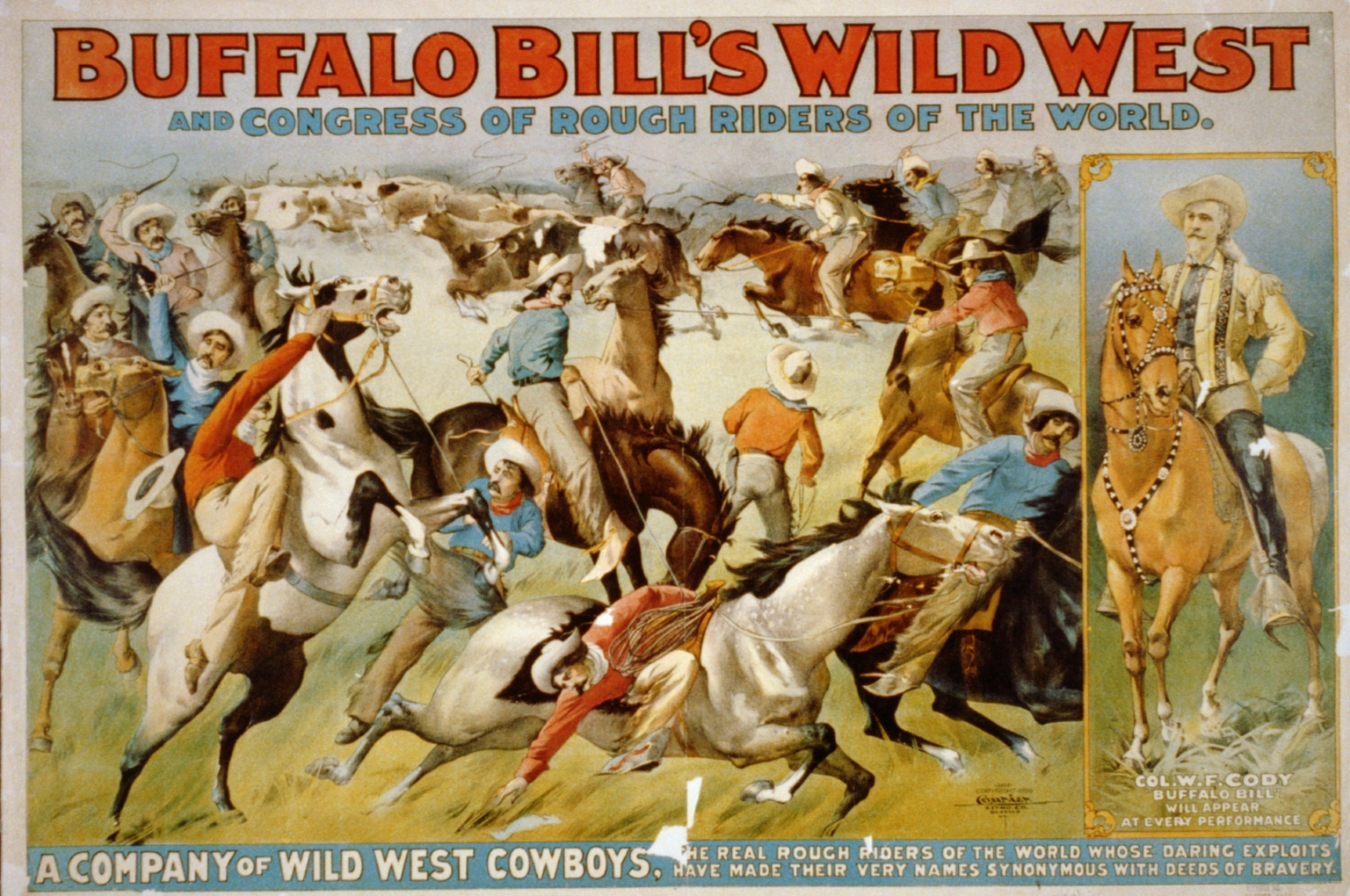
Une affiche pour le Wild West Show de Buffalo Bill.

La mythologie de l'Ouest a commencé à apparaître avec les spectacles de chanteurs et la musique populaire des années 1840. Durant la même période, Phineas Taylor Barnum exhibe des chefs et des danseurs amérindiens dans ses musées. Cependant, l'intérêt du public décolle vraiment quand les romans à quatre sous apparaissent en 1859, le premier étant Malaeska, the Indian Wife of the White Hunter. En simplifiant ou en exagérant la réalité, les romans captivent l'attention du public avec des histoires sensationnelles mettant en scène la violence et l'héroïsme, et fixent dans les esprits des stéréotypes : le cowboy courageux, l'Indien sauvage, l'homme de loi vertueux, le hors-la-loi impitoyable, le brave colon, et l'éleveur prédateur. Des milliers de titres sont édités (et écrits en quelques jours en reprenant toujours les mêmes ressorts) et des millions d'exemplaires vendus, popularisant des figures comme Buffalo Bill ou Calamity Jane.
Buffalo Bill saisit l'occasion de promouvoir sa propre légende et monte son spectacle itinérant reprenant les stéréotypes de l'Ouest, le Wild West Show à partir de 1883. Des Amérindiens et des cowboys sont embauchés pour présenter des démonstrations d'équitation, de lasso et de tir de précision, pour lequel s'illustre notamment Annie Oakley. Buffalo Bill exporte son spectacle en Europe, répandant à l'étranger les mythes de l'Ouest sauvage.
Vers la fin du siècle, des magazines comme Harper's Weekly publient les illustrations d'artistes comme Frederic Remington, Charles M. Russell en les associant à des histoires d'aventures comme celles écrites par Owen Wister. Des images vivantes de l'Ouest sont ainsi transmises au public. Remington déplore la fin d'une époque dont il a tenu la chronique quand il écrit : « Je savais que les cavaliers sauvages et les espaces déserts étaient sur le point de disparaître à jamais… J'ai vu le dernier souffle de vie, de trois siècles américains de fumée, de poussière et de sueur ».

## La conquête de l'Ouest dans les arts et la culture
La découverte, l'exploration, la colonisation, l'exploitation, et les conflits de l'American Old West forment une fresque unique d'événements célébrés et commémorés par les Américains ou les non-Américains dans les arts, la musique, la danse, la littérature, la poésie, le théâtre, les jeux vidéo, les parcs d'attraction, le cinéma, la télévision, et la tradition orale, jusqu'à aujourd'hui. Cette production culturelle très riche s'est souvent inspirée des sources historique précieuses que constituent les centaines de journaux imprimés dans les petites villes de l'Ouest.

### Dans la presse de l'époque
Le Cherokee Phoenix, l'un des premiers titres sur la frontière sauvage, avec 30 % d'articles en cherokee, combattant la spéculation immobilière lors de Piste des Larmes fut publié de 1828 à 1834 par Elias Boudinot, membre d'une importante famille cherokee. La Conquête remonte le Mississippi vers les Grandes Plaines, à la recherche de terres pour cultiver le coton puis le blé, via l'Iowa et son Decorah Posten, entièrement en norvégien, porte d'entrée des immigrants scandinaves vers le Minnesota et le Dakota. Lors de la croisade du Kansas, Lecompton et son Kansas Weekly Herald fait face à Lawrence et son Kansas Free State, hebdomadaire abolitionniste. Le 21 juin 1856, c'est le saccage de Lawrence : des Border Ruffians détruisent les deux journaux abolitionnistes de Lawrence en jetant les caractères d'imprimerie dans la rivière Kansas, un épisode qui accélère le processus menant à la guerre de Sécession.
À Bismark, Dakota du Nord, fondée par la compagnie des chemins de fer Northern Pacific, pour ses immigrés allemands, l'ex-colonel Clement A. Lounsberry est accrédité par la New York Associated Press et le New York Herald pour suivre la ruée vers l'or dans les Black Hills, menée en 1876 par un autre colonel, son ami Custer, qui déclenche la guerre des Black Hills et la bataille de Little Bighorn, révélée par l'Helena Herald d'Andrew J. Fisk.
The Frontier Index suit, quant à lui, la construction du chemin de fer, s'installant de ville en ville pour être sûr de rester sur la « Frontière sauvage », près des nouvelles fraîches du télégraphe et du chantier sur lequel travaillent des milliers d'ouvriers. Parti de Fort Kearny, dans le Nebraska, il suivra les rails de l'Union Pacific jusqu'à Yakima, dans l'État de Washington. Le journaliste Mark Twain part à Carson City suivre la « fièvre de l'argent » puis accepte en août 1862 un poste au Territorial Enterprise, journal de Virginia City au Nevada, qui couvre les folles spéculations du Nevada sur les riches mines d'argent du Comstock Lode, cotées à la Bourse de San Francisco, inspirant un roman de Jules Verne et qui sombre le 27 août 1875 dans un krach à la suite d'un article du New-York Tribune sur le Comstock Lode. L'un des ex-mineurs devenus millionnaires, John William MacKay, s'associe en 1884 à James Gordon Bennett, qui a épousé la fille de Paul Julius Reuter, pour créer la Commercial Cable Company face au monopole de la Western Union. Un autre, George Hearst, fondateur de l'Ophir Mine, a pour fils le magnat des médias William Randolph Hearst.
À Butte, Montana, au pays des « rois du cuivre », le Butte Miner fondé en 1876 puis racheté par William Andrews Clark, affronte l'Anaconda Standard, créé en 1889 par son rival Marcus Daly en s'inspirant d'un éditorial d'Horace Greeley dans le New-York Tribune.

### Dans la littérature
Outre les romans de quatre sous, plusieurs écrivains américains de renom situent leurs récits d'aventures dans le Wild West, avant même la fin de la conquête de l'Ouest, comme James Fenimore Cooper, Mark Twain ou Washington Irving, puis au début du XXe siècle, Owen Wister ou Zane Grey. L'invention de la presse rotative à vapeur en 1840, augmentant massivement le tirage et la diffusion des livres et magazines, ainsi que le développement de la littérature populaire à partir des années 1860, sont déterminants dans la propagation de la mythologie de l'Ouest. En 1932, Laura Ingalls, publie un récit autobiographique, La Petite Maison dans la prairie, dans lequel elle raconte le mode de vie, le quotidien, et les difficultés d'une famille de pionniers dans la deuxième moitié du XIXe siècle. En 1935, Mari Sandoz publie la biographie de son père dans Old Jules, pionnier suisse, retraçant la vie des pionniers durant la période du Homestead Act en pleine conquête de l'Ouest. Ces œuvres suivantes seront aussi consacrées aux habitants des Grandes Plaines, comprenant des œuvres de référence telles que Crazy Horse et sa série « des Grandes Plaines ». Dans les pulp magazines de la première moitié du siècle, les histoires se déroulant dans l'Ouest sauvage connaissent un grand succès parallèle à celui des westerns qui commencent à fleurir au cinéma. Dans la bande-dessinée, Marvel Comics et DC Comics s'emparent du genre, et publient des titres tels que Kid Colt Outlaw, All-Star System, Two-Gun Kid, Rawhide Kid, etc.. Publiés en 1985, Lonesome Dove de Larry McMurtry et Blood Meridian de Cormac McCarthy sont considérés comme deux des derniers grands chefs-d'œuvre de ce genre littéraire.
La littérature européenne s'est approprié le western dès le XIXe siècle, ainsi par exemple l'écrivain français Gustave Aimard ou l'écrivain allemand Karl May. Dans L'Or. La merveilleuse histoire du général Johann August Suter, paru en 1925, Blaise Cendrars imagine une biographie d'un aventurier suisse inspiré par John Sutter, le découvreur de l'or californien. Dans la bande-dessinée francophone, plusieurs titres se rattachent au western, notamment Lucky Luke, Blueberry, Les Tuniques bleues, Jerry Spring, Mac Coy, Durango ou Bouncer.

### Au cinéma
Le western a été inventé presque en même temps que le cinéma, le premier film considéré comme tel étant Le Vol du grand rapide en 1903. Ce genre atteint une immense popularité dans les années 1930, et bien au-delà des États-Unis, grâce à des situations et des personnages universels. Trois genres majeurs de western sont distingués par les cinéphiles. Le western classique (années 1930 à 1950), met en scène des héros vertueux joués par exemple par Gary Cooper et John Wayne, des personnages stéréotypés et des scénarios manichéens. Le western spaghetti renouvelle le genre en Italie avec une audace visuelle, des situations plus violentes et des personnages plus cyniques mais aussi plus réalistes. À partir de la fin des années 1960 les Américains se lancent à leur tour dans le renouvellement du genre avec le western crépusculaire (qualifié par l'appellation plus large de revisionist western par les Américains), dans lequel les personnages principaux sont des antihéros, la violence et le réalisme davantage exacerbés, et le sort tragique des Amérindiens réhabilité,. Dans les westerns classiques, à quelques exceptions près (La Flèche brisée en 1950), les Amérindiens sont dans le rôle des méchants. La situation s'inverse dans les années 1960, et les Amérindiens sont représentés comme des victimes de la colonisation et des résistants, et comme un peuple dont la culture et le lien à la nature méritent le respect, dans des films comme Les Cheyennes en 1964, Little Big Man en 1970 ou Jeremiah Johnson en 1972.
Parmi les westerns les plus populaires de nos jours, on peut citer La Chevauchée fantastique (1939), La Prisonnière du désert (1956) et L'Homme qui tua Liberty Valance (1962) de John Ford ; La Rivière rouge (1948) et Rio Bravo (1959) de Howard Hawks ; Le train sifflera trois fois (1952) de Fred Zinnemann ; Et pour quelques dollars de plus (1965), Le Bon, la Brute et le Truand (1966) et Il était une fois dans l'Ouest (1968) de Sergio Leone ; Butch Cassidy et le Kid (1969) de George Roy Hill ; La Horde sauvage (1969) de Sam Peckinpah ; Little Big Man (1970) d'Arthur Penn ; John McCabe (1971) de Robert Altman ; Josey Wales hors-la-loi (1976) et Impitoyable (1992) de Clint Eastwood ; Danse avec les loups (1990) de Kevin Costner ; Dead Man (1995) de Jim Jarmusch ; True Grit (2010) des frères Coen ; The Revenant (2015) d'Alejandro González Iñárritu ; Les Huit Salopards (2015) de Quentin Tarantino.

### À la télévision
Des séries télévisées reprenant les codes du western deviennent populaires aux États-Unis dès la fin des années 1940. À la fin des années 1950, alors que la production de western au cinéma décline, la présence des séries de western aux États-Unis augmente jusqu'à atteindre 24 % des programmes de prime-time et un tiers de parts d'audience en 1959. Les séries les plus célèbres sont The Lone Ranger (1949-1957), Au nom de la loi (1958-1961), Bonanza (1959-1973), Rawhide (1959-1965), Les Mystères de l'Ouest (1965-1969), Kung Fu (1972-1975), La Petite Maison dans la prairie (1974-1983), Colorado (1978-1979), Docteur Quinn, femme médecin (1993-1998), Deadwood (2004-2006), Into the West (2005), Godless (2017).

#### Généralités
- (en) William C. Davis, The American Frontier : Pioneers, Settlers, & Cowboys, 1800-1899, Norman, University of Oklahoma Press, 1992, 256 p. (ISBN 978-0-8061-3129-0).
- Philippe Jacquin, Vers l'Ouest : Un nouveau monde, Paris, Gallimard, 1987, 208 p. (ISBN 978-2-07-053036-6).
- Philippe Jacquin, Le Mythe de l'Ouest : L'Ouest américain et les "valeurs" de la frontière, Paris, Autrement, 1993, 215 p. (ISBN 978-2-86260-444-2).
- Philippe Jacquin et Daniel Royot, Go West ! : Une histoire de l'Ouest américain d'hier à aujourd'hui, Paris, Flammarion, 2002, 352 p. (ISBN 978-2-08-080091-6).
- André Kaspi, Les Américains, tome 1 : Naissance et essor des États-Unis, 1607-1945, Paris, Seuil, 2002, 339 p. (ISBN 978-2-02-009360-6).
- Pierre Lagayette, L'Ouest américain, Réalités et Mythes, Paris, Ellipses, 1997, 128 p. (ISBN 978-2-7298-4789-0).
- (en) Howard Lamar, The Reader's encyclopedia of the American West, New York, Crowell, 1977, 1306 p. (ISBN 978-0-690-00008-5).
- (en) David Lavender, The American Heritage History of the Great West, New York, Simon & Schuster, 1965, 416 p. (ISBN 978-0-517-39181-5).
- (en) Clyde A. Milner, A New Significance : Re-Envisioning the History of the American West, New York, Oxford University Press US, 1996, 336 p. (ISBN 978-0-19-510047-1).
- (en) Clyde A. Milner, Carol A. O'Connor et Martha A. Sandweiss, Oxford History of the American West, New York, Oxford University Press, US, 1994, 904 p. (ISBN 978-0-19-511212-2).
- (en) Samuel Eliot Morison, The Oxford History of the American People, New York, Oxford University Press US, 1965, 1178 p. (ISBN 978-0-19-500030-6).
- Jean-Louis Rieupeyrout, Histoire du Far West, Paris, Tchou, 1967, 728 p. (ISBN 978-2-253-00241-3).
- (en) Mary Ellen Snodgrass, Settlers of the American West : The Lives of 231 Notable Pioneers, McFarland & Company, 2015 (ISBN 978-0-7864-9735-5).
- (en) Frederick Jackson Turner, The Frontier in American History, New York, Holt, 1921, 375 p. (ISBN 978-0-486-29167-3).
- (en) Robert M. Utley, The Story of The West : A History of the American West and Its People, New York, DK Publishing, 2003, 320 p. (ISBN 978-0-7894-9660-7).
- Tangi Villerbu, La Conquête de l'Ouest : Le récit français de la nation américaine au XIXe siècle, Rennes, Presses Universitaires de Rennes, 2007, 306 p. (ISBN 978-2-7535-0352-6).
- (en) Richard White, It's your misfortune and none of my own : A new history of the American West, Norman, University of Oklahoma Press, 1991, 684 p. (ISBN 978-0-8061-2567-1).
- (en) David J. Wishart, Encyclopedia of the Great Plains, Lincoln, University of Nebraska Press, 2004, 940 p. (ISBN 978-0-8032-4787-1).
- Howard Zinn, Une histoire populaire des États-Unis : De 1492 à nos jours, Marseille, Agone, 2003, 810 p. (ISBN 978-2-910846-79-4).
- Roxanne Dunbar-Ortiz, Contre-histoire des Etats-Unis, Wildproject, coll. « Le Monde Qui Vient », 2018 (ISBN 2918490687)

#### Guerres indiennes
- (en) James P. Boyd, Recent Indian wars, under the lead of Sitting Bull and other chiefs, Philadelphie, Publishers Union, 1891, 360 p. (ISBN 978-1-58218-218-6).
- Dee Brown, Enterre mon cœur à Wounded Knee, New York, Holt, Rinehart & Winston, 1973, 487 p. (ISBN 9782226192202).
- (en) Benjamin Capps, The Great Chiefs, New York, Time-Life Books, 1975, 240 p. (ISBN 978-0-316-84785-8), p. 240.
- (en) Kenneth Carley, The Sioux Uprising of 1862, St. Paul, Minnesota Historical Society, 1976, 102 p. (ISBN 978-0-87351-103-2).
- David Cornut, Little Big Horn : Autopsie d'une bataille légendaire, Parçay-sur-Vienne, Anovi, 2006, 384 p. (ISBN 978-2-914818-10-0).
- (en) Peter Cozzens, Eyewitnesses to the Indian Wars, 1865-1890 : The wars for the Pacific Northwest, Mechanicsburg, PA, Stackpole Books, 2002, 736 p. (ISBN 978-0-8117-0573-8).
- (en) Angie Debo, A history of the Indians of the United States, Norman, University of Oklahoma Press, 1970, 403 p. (ISBN 978-0-8061-0911-4).
- (en) Jennifer Denetdale, The Long Walk : The Forced Navajo Exile, New York, Infobase Publishing, 2007, 143 p. (ISBN 978-0-7910-9344-3).
- (en) John Stephens Gray, Centennial campaign : The Sioux War of 1876, Norman, University of Oklahoma Press, 1988, 408 p. (ISBN 978-0-8061-2152-9).
- (en) Stan Hoig, The Sand Creek Massacre, Norman, University of Oklahoma Press, 1961, 217 p. (ISBN 978-0-8061-1147-6).
- Philippe Jacquin, La politique indienne des États-Unis, 1830-1890, Paris, Didier Érudition, 1996, 202 p. (ISBN 978-2-86460-297-2).
- Philippe Jacquin, Terre indienne, Paris, Autrement, 1991, 228 p. (ISBN 978-2-86260-332-2).
- (en) Thomas W. Kavanagh, Comanches : A history, 1706-1875, Lincoln, University of Nebraska Press, 1999, 586 p. (ISBN 978-0-8032-7792-2).
- (en) William Kessel et Robert Wooster, Encyclopedia of Native American wars and warfare, New York, Infobase Publishing, 2005, 398 p..
- (en) Brigham D. Madsen, The Shoshoni Frontier and the Bear River Massacre, Salt Lake City, University of Utah Press, 1985, 285 p. (ISBN 978-0-87480-494-2).
- Elise Marienstras, Wounded Knee ou L'Amérique fin de siècle, Paris, Complexe, 1992, 265 p. (ISBN 978-2-87027-654-9).
- (en) Gregory F. Michno, Encyclopedia of Indian wars : Western Battles and Skirmishes, Missoula, Montana, Mountain Press Publishing Company, 2003, 480 p. (ISBN 978-0-87842-468-9).
- (en) John H. Monnett, The Battle of Beecher Island and the Indian War of 1867-1869, Boulder, University Press of Colorado, 1992, 236 p. (ISBN 978-0-87081-347-4).
- (en) Spencer C. Tucker, The Encyclopedia of North American Indian Wars, 1607-1890 : A Political, Social, and Military History, Santa Barbara, ABC-CLIO, 2011, 1056 p. (ISBN 978-1-85109-697-8).
- (en) Elliott West, The Last Indian War : The Nez Perce Story, New York, Oxford University Press US, 2009, 432 p. (ISBN 978-0-19-513675-3).

#### Explorateurs et trappeurs
- (en) Fred Gowan, Rocky Mountain Rendezvous : A History of The Fur Trade 1825-1840, Layton, UT, Gibbs Smith, 2005, 240 p. (ISBN 978-1-58685-756-1).
- (en) Grace Lee Nute, The Voyageur, St. Paul, Minnesota Historical Society Press, 1931, 289 p. (ISBN 978-0-87351-213-8).
- (en) Robert M. Utley, A Life Wild and Perilous : Mountain Men and the Paths to the Pacific, New York, Henry Hold Co, 1997, 400 p. (ISBN 978-0-8050-5989-2).
- (en) David J. Wishart, The Fur Trade of the American West : A Geographical Synthesis, Lincoln, Nebraska University Press, 1979, 237 p. (ISBN 978-0-8032-9732-6).
- (en) Elin Woodger et Brandon Toropov, Encyclopedia of the Lewis and Clark Expedition, New York, Checkmark Books, 2003, 438 p. (ISBN 978-0-8160-4782-6).

#### Pionniers et ruées vers l'or
- (en) Estelline Bennett, Old Deadwood Days, Lincoln, University of Nebraska Press, 1982, 314 p. (ISBN 978-0-8032-6065-8).
- Liliane Crété, La vie quotidienne en Californie au temps de la ruée vers l'or, 1848-1856, Paris, Hachette, 1982, 317 p. (ISBN 978-2-01-007261-1).
- Annick Foucrier, Le Rêve californien : Migrants français sur la côte pacifique, XVIIIe – XXe siècle, Paris, Belin, 1999, 428 p. (ISBN 978-2-7011-2638-8).
- (en) Ralph Moody, Stagecoach West, New York, Crowell, 1967, 342 p. (ISBN 978-0-8032-8245-2).
- (en) James J. Rawls et Richard J. Orsi, A Golden State : Mining and economic development in Gold Rush California, Berkeley, University of California Press, 1999, 325 p. (ISBN 978-0-520-21771-3).
- (en) John D. Unruh, The Plains Across : The Overland Emigrants and the Trans-Mississippi West, 1840–60, Champaign, University of Illinois Press, 1993, 592 p. (ISBN 978-0-252-06360-2).
- (en) Nicholas Witschi, Traces of Gold : California’s Natural Resources and the Claim to Realism in Western American Literature, Tuscaloosa, University of Alabama Press, 2002, 240 p. (ISBN 978-0-8173-1117-9).

#### Loi et hors-la-loi
- (en) Thomas J. Dimsdale, The Vigilantes of Montana, Whitefish, Montana, Kessinger Publishing, 2004, 200 p. (ISBN 978-1-4191-8675-2).
- (en) James D. Horan et Paul Sann, Pictorial History of the Wild West : A true account of the bad men, desperadoes, rustlers, and outlaws of the old West, and the men who fought them to establish law and order, New York, Crown Publishers, 1954, 254 p. (ISBN 978-0-517-01430-1).
- (en) Casey Tefertiller, Earp : The Life Behind the Legend, Hoboken, NJ, Wiley, 1999, 416 p. (ISBN 978-0-471-28362-1).
- (en) Jerry D. Thompson, Cortina : Defending the Mexican name in Texas, College Station, Texas A&M University Press, 2007, 332 p. (ISBN 978-1-58544-592-9).
- (en) Robert M. Utley, High Noon in Lincoln : Violence on the Western Frontier, Albuquerque, University of New Mexico Press, 1987, 279 p. (ISBN 978-1-58218-218-6).
- (en) Michael Wallis, Billy the Kid : The Endless Ride, New York, W. W. Norton & Company, 2007, 352 p. (ISBN 978-0-393-06068-3).

#### Récits et témoignages
- (en) Michael Griske, The Diaries of John Hunton : Sagas of the Western Frontier, Westminster, MD, Heritage Books, 2005, 164 p. (ISBN 978-0-7884-3804-2).
- (en) George E. Hyde, Life of George Bent : Written From His Letters, Norman, University of Oklahoma Press, 1968, 390 p. (ISBN 978-0-8061-1577-1).
- (en) Meriwether Lewis et William Clark, The Lewis and Clark Journals : An American Epic of Discovery, edited by Gary Moulton, Winnipeg, Bison Books, 2004, 497 p. (ISBN 978-0-8032-8039-7).
- (en) George Ruxton, Adventures in Mexico and the Rocky Mountains, Londres, John Murray, 1847, 332 p. (ISBN 978-1-4369-6375-6).
- (en) Luther Standing Bear, My People the Sioux, Lincoln, University of Nebraska Press, 1928, 288 p. (ISBN 978-0-8032-0874-2).
- Mark Twain, À la dure, Paris, Payot, 1993, 324 p. (ISBN 978-2-228-88734-2).
- Marijke Roux-Westers, Sur les traces de l'éléphant. Narrations de voyages d'après les récits de pionnières américaines. 1840-1860, Université de Saint-Etienne, 1998, 310 p. (ISBN 978-2-86272-141-5).
- (en) Julia M. Keleher et Elsie Ruth Chant, The Padre of Isleta : The Story of Father Anton Docher, Sunstone press Publishing, 2009.

#### Autres
- Guy Dubois, La conquête de l'Ouest en chansons : Etude sociohistorique des chants de soldats, de hors-la-loi, de chercheurs d'or, de mineurs, de Mormons et de fermiers américains du XIXe siècle (1840-1910), Paris, L'Harmattan, 2011, 450 p. (ISBN 978-2-296-13675-5).
- (en) Andrew C. Isenberg, The Destruction of the Bison : An Environmental History, 1750-1920, Berkeley, Californy University Press, 2000, 218 p. (ISBN 978-0-521-00348-3).
- Philippe Jacquin, Le Cow-boy : Un Américain entre le mythe et l'histoire, Paris, Albin Michel, 1992, 248 p. (ISBN 978-2-226-05834-8).
- Philippe Jacquin et Daniel Royot, La destinée manifeste des États-Unis au XIXe siècle : Analyses, chronologie, commentaires et documents, Paris, Ophrys, 1999, 160 p. (ISBN 978-2-84120-105-1).
- Philippe Jacquin, Daniel Royot et François Duban, Déserts américains : Grands espaces, peuples et mythes, Paris, Autrement, 1997, 168 p. (ISBN 978-2-86260-746-7).
- Pierre Lagayette, La Destinée Manifeste des États-Unis au XIXe siècle : Aspects Politiques et Idéologiques, Paris, Ellipses, 1999, 236 p. (ISBN 978-2-7298-5948-0).
- (en) Michael A. Morrison, Slavery and the American West : The Eclipse of Manifest Destiny and the Coming of the Civil War, Chapel Hill, University of North Carolina Press, 1997, 448 p. (ISBN 978-0-8078-2319-4).
- (en) Sandra L. Myres, Westering women and the frontier experience, 1800-1915, Albuquerque, University of New Mexico Press, 1982, 365 p. (ISBN 978-0-8263-0626-5).
- (en) Jules D. Prown, Discovered Lands, Invented Pasts : Transforming Visions of the American West, New Haven, Yale University Press, 1995, 232 p. (ISBN 978-0-300-05731-7).
- (en) Richard Slotkin, The Fatal Environment : The Myth of the Frontier in the Age of Industrialization, 1800-1890, Norman, University of Oklahoma Press, 1998, 656 p. (ISBN 978-0-8061-3030-9).
- (en) Richard Slotkin, Gunfighter Nation : The Myth of the Frontier in Twentieth-Century America, Norman, Oklahoma, University of Oklahoma Press, 1992, 850 p. (ISBN 978-0-8061-3031-6).
- (en) Henry Nash Smith, Virgin Land : The American West as Symbol and Myth, Cambridge, MA, Harvard University Press, 1950, 336 p. (ISBN 978-0-674-93955-4).
- (en) Jane Tompkins, West of Everything : The Inner Life of Westerns, New York, Oxford University Press US, 1993, 272 p. (ISBN 978-0-19-508268-5).
- (en) Richard B. Winders, Crisis in the Southwest : The United States, Mexico, and the struggle over Texas, Lanham, Maryland, Rowman & Littlefield, 2002, 172 p. (ISBN 978-0-8420-2801-1).